# Élections législatives françaises de 2024
Les élections législatives françaises de 2024 ont lieu les 29 et 30 juin pour le premier tour et les 6 et 7 juillet pour le second tour afin d'élire les 577 députés de la XVIIe législature de la Cinquième République.
Initialement prévues pour 2027, les élections sont convoquées de manière anticipée trois ans avant la fin de la législature, à la suite de la dissolution de l'Assemblée nationale par Emmanuel Macron, président de la République, la coalition présidentielle Ensemble menée par la députée européenne Valérie Hayer ayant été devancée de près de 17 points par le Rassemblement national (RN) dirigé par Jordan Bardella lors des élections européennes du 9 juin 2024. C'est la sixième dissolution de la Ve République via l'article 12 de la Constitution et la première au cours d'un quinquennat. Sa convocation en cours de mandat présidentiel l'amène notamment à être comparée aux législatives anticipées de 1997, qui ont marqué une déroute pour le camp présidentiel et ont contraint Jacques Chirac à la cohabitation.
Une très large union de la gauche voit le jour sous le nom de Nouveau Front populaire (NFP), initiée par le député sortant François Ruffin, tandis que le président Les Républicains (LR), Éric Ciotti, annonce une alliance avec le RN, à laquelle refusent de participer la quasi-unanimité des députés LR sortants. Les forces centristes se regroupent autour du parti présidentiel Renaissance sous le nom d'Ensemble pour la République (EPR).
Le premier tour voit le RN arriver pour la première fois en tête d'un premier tour d'élections législatives, cumulant avec ses alliés un résultat inédit de 33 % des suffrages exprimés. Ces résultats leur assurent la victoire dans 38 circonscriptions dès le premier tour et la qualification dans 451 autres. Avec 28 %, le NFP remporte 32 circonscriptions et se qualifie dans 400 autres, devant la coalition présidentielle, en recul de cinq points par rapport à 2022, et LR, à nouveau quatrième, en baisse. L'important bond de la participation génère plus de trois cents triangulaires et cinq quadrangulaires, quatre fois plus que le précédent record historique des élections de 1997. Le front républicain amène dans l'entre-deux-tours à un nombre record de désistements, ramenant le nombre de triangulaires à 89, et au maintien de deux quadrangulaires.
L'assemblée élue au soir du second tour est très divisée avec pour résultat un parlement minoritaire, les trois principaux blocs étant très loin de la majorité absolue. Le NFP remporte une majorité relative de sièges, devançant EPR puis le RN, ce dernier obtenant un chiffre bien plus faible que celui attendu par les sondeurs en raison du front républicain appliqué dans l'entre-deux-tours. La droite républicaine arrive quant à elle en quatrième position.
Les élections sont suivies de plusieurs mois de gestion des affaires courantes par le gouvernement sortant, dans l'attente de la nomination d'un nouveau Premier ministre par Emmanuel Macron. Ce dernier, qui temporise dans un premier temps cette nomination à la fin des Jeux olympiques organisés à Paris, refuse fin août de nommer la candidate avancée par le NFP, Lucie Castets. À la suite de nombreuses consultations des différents partis, Michel Barnier est finalement nommé Premier ministre le 5 septembre 2024. Son gouvernement tombe cependant le 4 décembre 2024 à la suite du vote d'une motion de censure dans le cadre d'une utilisation de l'article 49.3 de la constitution lors du vote du budget. C'est la première fois depuis 1962 qu'un gouvernement français est censuré, accentuant ainsi la crise politique en cours jusqu'au 13 décembre 2024, date à laquelle François Bayrou devient Premier ministre.

## Contexte

### Contexte politique

#### Assemblée issue des législatives 2022
Depuis les élections législatives de 2022, lors de la XVIe législature, la coalition Ensemble — dont le parti présidentiel Renaissance fait partie — gouverne grâce à une majorité relative à l'Assemblée nationale avec un tripartisme fort entre la gauche, les libéraux et l'extrême droite.
Sur différents projets de lois et votes de budgets sont constatés de nombreux recours à l'article 49 alinéa 3 de la Constitution (dit « 49.3 ») par le gouvernement Élisabeth Borne. S'y ajoute le sentiment d'entraves liées à l'absence de majorité absolue soutenant Emmanuel Macron. Ce dernier aurait envisagé en privé avec des proches, au moment du remaniement du gouvernement au mois de janvier 2024, la possibilité d'une dissolution, possiblement à l'échéance de septembre 2024.

#### Élections européennes de 2024
Emmanuel Macron dissout l'Assemblée au soir des élections européennes du 9 juin 2024, la liste Besoin d’Europe (Renaissance et ses alliés) n'arrivant que deuxième avec 14,60 % des votes, près de 17 points derrière les 31,37 % du Rassemblement national (RN). Le président de ce dernier, Jordan Bardella, réclame d'ailleurs plusieurs semaines avant l'annonce d'Emmanuel Macron que l'Assemblée soit dissoute en cas de victoire du Rassemblement national.
La plupart des ministres d'Emmanuel Macron apprennent la dissolution en direct, en même temps que le reste des Français. Des employés du groupe de médias de Vincent Bolloré l'ont apprise avant eux, trois heures avant son annonce. Le président justifie la dissolution par « la montée des nationalistes et des démagogues », qu'il considère comme « un danger pour notre nation »,.
L'élection européenne donne lieu à une intense propagande prorusse, deux ans après l'invasion de l'Ukraine, sur les réseaux sociaux du groupe Meta (WhatsApp, Instagram, Facebook). Les faux contenus de l'opération Matriochka, active en France aussi depuis au moins septembre 2023, continuent pendant les législatives.

### Contexte historique et institutionnel

#### Dispositions de la Constitution et constitutionnalité de la dissolution
L'article 12 de la Constitution permet au président de la République française d'appeler à de nouvelles élections dans les vingt à quarante jours après la signature du décret de dissolution — cependant, il ne peut y avoir d'autre dissolution dans l'année suivant ces élections (soit jusqu'à juillet 2025). La dissolution doit être précédée de la consultation du Premier Ministre, de la présidente de l’Assemblée nationale et du président du Sénat. Depuis la réforme constitutionnelle de 2000, instituant un mandat présidentiel de cinq ans, les élections législatives et présidentielles coïncidaient, les secondes suivant systématiquement la première, permettant aux présidents nouvellement élus de n'avoir plus besoin de dissoudre pour conforter leur majorité du côté du parlement, comme en 1981 et 1988.
Alors que les premières informations début juin 2024 précisaient que les consultations prévues par la Constitution avaient eu lieu, Gérard Larcher, président du Sénat, affirme « qu’il a été informé, mais pas consulté », ce qui pose une question de constitutionnalité, sans réponse claire. Le président du Conseil constitutionnel, Laurent Fabius, estime que son Conseil n’a pas compétence en la matière, mais que d’un autre côté, si le président du Sénat avait eu le réflexe de saisir le Conseil ou s’il était même simplement avéré que les consultations prévues par la Constitution n’avaient pas eu lieu, « ça aurait posé un problème » (Laurent Fabius). Le procès-verbal de l’appel téléphonique n’a pas été communiqué au site d’analyse juridique de l’information Les Surligneurs, qui en avait fait la demande. Le site donne toutefois l’exemple de consultation présidentielle très réduite en 1962 entre De Gaulle et Gaston Monnerville.

#### Précédentes dissolutions sous la Cinquième République
C'est la quatrième dissolution non consécutive à une élection présidentielle, après celle de 1962 décidée par le général de Gaulle à la fin de la guerre d'Algérie, celle causée par le mouvement social de Mai 68 et celle de 1997. Cette dernière avait conduit à la troisième cohabitation, avec Lionel Jospin comme Premier ministre, son parti obtenant à lui seul 250 des 312 sièges de la gauche. Deux autres cohabitations avaient suivi les législatives de 1986 et celles de 1993, toutes les deux gagnées par une coalition à deux partis menée par Jacques Chirac, le RPR obtenant 155 sièges contre 131 à l'UDF en 1986 et 257 contre 215 pour l'UDF en 1993.
Le quotidien Les Échos rappelle la dissolution opérée par Jacques Chirac en 1997, convaincu qu'il faut « redonner la parole au peuple » pour se renforcer sur la droite en vue de réformes budgétaires, après les grandes manifestations du mouvement social de 1995, alors les plus importantes depuis Mai 68.
Malgré des sondages lui donnant une majorité en sièges jusqu'au jour du 1er tour, sur fond de coude-à-coude avec la gauche en nombre de voix, Jacques Chirac perd le second tour des élections législatives françaises de 1997 après avoir été devancé au premier : la gauche crée la plus grosse surprise de la Cinquième République avec 7 points d'avance sur la droite, tandis que le Front national (FN) réussit à obtenir 76 triangulaires grâce au meilleur score depuis sa création.
Jacques Chirac doit accepter la troisième cohabitation, avec un Premier ministre socialiste, Lionel Jospin, qu'il avait battu deux ans avant en finale de la présidentielle. La gauche bénéficie notamment au second tour des législatives d'un bond de 4 points de la participation entre les deux tours et des 76 triangulaires imposées par le FN, qui se maintient le plus souvent, divisant ainsi les voix de droite ; il n'obtient néanmoins qu'un seul siège — celui de Jean-Marie Le Chevallier — malgré près de 15 % au premier tour et 5,59 % au second tour.
Ces résultats, conjugués à une victoire peu probable de la coalition d'Ensemble en 2024, amène la dissolution décidée par Emmanuel Macron à être comparée à celle décidée par Jacques Chirac en 1997,.

### Contexte social
Les élections ont lieu un an après le mouvement social contre la réforme des retraites en France de 2023, mené par les huit principaux syndicats français de salariés réunis en intersyndicale nationale, avec treize journées d'action dans quelque 300 villes, le nombre total de manifestants dépassant plusieurs fois les précédents records de 1995 et 2010, selon la police comme selon les syndicats. Ce mouvement social soutenu par trois-quarts des Français a aussi dénoncé un débat raccourci et sans vote du Parlement, via un recours inattendu à l'article 49.3 de la Constitution, jusque-là limité aux questions budgétaires, qui a relancé le débat sur une crise démocratique, plus de deux ans après l'abandon d'un premier projet de réforme.

### Réactions et conséquences de l'annonce

#### Réactions politiques
La courte allocution d'Emmanuel Macron en pleine soirée électorale annonçant la dissolution prend de court la plupart des médias, partis et personnalités politiques,.
Le soir du vote, dans un tweet et à la télévision, François Ruffin (LFI) lance un appel aux dirigeants des quatre partis de gauche à s'unir dans un Nouveau Front populaire. Le lendemain matin, avec Sébastien Jumel (PCF), Marie-Charlotte Garin (LE), Sébastien Peytavie (G.s), Sophie Taillé-Polian (G.s), Nicolas Sansu (PCF), Damien Maudet (LFI), Karine Lebon (GDR), Leïla Chaibi (LFI) et Emeline K/Bidi (GDR), il lance un site web pour récolter les signatures des électeurs désireux de l'union des formations de gauche. Dans la soirée débutent des discussions entre les numéros un des principaux partis de gauche, Manuel Bompard (La France insoumise), Olivier Faure (Parti socialiste), Marine Tondelier (Les Écologistes) et Fabien Roussel (Parti communiste français), afin de former une coalition qui s'appellerait le Front populaire et proposerait un programme de gouvernement jusqu'à l'élection présidentielle de 2027. Réunis au siège du parti Les Écologistes, tous les quatre précisent qu'elle aurait une structure différente de la Nouvelle Union populaire écologique et sociale (NUPES), l'union des gauches des élections législatives de 2022.
Le surlendemain du vote, Éric Ciotti, président du parti Les Républicains (LR), dévoile au journal télévisé son projet d'alliance avec le Rassemblement national (RN), en promettant que plusieurs dizaines de députés LR la rejoindront, ce qui déclenche immédiatement une crise interne, la quasi-totalité de la soixantaine de députés LR refusant cette alliance. Au cours de la même semaine, l'ex-président de la République Nicolas Sarkozy voit dans la dissolution « un risque majeur pour le pays ».

#### Personnalités sportives, culturelles et du monde de l'économie
Parmi les réactions, deux pétitions de personnalités appellent à voter et s'unir pour empêcher l'extrême droite d'arriver au pouvoir, l'une de 60 sportifs incluant les médaillés olympiques Marie-José Pérec, et Monique Éwanjé-Épée, ou Yannick Noah, dernier Français vainqueur de Roland-Garros, et l'autre de 350 personnalités du monde intellectuel ou artistique, parmi lesquelles Esther Duflo, prix Nobel d'économie, et Annie Ernaux, prix Nobel de littérature.

#### Analyses des médias internationaux
Aux États-Unis, le Washington Post s'étonne d'« un champ de bataille épique entre le centre et l’extrême droite », à l’approche des Jeux olympiques et sous la menace d’attaques terroristes, dans un contexte de tensions avec la Russie, un « duel capital pour la France et pour l'Europe », selon le quotidien conservateur espagnol ABC. En majorité, les médias internationaux voient la dissolution comme un pari très risqué, en évoquant pour la plupart « l’hypothèse d’une cohabitation », qui pourrait aider Gabriel Attal pour la présidentielle 2027, selon le quotidien turinois libéral La Stampa, quitte à se retrouver trois ans « les mains liées », pointe le quotidien conservateur The Times, analyse partagée par le quotidien libéral suisse Le Temps, pour qui ce « stratagème cynique » est « extrêmement dommageable » car la pratique du pouvoir par l'extrême droite ne garantit en rien de futurs échecs électoraux. L'espagnol El País et l'anglais The Guardian, deux quotidiens de référence de centre gauche, décrivent tous deux une humiliation électorale d'Emmanuel Macron qui « joue avec le feu politique », selon le second. Macron est un « animal politique blessé », selon La Libre Belgique.
L'hebdomadaire centriste allemand de référence Die Zeit s'inquiète aussi du « jeu dangereux », d'un président français pouvant avoir « perdu son sang-froid » jusqu'à livrer « désormais son pays à Marine Le Pen ». Politico Europe, média en ligne positionné à droite, estime au contraire qu'il espère couper court à la montée du RN en ne lui donnant que peu de temps pour s'organiser et juge « presque certain que [la future répartition des sièges à l'Assemblée] » y « marquera un coup d'arrêt ». Mais il « mise aussi sur les divisions de la gauche », selon le quotidien belge de centre droit Le Soir, qui rappelle que Macron avait « assuré avant le scrutin, qu’il ne tirerait aucune leçon nationale ».

#### Suspension des travaux parlementaires
Du 9 juin au 7 juillet 2024, tous les travaux parlementaires en cours sont suspendus. Les textes en cours d'examen à l'Assemblée nationale au 9 juin sont abandonnés avec le terme anticipé de la XVIe législature. Les commissions d'enquête parlementaire sur les violences sexuelles et sexistes dans le cinéma français, sur la protection de l'enfance et l'autoroute A69 prennent fin ainsi que la discussion du projet de loi sur la fin de vie, ce qui provoque des mécontentements : selon la présidente sortante de l'Assemblée nationale, Yaël Braun-Pivet, « tout ce que l'on avait jusqu'à présent comme chemin parlementaire est anéanti, tous les débats qui ont eu lieu en commission spéciale et dans l'hémicycle n'existent plus ».

## Système électoral
L'Assemblée nationale est composée de 577 sièges pourvus pour cinq ans au scrutin uninominal majoritaire à deux tours dans autant de circonscriptions.
Est élu au premier tour le candidat qui réunit la majorité absolue des suffrages exprimés et un nombre de voix au moins égal au quart des électeurs inscrits dans la circonscription, soit 25 %. Si aucun des candidats ne satisfait ces conditions, un second tour est organisé entre les candidats ayant réuni un nombre de voix au moins égal à un huitième des inscrits, soit 12,5 %. Les deux candidats arrivés en tête du 1er tour se maintiennent néanmoins par défaut si un seul ou aucun d'entre eux n'a atteint ce seuil. Au second tour, le candidat arrivé en tête est déclaré élu,.
Le seuil de qualification, basé sur un pourcentage du total des inscrits et non des suffrages exprimés, rend plus difficile l'accès au second tour lorsque l'abstention est élevée, mais permet en revanche celle de plus de deux candidats s'ils franchissent ce seuil. Les candidats en lice au second tour peuvent ainsi être trois, un cas de figure appelé « triangulaire ». Les second tours où s'affrontent quatre candidats, appelés « quadrangulaire » sont également possibles, mais beaucoup plus rares,.
Le gouvernement est tenu à un principe de modération en matière de communication politique et tout financement par l'État de la campagne d'un candidat est interdit. Le code électoral français prévoyant qu'une campagne électorale s'arrête la veille du scrutin à minuit, la période de réserve électorale précédant immédiatement chaque tour du scrutin s'étend, pour le premier tour, du samedi 29 juin jusqu'au dimanche 30 juin à 20 h. Durant cette période, sont interdites la distribution de documents de campagne, la diffusion de propagande électorale par voie électronique, les appels téléphoniques en série d'électrices et d'électeurs à des fins électorales et la tenue de réunions électorales.
Selon la Constitution, les élections suivant une dissolution doivent se tenir dans les 20 à 40 jours puis l'Assemblée se réunir le deuxième jeudi qui suit son élection. Le code électoral prévoyant un délai de dépôt des candidatures pas applicable, conformément à la jurisprudence du Conseil constitutionnel, la date limite est fixée par ce décret au dimanche 16 juin à 18 heures.
Les élections législatives sont fixées par le gouvernement aux 29 juin et 6 juillet pour la Guadeloupe, la Guyane, la Martinique, Saint-Barthélemy, Saint-Martin, Saint-Pierre-et-Miquelon, la Polynésie française et les Français résidant sur le continent américain, et aux 30 juin et 7 juillet pour le reste du territoire français (y compris les autres départements et collectivités d'outre-mer) et les autres Français établis hors de France,,,,. Les déclarations de candidature doivent être déposées du 12 au 16 juin 2024 pour le premier tour et jusqu'au 2 juillet pour le second tour.

## Forces en présence

### Forte baisse du nombre de candidats
4 011 candidats se présentent lors de ces élections, soit 2 282 de moins qu’en 2022,. La forte baisse du nombre de candidats concerne les grands partis comme les plus petits. Le délai très court, 20 jours contre 34 lors de la dissolution de 1997, rend plus difficile le processus de sélection des candidats et la recherche de financement. Reconquête (330 candidats) et LR (400 candidats) sont dans l'incapacité d'être présents dans chaque circonscription. Ensemble sera présent dans 489.
En Haute-Garonne, deux des sept personnes proposées à la commission nationale d’investiture Les Républicains se sont retirées, inquiétées par les contestations en justice d'Éric Ciotti, selon la présidente de la fédération Les Républicains. Le parti n'a pas eu non plus le temps de négocier comme en 2022 des alliances avec des candidats UDI et « Les Centristes » dans d'autres circonscriptions où il est moins implanté. Le Figaro note la « difficulté pour les petits partis politiques à mettre en route leur machine électorale en trois semaines à peine »,. C'est le cas du Parti animaliste (2 % aux européennes, petit parti relativement notable par ses résultats récents), qui « ne présente aucun candidat » par « manque de moyens », et des Patriotes de Florian Philippot, sans que ces partis qui auraient pu avoir une couverture améliorée par rapport aux précédentes élections où ils ne candidataient pas non plus n'apportent de soutien à d'autres candidatures. Le Parti pirate français, malgré sa position très atypique sur l'échiquier politique, se range sans candidatures parmi les soutiens du NFP, eu égard à ses aspects progressistes et libéraux de gauche.

### Six candidats par circonscription, schéma le plus fréquent
En 2022, les candidats étaient en moyenne 11 par circonscription. En 2024, le schéma le plus fréquent est de 6 candidats (en général, extrême gauche de LO, NFP, Renaissance, LR, RN et Reconquête). Selon Vincent Tiberj, professeur de sociologie politique à Sciences Po Bordeaux, la gauche a fait « un bon choix d’avoir investi des socialistes dans de nombreuses circonscriptions gagnables mais perdues en 2022 » et au total 30 % du total des candidats Nouveau Front populaire, pour un meilleur report de voix au second tour qu’avec l'étiquette La France insoumise (40 % des candidats NFP, Les Écologistes en ayant 20 % et le PCF 9 %), car 92 circonscriptions-clés s'étaient jouées en 2022 par moins de 1 000 votes d’écart. Naturellement, le Rassemblement national s'efface, lui, en ne présentant pas de candidature concurrente dans les 62 circonscriptions où se présentent des candidats de la sensibilité d'union des droites d'Éric Ciotti. Des incertitudes juridiques ayant freiné les candidatures, seule la moitié de ceux-ci, qui ne l'étaient pas nécessairement auparavant, sont adhérents Les Républicains.

### Principaux partis à l’issue des législatives précédentes
Plusieurs des principaux partis ayant eu des élus en 2022 se sont regroupés en 2024 dans des coalitions.

### Députés ne se représentant pas
À la fois dans la majorité et dans l'opposition, des députés ont exprimé publiquement leur refus de se représenter. Parmi les députés notables ne se représentant pas, se trouvent :
- Jacqueline Maquet, députée de la deuxième circonscription du Pas-de-Calais depuis 2007, choisit de ne pas se représenter. Renaissance choisit d'investir la ministre Agnès Pannier-Runacher[130] ;
- Joël Giraud (PRV), député de la deuxième circonscription des Hautes-Alpes depuis 2002 et ancien ministre[131] ;
- Olivier Dussopt (Renaissance), député de la deuxième circonscription de l'Ardèche depuis 2007 et ancien ministre[132] ;
- Éric Alauzet (Renaissance), député de la deuxième circonscription du Doubs[133] ;
- Hubert Julien-Laferrière (Divers gauche), député de la deuxième circonscription du Rhône[134] ;
- Julien Bayou (EELV), député de la cinquième circonscription de Paris, après avoir lancé sa candidature le 10 juin se rétracte finalement face au candidat du Nouveau Front populaire Pouria Amirshahi le 14 juin[135],[136] ;
- Marc Le Fur (LR), 3e circonscription des Côtes-d'Armor, annonce ne pas se représenter pour des raisons de santé, laissant la place à son fils Corentin[137] ;
- Adrien Quatennens (LFI), député de la 1re circonscription du Nord, annonce ne pas se représenter en raison de sa condamnation dans une affaire de violences conjugales[138]. La France Insoumise a investi à sa place Aurélien Le Coq, coanimateur national des Jeunes insoumis, et Lahouaria Addouche, travailleuse sociale[139] ;
- Frédéric Mathieu (LFI), député de la 1re circonscription d'Ille-et-Vilaine, à la suite de la décision de son parti de ne pas l'investir, décide dans un premier temps de maintenir sa candidature, avant de finalement la retirer « faute de suppléant »[140],[141],[142].

## Campagne

### Propositions d'alliances autour du Rassemblement national

#### Les Républicains
Le 10 juin, Marine Le Pen affirme que le Rassemblement national est prêt à ne pas présenter de candidats contre certains de ceux des Républicains. Elle ajoute par ailleurs qu'en cas de victoire, elle laissera la place de Premier ministre à Jordan Bardella, qui invite le parti Les Républicains à rejoindre cette union. Créant la surprise, le 11 juin, le président des Républicains Éric Ciotti annonce au journal de 13h de TF1 du 11 juin 2024 sa volonté d'une alliance avec le Rassemblement national. Quelques heures après, Jordan Bardella affirme au Journal de 20 heures de France 2  qu'un accord a été conclu entre son mouvement et plusieurs dizaines de députés des Républicains.
Cette annonce suscite une contestation d'ampleur historique au sein des Républicains : 80 % des députés la rejettent immédiatement, rejoints ensuite par d'autres et par les sénateurs républicains. Le jour-même, le président du Sénat Les Républicains, Gérard Larcher, demande à Ciotti de se « démettre de son mandat de président ». Deux jours après cette annonce, la presse révèle que seuls deux députés Les Républicains ont suivi Éric Ciotti et que la moitié des candidats qu'il présentera avec le soutien du Rassemblement national ne sont pas adhérents des Républicains.
D'autres figures de la droite dénoncent aussi Ciotti, dont Jean-François Copé — ancien président de l'UMP entre 2012 et 2014 — et la présidente du conseil régional d'Île-de-France Valérie Pécresse. Ces derniers demandent sa démission de la direction du parti  que Ciotti écarte, se justifiant par un soutien et une « confiance de militants, de beaucoup de parlementaires, de candidats »,. La vice-présidente du parti Florence Mosalini-Portelli annonce à l'antenne de France Info prévoir d'exclure Ciotti du parti.
Alors que la quasi-totalité des cadres des Républicains avaient rejeté tout accord électoral, Éric Ciotti est exclu « à l'unanimité » des Républicains le 12 juin par le bureau politique du parti, auquel il n'a pas participé et dénonce par la suite « des décisions illégales ». François-Xavier Bellamy et Annie Genevard assurent l'intérim,. Le lendemain, Éric Ciotti saisit le tribunal judiciaire de Paris en référé dans l'optique de faire annuler les décisions prises par le bureau politique des Républicains. Celles-ci sont suspendues par le tribunal judiciaire le vendredi 14 juin 2024, pour une durée limitée.
Le 15 juin, l'ancien président de la République Nicolas Sarkozy se prononce sur la situation dans le parti qu'il a fondé. Il émet des critiques contre Éric Ciotti sur sa décision d'entreprendre une alliance avec le Rassemblement national sans consulter les cadres et les militants du parti. Dans ce contexte de fragilité, il juge également le risque que Les Républicains soit effacé derrière le Rassemblement national en cas de victoire de ces derniers mais subisse également pleinement les conséquences d'une défaite du RN,.
Les médias de Vincent Bolloré (CNews, Europe 1 et Le JDD), selon le journal Libération, orchestrent le rapprochement entre le RN et le LR d'Éric Ciotti, « jusqu’à dicter tempo et thèmes de campagne » selon le journal Le Monde.

#### Reconquête
Dès le 10 juin, des discussions ont lieu entre le Rassemblement national et Reconquête. Marion Maréchal Le Pen met en avant son « souhait ardent » de former une union des droites avec le RN. Le 11 juin, après plusieurs discussions au siège du RN, Marion Maréchal annonce finalement que le parti de Marine Le Pen refuse un accord avec Reconquête. Elle déplore « un changement de position » et une « décision soudaine et contradictoire » de la part du Rassemblement national. Néanmoins, le soir même, Éric Zemmour, président de Reconquête, annonce sur CNews qu'il ne se présentera pas aux législatives afin de ne pas faire barrage à l'élection d'un candidat RN.
Les trois vice-présidents du parti (Marion Maréchal, Guillaume Peltier, Nicolas Bay), ainsi que Laurence Trochu, représentant quatre de ses cinq nouveaux eurodéputés, appellent à « soutenir, partout en France, les candidats uniques de la coalition des droites », c'est-à-dire l’alliance électorale entre le RN et Éric Ciotti, en opposition à la ligne portée par Éric Zemmour,. Éric Zemmour évoque de leur part une trahison et annonce leur exclusion de Reconquête.
Enfin, le parti décide de présenter des candidatures dans seulement 330 circonscriptions. Éric Zemmour affirme dans un tweet du 16 juin avoir pris cette décision dans l'objectif « de ne pas nuire aux autres candidats de droite engagés dans cette campagne ». Ainsi, Reconquête n'investit pas de « candidats devant les artisans de l’union nationale », notamment face à .

### Nouveau Front populaire

#### Création d'une nouvelle union de la gauche
À partir du 10 juin, des discussions entre les quatre partis de gauche représentés par un groupe parlementaire, La France insoumise, le Parti socialiste, Les Écologistes et le Parti communiste français commencent afin de former une coalition qui s'appellerait le Front populaire et proposer un programme de gouvernement jusqu'à la présidentielle de 2027.
Sa structure se veut différente de la Nouvelle Union populaire écologique et sociale (NUPES), l'union des gauches des élections législatives de 2022,.
Le même jour, François Ruffin (LFI), Sébastien Jumel (PCF), Marie-Charlotte Garin (LE), Sébastien Peytavie (G.s), Sophie Taillé-Polian (G.s), Nicolas Sansu (PCF), Damien Maudet (LFI), Karine Lebon (GDR), Leïla Chaibi (LFI) et Emeline K/Bidi (GDR) lancent un site web pour récolter les signatures des électeurs désireux de l'union des formations de gauche,. Cet appel est suivi par un appel des cinq syndicats nationaux (CGT, CFDT, UNSA, FSU et Solidaires) à manifester pour mettre en avant leurs revendications dans ce contexte de montée de l'extrême droite et d'appel à un « Front populaire » (soutenu directement par la CGT).
Dans la soirée du 10 juin, Les Écologistes, La France insoumise, le Parti communiste français, le Parti socialiste, Place publique, Génération.s et la Gauche républicaine et socialiste annoncent la création d'un « Nouveau Front populaire » rassemblant les formations de gauche humanistes, les syndicats et la société civile avec la présentation de candidatures uniques dans chaque circonscription afin de porter un programme commun. Le 11 juin, la présidente de la région Occitanie Carole Delga, précédemment opposée à la NUPES dès 2022, annonce rejoindre le Front populaire.
Dans la nuit du 11 au 12 juin, le NPA - L'Anticapitaliste accepte de rejoindre le NFP. Le 12 juin, les quatre partis principaux de l'alliance trouvent un accord pour une répartition des différents circonscriptions entre eux et leurs alliés - en prenant en compte à la fois les députés sortants ainsi que les résultats des européennes.
Le 13 juin au soir, les principales composantes de l'alliance parviennent à un accord de campagne, de programme et de répartition des circonscriptions. L'accord prévoit selon son texte d'annonce « un programme politique de rupture avec une déclinaison pour les 100 premiers jours du mandat ».
Alors que le 11 juin, Raphaël Glucksmann avait annoncé qu'il ne souhaitait pas rejoindre l'alliance aux conditions posées par LFI,, il indique le 14 juin au micro de France Inter son soutien à « une union de la gauche », afin « que le Rassemblement national ne gagne pas ces élections législatives et ne gouverne pas ce pays ». De plus, il affirme avoir « obtenu [...] un engagement extrêmement clair sur les livraisons d'armes à l'Ukraine, sur les frontières de l'Ukraine, sur le soutien indéfectible à la résistance ukrainienne ». Il affirme avoir « obtenu aussi le soutien à la construction européenne », que les « attaques du 7 octobre soient qualifiées de [...] clairement terroristes » et « un engagement clair dans la lutte contre l'antisémitisme, dans la lutte contre la brutalisation du débat public ».
Le 14 juin, le Nouveau Front populaire présente son programme de campagne. L'ancien président de la République française, François Hollande, annonce qu'il se présente dans la première circonscription en Corrèze avec le soutien du Nouveau Front populaire.

#### Conflits d'investitures

Répartition des candidats du Nouveau Front populaire par parti par circonscription.

Alors que l'accord prévoyait la reconduction des députés sortants, la France insoumise refuse l'investiture à cinq « frondeurs », pour avoir critiqué la stratégie de la direction et le manque de démocratie interne : Frédéric Mathieu, Danielle Simonnet, Raquel Garrido, Alexis Corbière et Hendrik Davi,. Ces députés sortants — à l'exception de Frédéric Mathieu — décident quand même de maintenir leurs candidatures. Adrien Quatennens, malgré l’hostilité des autres partis de gauche, est initialement investi par La France insoumise avant d'annoncer le 16 juin qu'il renonce à un nouveau mandat.
Le mouvement de Jean-Luc Mélenchon investit également deux candidats face à la communiste Soumya Bourouaha et le socialiste Jérôme Guedj, choisis pour représenter le Nouveau Front populaire mais qui se refusent de porter les couleurs du mouvement.
L'ancien candidat aux trois dernières élections présidentielles du NPA, Philippe Poutou, est investi dans la première circonscription de l'Aude, ce qui provoque des tensions avec la fédération locale du Parti socialiste qui prend la décision d'investir un candidat dissident.

### Majorité présidentielle
Le secrétaire général de Renaissance et ministre des affaires étrangères, Stéphane Séjourné, affirme que le parti Renaissance « ne présentera pas de candidat » face à d'autres candidats du bord républicain. Un autre conseiller anonyme d'Emmanuel Macron affirme que le parti a l'espoir de gagner ces élections législatives.

#### Dissensions entre Renaissance et Horizons
Depuis l'annonce de la dissolution, des discussions ont lieu entre Horizons le parti de l'ancien Premier ministre Édouard Philippe et Renaissance pour renouveler l'appartenance de ces premiers à la coalition Ensemble.
Néanmoins des points de tensions et de désaccords apparaissent entre les deux formations politiques. En premier lieu sur la répartition des circonscriptions, puis les conditions de l'accord et enfin sur le fait qu'Horizons ne souhaite pas partir en campagne sous l'étiquette « Ensemble ». Cela conduit le parti d'Édouard Philippe à inscrire au Journal officiel sa propre nuance, « Horizons », avec laquelle seize candidats se présentent au premier tour (dans des circonscriptions sans candidature « Ensemble »).
Par ailleurs, dans la première circonscription du Val-de-Marne, un candidat LR avec le soutien d'Horizons se présente contre un candidat officiel de Renaissance,,.

#### MoDem
Le parti de François Bayrou renouvelle son adhésion à la coalition « Ensemble » sur les bases des accords pour la campagne législative de 2022.

### Prises de position

#### Commission nationale consultative des droits de l'Homme
Le 13 juin, le bureau de la Commission nationale consultative des droits de l'Homme déclare : « la CNCDH a reçu de l’État la mission de veiller au respect des droits de l'Homme dans notre pays, c'est-à-dire des principes de liberté, d'égalité et de fraternité, ainsi que d'égale dignité de la personne humaine, qui sont au fondement de notre République. Le programme des extrêmes droites, singulièrement celui du RN, s’oppose lui, de façon frontale, directe, à ces mêmes principes d’égalité, de fraternité et de liberté ». Par conséquent, la CNCDH appelle solennellement à faire barrage aux candidats de l’extrême droite lors des deux tours des élections législatives des 30 juin et 7 juillet 2024. Une telle prise de position est exceptionnelle de la part de cette institution.

#### Société civile
En dehors des personnalités des partis politiques, la campagne donne lieu à de nombreuses prises de position et engagements de la part de personnalités ou d'associations, ainsi qu'à des appels à manifester.

##### Appels à voter contre l'extrême droite

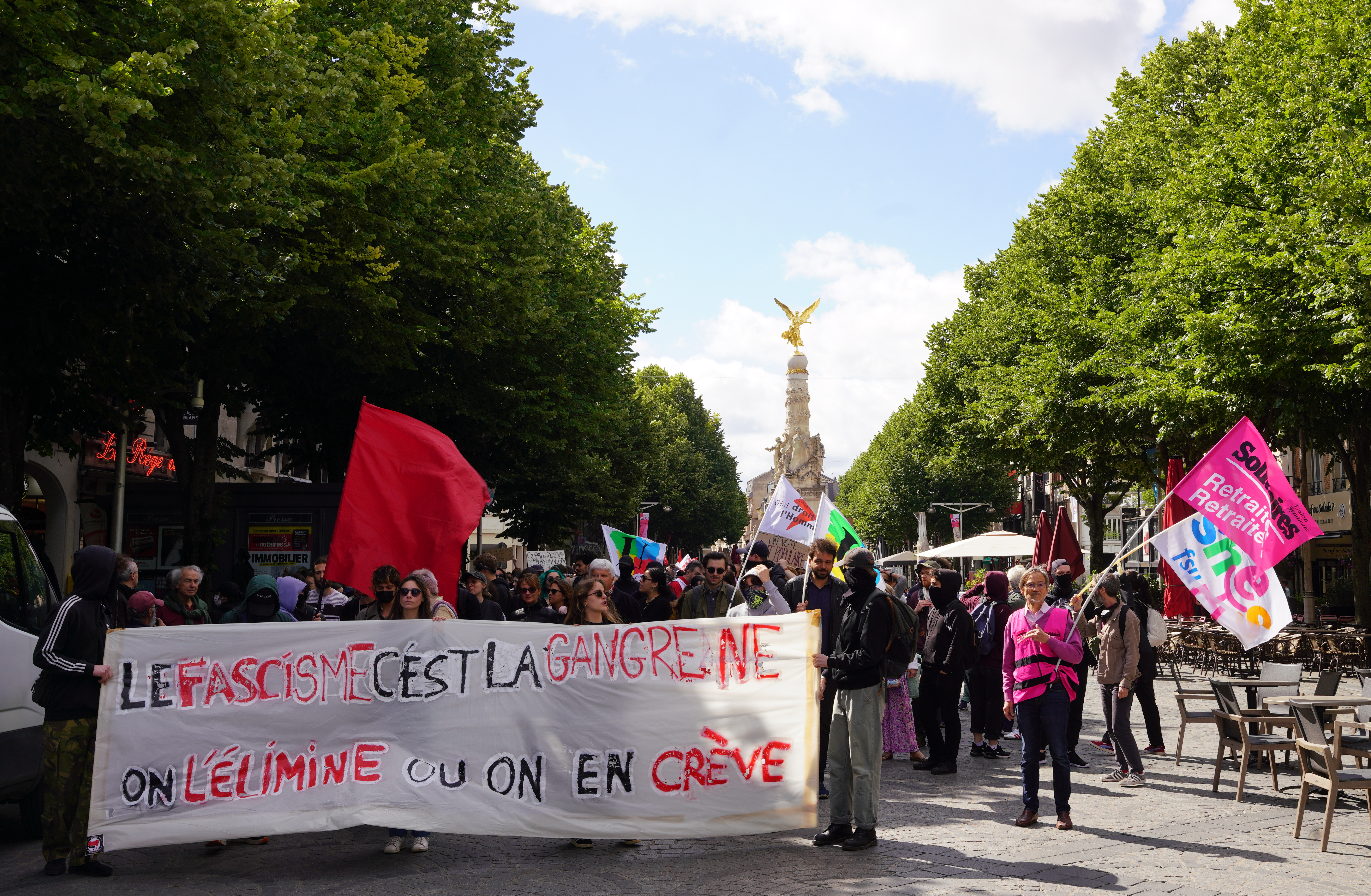
Manifestations contre le RN à Reims le 15 juin 2024.

Certaines prises de position sont des appels à voter contre l'extrême droite, dans la continuité du front républicain. La Ligue des droits de l'Homme publie le 12 juin un appel, Ensemble, contre l'extrême droite, commun à plusieurs centaines d'associations, ONG et syndicats, doublé d'un appel à manifester,. Le samedi 15 juin, des manifestations dans tout le pays rassemblent entre 250 000 personnes selon les autorités et 640 000 selon la CGT.
Dans le secteur du social, c'est notamment le cas d'Emmaüs, Action contre la faim ou encore Oxfam,. Un collectif d'une soixantaine d'organisations, dont l'Armée du Salut et la fondation Abbé Pierre pour le logement des défavorisés, appelle à voter contre l'extrême droite et publie « 16 propositions pour changer la vie des gens »,.
Dans le monde agricole, Arnaud Rousseau, président de la FNSEA, premier syndicat, prend ses distances par rapport au programme de l'extrême droite, indiquant que la FNSEA est « un syndicat qui a des obédiences parfois très différentes sur le plan politique, mais qui assume de réaffirmer que l’Europe est le cœur du réacteur agricole, qu’on a besoin de rester dans un monde ouvert, d’échanges régulés, et que le protectionnisme ou la renationalisation ne tiennent pas à l’aune de la réalité ». Plusieurs associations agricoles prennent position contre l'extrême droite : le mouvement des associations pour le maintien d'une agriculture paysanne, Accueil paysan, le réseau associatif Solidarité Paysans, le Mouvement rural de jeunesse chrétienne,.
Dans le domaine de la protection de l'environnement, le collectif France Nature Environnement (comptant 6 200 associations locales) publie un appel le 19 juin, de même que la Ligue pour la protection des oiseaux et Greenpeace.
Le domaine de la santé voit d'autres prises de position collectives : un collectif de médecins dans le quotidien Libération le 13 juin, puis, le 14, un appel commun de plusieurs dizaines d'organismes, associations, mutuelles, syndicats.
Plusieurs organisations et associations féministes prennent également position contre l'extrême droite, dont le Planning familial,,. Le dimanche 23 juin, à l'appel de ces associations féministes, plusieurs dizaines de milliers de personnes manifestent dans tout le pays,,.
Cent-soixante-dix diplomates publient dans Le Monde, le 23 juin, une tribune « Nous, diplomates, ne pouvons nous résoudre à ce qu’une victoire de l’extrême droite vienne affaiblir la France et l’Europe alors que la guerre est là », et s'y alarment notamment de l'affaiblissement de la France et des risques importants d'ingérences étrangères en cas de victoire de l'extrême droite,,.
Le domaine de la justice voit une centaine d'avocats publier, le 2 juillet, une tribune dans l'hebdomadaire Marianne appelant à préserver le droit, la Constitution et les droits de l'Homme face au Rassemblement national.
Le secteur de la culture rassemble plusieurs centaines de personnes lors d'une manifestation à Paris le 20 juin,. Agnès Tricoire, présidente de l'Observatoire de la liberté de création, appelle à voter contre l'extrême droite, dont elle estime qu'elle « déteste toutes les formes contemporaines de culture »,. Une tribune de plus de 800 professionnels de la culture, dont les comédiens Romane Bohringer et Gilles Lellouche et le réalisateur Cédric Klapisch, paraît le 23 juin dans Le Monde. Plusieurs centaines de personnalités liées aux littératures de l'imaginaire (auteurs et autrices, maisons d'édition) signent une pétition parue dans L'Humanité le 13 juin. Des personnalités du monde du livre, autrices, auteurs, éditeurs, dont Jean-Baptiste Andrea (prix Goncourt 2024), l'auteur de romans policiers Franck Thilliez, l'écrivaine et ancienne résistante Madeleine Riffaud et des auteurs de bandes dessinées tels que Catherine Meurisse et Jul, appellent à « faire barrage au Rassemblement national » dans une tribune publiée dans Le Nouvel Obs le 18 juin,. Deux cents artistes du rock publient une tribune Le rock emmerde le RN (allusion à la chanson de Bérurier noir « La jeunesse emmerde le Front national »).
De nombreuses personnalités d'Internet telles que des influenceuses et influenceurs et des streamers se mobilisent contre l'extrême droite. Ces nombreuses prises de position sont une nouveauté dans ce secteur où les appels au vote sont habituellement rares. Un appel d'une soixantaine de personnalités paraît dans Le Nouvel Obs le 13 juin, déclarant : « Face à l’urgence démocratique liée à la possible arrivée de l’extrême droite au pouvoir, nous, influenceuses et influenceurs, avons décidé de faire bloc et de réunir nos communautés autour d’un message d’espoir et de tolérance ». D'autres personnalités s'engagent individuellement, telle la créatrice de contenus Léna Situations. Des initiatives telles que des groupes Whatsapp géants, des diffusions d'argumentaires et des marathons de streaming sont organisées.
Plusieurs prises de position religieuses ont également lieu. Dix mille chrétiens, dont plus de 70 prêtres et des représentants protestants, signent un appel commun paru dans La Croix le 18 juin : « Au nom de notre foi, nous voterons contre l’extrême droite ». Un appel de personnalités juives intitulé Instrumentaliser l’antisémitisme au lieu de combattre l’extrême-droite est indigne et dangereux paraît dans Libération le 20 juin puis dans Mediapart le 26 ; à cette seconde date, il rassemble un peu plus de 900 signatures. Parmi les personnalités musulmanes, le recteur de la grande mosquée de Paris, Chems-Eddine Hafiz, puis le recteur de la mosquée de Lyon, Kamel Kabtane, appellent à voter contre l'extrême droite en s'inquiétant de la tendance à prendre les musulmans comme boucs émissaires.
Plus de 3 000 scientifiques appellent à voter contre l'extrême droite,. Des intellectuels tels que le sociologue Pierre Rosanvallon, le philosophe Étienne Balibar, l'écrivain et chercheur Paul B. Preciado, le sémiologue Cécile Alduy, l'historienne Ludivine Bantigny et l'avocat Arié Alimi, appellent à voter contre l'extrême droite. Plus de 1 000 chercheuses et chercheurs publient le 23 juin dans Le Monde un appel solennel « Ne laissons aucun obscurantisme nous envahir » et réaffirment « les valeurs qui portent au quotidien notre engagement et forment le socle de la démarche scientifique : l’ouverture au monde et la libre circulation des individus, le libre-échange des connaissances et de la pensée, la vérité, la transparence, la rigueur et l’exigence, et encore la tolérance, l’éthique et l’humanisme ». Plus de deux cents professeurs, chercheurs et personnels du Collège de France publient dans Libération le 27 juin une tribune appelant à faire barrage à l'extrême droite, en précisant que « cette position ne résulte pas d’un a priori politique mais du constat que le programme du principal parti de cette mouvance, si on le lit bien, porte gravement atteinte à l’indépendance et à l’ouverture internationale de la recherche ». À l'issue du premier tour, environ 200 philosophes de sensibilités politiques variées publient dans Libération une tribune appelant à voter contre l'extrême droite. Un collectif de plus d’un millier d’universitaires et de chercheurs d’horizons politiques différents[précision nécessaire], dont Patrick Boucheron, Antoine Lilti, Pierre Nora, Mona Ozouf et Michelle Perrot, appelle dans Le Monde à voter contre le Rassemblement national.
Dans le monde du sport, le footballeur Marcus Thuram, qui fait alors partie de l’équipe de France pour l'Euro 2024, appelle « à se battre au quotidien pour que le RN ne passe pas », prolongeant plusieurs prises de position de membres de l'équipe de France masculine de football contre l'extrême droite depuis que Jean-Marie Le Pen avait formulé des remarques racistes à son encontre en 1996. Marcus Thuram est suivi, le lendemain, par un collectif de sportifs et de sportives, dont Marie-José Pérec, Isabelle Autissier et Yannick Noah, qui prend position en ce sens dans le magazine sportif L'Équipe,.
Le 4 juillet, dix parmi les derniers survivants des camps de concentration nazis de la Seconde guerre mondiale appellent à faire barrage au Rassemblement national dans une tribune publiée par Libération.

##### Appels à voter contre la France insoumise
Alain Finkielkraut est écœuré par « l’abjection payante » de La France insoumise, qui « a fondé toute sa campagne européenne sur la haine d'Israël et des sionistes. » Plusieurs institutions juives, dont le Conseil représentatif des institutions juives de France, accusent La France insoumise d'antisémitisme et réprouvent l'accord passé avec ce parti par les autres partis de gauche, ; après le premier tour, ils appellent à ne voter ni pour le Rassemblement national, ni pour La France insoumise.
Publiée le 4 juillet 2024 sur Le Figaro, une tribune signée par une centaine de personnalités appelle à voter contre le Nouveau Front populaire. Ils considèrent que « Le Nouveau Front populaire constitue la première menace pour les Français juifs ».

##### Appels à voter pour le Nouveau Front populaire
La Confédération générale du travail (CGT) appelle le 19 juin à voter pour le Nouveau Front populaire, estimant que « l’Extrême droite est en situation d’accéder au pouvoir pour la première fois de l’histoire de notre République – à l’exception de la période du régime de Vichy », que « pour le monde du travail, les changements de pieds incessants du RN démontrent son imposture sociale » et que « notre République et notre démocratie sont en danger ». La fédération de syndicats de l'enseignement secondaire SNES-FSU prend position en faveur du programme du Nouveau Front populaire et de ses candidatures au 1er tour, en précisant que cet appel « n'est pas un chèque en blanc ».
L'historien Patrick Boucheron publie le 21 juin un appel « Contre l'extrême droite, sortir de la torpeur, maintenant ! », puis déclare dans un entretien au quotidien L'Humanité le 27 juin qu'il votera pour le Nouveau Front populaire, « la seule alternative à un pouvoir séditieux ».
L'ancien résistant Pierre Charret publie le 27 juin dans L'Humanité une tribune appelant à voter pour le Nouveau Front populaire.
Une tribune signée par plus de 300 personnalités d'Internet, mis en ligne sur le blog des Invités de Mediapart, lance un appel à voter contre l'extrême droite et pour le Nouveau Front populaire.
Une tribune signée par 3 600 professionnels de santé, du médico-social, et de la recherche, parue le 22 juin sur Mediapart, appelle à voter pour le Nouveau Front populaire,.
Le domaine de la culture donne lieu à plusieurs appels à voter pour le Nouveau Front populaire. Deux cents personnalités du monde de la musique appellent à voter pour le Nouveau Front populaire dans Les Inrocks le 17 juin, suivies par des personnalités de la scène indépendante et de la musique classique. Plusieurs centaines d'auteurs et autrices de bandes dessinées appellent à voter pour le Nouveau Front populaire dans une pétition commune le 28 juin,.
Une tribune dénonçant le danger représenté par l'extrême droite pour les minorités d'orientations sexuelles et d'identités de genre et appelant à voter pour le Nouveau Front populaire paraît le 17 juin dans L'Humanité, soutenue par 400 signataires, associations, organisations, personnalités et militants.

##### Appels à voter contre«les extrêmes»
D'autres personnalités adoptent un positionnement plus centriste. Dans la lignée de la déclaration de Marcus Thuram, Kylian Mbappé, alors capitaine de l'équipe de France de football masculin, déclare qu'il « partage les mêmes valeurs que Marcus et [s]e range avec lui » puis indique qu'il est « contre les extrêmes, contre les idées qui divisent ».

##### Autres prises de position concernant le Rassemblement national
L'avocat et historien Serge Klarsfeld déclare privilégier le Rassemblement national en cas de duel avec un candidat La France insoumise. Rescapé de la Shoah connu pour sa traque des anciens nazis, Klarsfeld avait amorcé en 2022 un rapprochement avec le FN, estimant que le parti s'était intégré aux valeurs républicaines. Durant cette année, en octobre 2022, Serge Klarsfeld a reçu des mains de l'ancien directeur du cabinet de Jean-Marie Le Pen la médaille de la ville, grâce à l'entremise de Philippe Benguigui, président d'une association mémorielle. Le lendemain, au cours d'un déjeuner, Laurent Joly, chercheur et un historien français spécialiste de l'antisémitisme sous le Régime de Vichy met en garde Serge Klarsfled : « vous ne connaissez pas ce parti, vous allez vous compromettre ». Selon Klarsfeld, une des « victoires » de la lutte contre l’antisémitisme a été « de voir qu’un certain nombre de partis considérés comme d’extrême droite en Europe sont passés de l’autre côté, du côté du soutien à la cause juive ». Ainsi, il fait le « pari que c'est sincère » à condition que « Marine Le Pen reconnaisse la loi Gayssot [de 1990, réprimant le négationnisme] et le discours de Jacques Chirac » sur la responsabilité de l’État français dans la déportation des Juifs, espérant un geste « prochain ».
Son fils, Arno Klarsfeld partage un engagement similaire,. Ils justifient leurs choix en affirmant que Marine Le Pen « s'est distanciée de son père » et qu'« elle a fait évoluer son parti » en condamnant le collaborationnisme de Philippe Pétain,,.
Ces positions provoquent des inquiétudes dans la communauté juive. Depuis les disparitions de Simone Veil et de Robert Badinter, dernières grandes consciences de la communauté juive française, Klarsfeld verrait « le poids de sa parole est instrumentalisé, comme si, quand il parle, c'était la Shoah qui parlait » selon Claude Askolovitch. Samuel Lejoyeux, président de l'Union des étudiants juifs de France déclare que « Klarsfeld tombe dans un piège, c'est une bêtise. Le RN est encore dangereux pour les juifs ».
Pour Yann Jurovics, ancien juriste près des tribunaux internationaux et spécialiste des crimes contre l'humanité, les « Klarsfeld risquent de jouer les idiots utiles : le père est une idole, mais il se trompe, le fils est coutumier d'une légèreté inconséquente. La structure, le dogme du RN reste la discrimination, alors qu'à gauche, la dérive est le fait de sinistres personnages ».
Ginette Kolinka, rescapée du camp de concentration et d'extermination d'Auschwitz-Birkenau, rajoute « [ne pas comprendre] sa réaction. Quand tu vois Klarsfeld qui se met d'accord avec eux, là tu te dis qu'il y a quelque chose qui ne va plus. Si même les juifs se mettent du côté de l'extrême droite, on n'en finira jamais ». Quant à l'argument de Serge Klarsfeld d'un Rassemblement national qui aurait fait sa mue avec un supposé soutien des juifs, elle se questionne : « peut-être qu'ils le font en parole pour avoir les voix de notre corporation mais une fois qu'il aura les voix, qu'est-ce qu'il fera ? ».
Nombre d'admirateurs des Klarsfeld soulignent le rôle d'Arno dans la mue de son père.
L'ancien athlète Guy Drut se dit favorable aux alliances entre le parti Les Républicains et le Rassemblement national.
Pour Alain Finkielkraut, « La volonté d'exclure le Rassemblement national de l'arc républicain est absurde. ». Il ajout que « Jamais [il n'aurait] imaginé voter un jour en faveur du Rassemblement national pour faire barrage à l'antisémitisme. Ce n'est pas encore le cas, mais peut-être y serai-je contraint à plus ou moins longue échéance s'il n'y a pas d'alternative. Ce serait un cauchemar. La situation actuelle est un crève-cœur pour les Juifs français. »,

### Violences
Dans la nuit du 9 au 10 juin, à Paris, près du jardin du Luxembourg, quatre militants qui se réclament du Groupe union défense (GUD) et du Rassemblement national, dont Gabriel Loustau, fils d'Axel Loustau (ancien militant de cette organisation, ancien élu RN et autrefois proche de Marine Le Pen), profèrent des insultes homophobes envers un homme vers 1 h 30 du matin, le menacent en brandissant une ceinture et un bâton puis l'agressent et lui donnent au moins un coup de poing. Interpellés et placés en garde à vue, ils menacent les policiers de sanctions, « quand Bardella sera au pouvoir et qu’Hitler reviendra ». Ils sont jugés en comparution immédiate au tribunal correctionnel de Paris et condamnés, pour deux d'entre eux, à cinq et sept mois de prison ferme, tandis que les deux autres sont condamnées à six mois de prison avec sursis pour non-assistance à personne en danger. Cela conduit le gouvernement à dissoudre le GUD par décret le 26 juin.
Plusieurs agressions à caractère discriminatoire ont lieu durant la campagne électorale. Le 20 juin, à Sotteville-lès-Rouen, un collégien d'origine maghrébine est insulté et passé à tabac par trois jeunes hommes l'accusant de profiter des allocations. Dans la nuit du 25 au 26 juin à Avignon, une boulangerie est victime d'un incendie d'origine probablement criminelle au vu des nombreux départs de feu et des graffitis racistes, homophobes et xénophobes inscrits sur les murs. Des journalistes sont insultés,. Les médias déplorent une désinhibition des propos discriminatoires et de la violence,,,. De nombreux auteurs d'agressions font référence au Rassemblement national. La chercheuse en sciences politiques Nonna Mayer estime : « on ne peut pas tout attribuer au RN, mais sa dynamique politique légitime et encourage des propos racistes ». Elle rappelle cependant qu'une partie de ces violences s'inscrit dans un contexte plus large : la mise en avant du thème de l'immigration depuis deux ans avec le vote de la loi « asile et immigration » en janvier 2024, et les tensions liées à l'actualité du conflit israélo-palestinien et plus précisément de la guerre à Gaza entamée en octobre 2023 après l'attaque du Hamas contre Israël d'octobre 2023.
De nombreuses agressions visent des militants, notamment lors de tractages. Des militants de gauche sont menacés ou agressés dans plusieurs villes. Le 22 juin à Bordeaux, un homme porte plainte contre X, déclarant avoir reçu « un coup de tête au niveau de la bouche » par un homme affirmant « supporter Bardella » alors qu'il portait des tracts du Nouveau Front populaire,,,. Le même jour, à Nanterre, la députée écologiste sortante des Hauts-de-Seine Sabrina Sebaihi déclare que des militants du RN ont « insulté et menacé une militante du Nouveau Front populaire, âgée » et qu'une plainte est déposée,. À Maisons-Alfort, le candidat socialiste du Nouveau Front populaire Joao Martins Pereira déclare que des militants qui distribuaient des tracts du Nouveau Front populaire sur un marché ont été violemment agressés par « des hommes d'extrême droite, tout de noir vêtus »,. Le 26 juin, Sandrine Véziès, la candidate du Nouveau Front populaire dans la 1re circonscription du Doubs, déclare qu'un militant octogénaire qui collait des affiches du Nouveau Front populaire a été « menacé et pris à partie par un individu tenant des propos laissant à penser qu’il soutenait l’extrême droite » et qui aurait tenté de lui porter plusieurs coups ; une plainte devait être déposée,. Noë Gauchard, candidat Nouveau Front populaire dans le Calvados, déplore des agressions presque quotidiennes lors des tractages et sur les marchés. Le 2 juillet au soir à Paris, quatre militants de gauche qui collaient des affiches sont insultés, agressés et blessés par six hommes armés,. Le 3 juillet, dans le quartier Estanove à l'ouest de Montpellier et dans la première circonscription de l'Hérault, un militant est agressé par un militant d'extrême-droite dans une résidence.
Des militants d'extrême droite sont également visés. Le 20 juin, le candidat RN Hervé Breuil, en campagne sur un marché, demande l'ouverture d'une enquête après « une bousculade, des insultes et des projections d’eau et de farine ». Le 27 juin, lors d'une manifestation contre le Rassemblement national organisée sur la place de la République, des militantes du collectif d'extrême droite féminationaliste Némésis, qui procède par actions spectaculaires filmées, viennent contre-manifester, entourées d'un service d'ordre appartenant à une société privée. L'Express évoque « quelques bousculades ». La secrétaire générale de la Confédération générale du travail (CGT) Sophie Binet et le journaliste David Dufresne, présents sur la scène au moment des faits, appellent au calme et le service d’ordre intersyndical exfiltre les contre-manifestants. La police effectue des contrôles d'identité puis les laisse reprendre le métro, ; aucune plainte n'est déposée. Le 3 juillet, en Savoie, Marie Dauchy, candidate RN, est insultée et agressée par un commerçant local qui se présente spontanément à la police ensuite.
Face à l'éventualité d'une victoire du Rassemblement national à l'issue des élections législatives, la gauche organise de nombreuses manifestations. Le 10 juin, des dégradations ont lieu lors de rassemblement à Angers, Bordeaux et Toulouse,.
Le 3 juillet à Paris, la porte-parole du gouvernement Prisca Thevenot et ses militants sont agressés lors d'un collage d'affiches dans les Hauts-de-Seine. Sa suppléante et l'un de ses militants sont blessés et hospitalisés. Prisca Thévenot dépose plainte et une enquête est ouverte pour violences commises en réunion sur un élu public.
Le 3 juillet, un site d'extrême droite publie une « liste (très partielle) d'avocats à éliminer » après la publication, la veille, d'une tribune d'avocats appelant à préserver le droit face à une éventuelle arrivée au pouvoir du Rassemblement national. Le garde des Sceaux, Éric Dupond-Moretti, condamne fermement cet appel. Le bâtonnier de Paris, Pierre Hoffman, déclare : « La démocratie est plus que jamais menacée lorsque circulent des listes d'avocats à éliminer parce qu'ils remplissent leur mission. Nous ne tolèrerons jamais ces menaces et y donnerons toutes les suites qui s'imposent. Soutien à tous les consœurs et confrères menacés ». L'association des avocats pénalistes dénonce un appel au meurtre jamais vu en France.
Vendredi 5 juillet, dernier jour de la campagne électorale du second tour, le ministre de l'Intérieur Gérald Darmanin déclare que 51 candidats ou militants ont été agressés physiquement, sans compter les violences verbales, depuis le début de la campagne.
En prévision de possibles débordements et violences le soir des résultats du premier tour, un dispositif a été mis en place par les forces de l'ordre afin de renforcer la sécurité sur des sites stratégiques comme les QG des partis, le Palais Bourbon, l'Hôtel de Matignon et le Palais de l'Élysée. Un dispositif analogue est prévu pour le second tour.
La Fédération européenne des journalistes enregistre une augmentation significative des attaques contre la presse en France, faisant de ce pays le cinquième le plus touché en Europe en juin 2024.

### Controverse au sujet d'un simulateur de retraites
L'avant-dernier jour de campagne, au milieu du dernier débat sur France 2, Gabriel Attal révèle avoir créé un simulateur par internet du montant de la retraite de chacun si le Front populaire rétablit un droit à la retraite à 60 ans, comme sur son programme, qui montrerait selon lui une baisse du montant des pensions.
Dès le lendemain matin, La France insoumise attaque en justice, en référé, le parti Renaissance pour « diffusion de fausses informations ». Le 29 juin, le site est mis hors ligne, par un accord entre les avocats des deux partis. Plusieurs ténors du Front populaire ont dénoncé un site menteur, le calcul ne prenant pas en compte le nombre de parts fiscales des futurs retraités, selon le sénateur communiste Ian Brossat.

## Candidats
Un total de 4 011 candidats se présentent aux élections législatives.

### Membres du gouvernement
Vingt-quatre membres du gouvernement Gabriel Attal se présentent, dont le Premier ministre dans la dixième circonscription des Hauts-de-Seine.
À l'issue du premier tour, plusieurs candidats, arrivés en troisième position, se désistent pour faire barrage, conformément aux consignes données par Ensemble : Sabrina Agresti-Roubache (1re circonscription des Bouches-du-Rhône), Marie Guévenoux (9e circonscription de l'Essonne), Fadila Khattabi (3e circonscription de Côte-d'Or), Patricia Mirallès (1re circonscription de l'Hérault), Dominique Faure (10e circonscription de Haute-Garonne).

### Députés sortants éliminés dès le premier tour
Douze députés sortants sont éliminés dès le premier tour de l'élection :
- Damien Abad (5e circonscription de l'Ain)[318].
- Nathalie Bassire (3e circonscription de La Réunion)[319].
- Clément Beaune (5e circonscription de Paris)[320].
- Jean-Louis Bricout (3e circonscription de l'Aisne)[321].
- Mireille Clapot (1re circonscription de la Drôme)[322].
- Ingrid Dordain (2e circonscription de la Somme)[323].
- Philippe Dunoyer (1re circonscription de Nouvelle-Calédonie)[324].
- Tematai Le Gayic (1re circonscription de la Polynésie française)[325].
- Fabien Roussel (20e circonscription du Nord)[326].
- Benjamin Saint-Huile (3e circonscription du Nord)[327].
- Jean-Marc Tellier (3e circonscription du Pas-de-Calais)[328].
- Pierre Vatin (5e circonscription de l'Oise)[329].

### Députés sortants réélus dès le premier tour
Sur les 76 députés élus dès le premier tour, 67 sont des députés sortants. Estelle Youssouffa, députée de première circonscription de Mayotte, est élue avec 79,48 % des voix, le score le plus élevé de l'élection.
Plusieurs personnalités médiatiques sont élues sans passer de second scrutin : Clémentine Autain (62,65 %), Manuel Bompard (67,49 %), Aymeric Caron (50,38 %), Sébastien Chenu (58,32 %), Éric Coquerel (65,28 %), Olivier Faure (53,42 %), Emmanuel Grégoire (50,87 %), Philippe Juvin (52,09 %), Marine Le Pen (58,04 %), Danièle Obono (64,23 % des voix), Mathilde Panot (59,27 %), Sandrine Rousseau (52,13 %).

### Députés sortants se désistant au premier tour
Sur 224 désistements, dont 80 du parti présidentiel arrivés troisièmes, de nombreux députés sortants renoncent au second tour :
- Caroline Abadie (8e circonscription de l'Isère)[331]
- Jean-Philippe Ardouin (3e circonscription de Charente-Maritime)[332]
- Anne-Laure Babault (2e circonscription de Charente-Maritime).
- Quentin Bataillon (1re circonscription de la Loire)[333]
- Benoît Bordat (2e circonscription de la Côte-d'Or)[334]
- Pascale Boyer (1re circonscription des Hautes-Alpes)[335].
- Fabienne Colboc (4e circonscription d'Indre-et-Loire)[336]
- Laurence Cristol (3e circonscription de l'Hérault)[337]
- Jean-Pierre Cubertafon (3e circonscription de Dordogne)[338]
- Dominique Da Silva (7e circonscription du Val-d'Oise)
- Frédéric Descrozaille (1re circonscription du Val-de-Marne)[339]
- Raquel Garrido (5e circonscription de Seine-Saint-Denis)[340]
- Monique Iborra (6e circonscription de la Haute-Garonne).
- Alexis Izard (3e circonscription de l'Essonne).
- Caroline Janvier (2e circonscription du Loiret)[341]
- Élodie Jacquier-Laforge (9e circonscription de l'Isère).
- Mohamed Laqhila (11e circonscription des Bouches-du-Rhône)[342]
- Florence Lasserre (5e circonscription des Pyrénées-Atlantiques)[343]
- Pascal Lavergne (12e circonscription de la Gironde)[344].
- Charlotte Leduc (3e circonscription de Moselle)[345].
- Gilles Le Gendre (2e circonscription de Paris).
- Louis Margueritte (5e circonscription de Saône-et-Loire).
- Marjolaine Meynier-Millefert (10e circonscription de l'Isère)[346].
- Patricia Mirallès (1re circonscription de l'Hérault).
- Bruno Millienne (9e circonscription des Yvelines).
- Benoit Mournet (2e circonscription des Hautes-Pyrénées).
- Michèle Peyron (9e circonscription de Seine-et-Marne).
- Claire Pitollat (2e circonscription des Bouches-du-Rhône)[347].
- Jean-Pierre Pont (5e circonscription du Pas-de-Calais).
- Philippe Pradal (3e circonscription des Alpes-Maritimes)[348].
- Cécile Rilhac (3e circonscription du Val-d'Oise).
- Lionel Royer-Perreaut (6e circonscription des Bouches-du-Rhône)[349].
- Sarah Tanzilli (13e circonscription du Rhône).
- Patrick Vignal (9e circonscription de l'Hérault)[350].
- Guillaume Vuilletet (2e circonscription du Val-d'Oise).

### Candidats ne se désistant pas
Plusieurs candidats annoncent se maintenir au second tour d'une triangulaire malgré les appels au front républicain, visant à faire barrage à l'extrême droite. Une enquête du journal Le Monde recense 33 cas de maintien, y compris dans des circonscriptions où le RN est arrivé en tête, parfois face à LFI, « mais pas seulement ». Le Premier ministre Gabriel Attal a notamment appelé au désistement de ses candidats « en troisième position », tout en conditionnant ce retrait à la présence d'un « candidat qui a choisi les valeurs républicaines ». Cette formulation est jugée ambiguë, l'exécutif n'ayant eu de cesse d'exclure LFI de « l'arc républicain ».

#### Au sein de la gauche
La candidate du NFP Magali Crozier se maintient dans la sixième circonscription de l'Hérault, face à deux candidats d'extrême droite : Julien Gabarron (RN, vainqueur) et Emmanuelle Ménard (sortante sans étiquette, soutenue par le RN en 2022).

#### Au sein d'Ensemble

##### Non désistement face à LFI
- Dans la 1re circonscription des Alpes-Maritimes, Graig Monetti, arrivé avec 22,79 % des suffrages loin derrière le candidat LFI-NFP Olivier Salerno (26,62 %), refuse de se désister face à Éric Ciotti (LR-RN), premier avec 41,04 % ;
- dans la 1re circonscription du Val-d'Oise, Émilie Chandler, arrivée en troisième position avec 25,46 % derrière Anne Sicard (RN, 33,65 %) et Maximillien Jules-Arthur (LFI-NFP, 30,8 %), appelle ses électeurs à voter à nouveau pour « bâtir le rempart républicain contre le RN et LFI » ;
- dans la 1re circonscription de Seine-et-Marne, la députée MoDem sortante Aude Luquet juge que le maintien de sa candidature « répond à une attente de ne pas voter ni extrême droite ni extrême gauche » ;
- dans la 1re circonscription du Puy-de-Dôme, Hervé Prononce (Horizons-Ensemble) refuse de se désister en faveur de Marianne Maximi en tête avec 38,1 % des voix, loin devant le RN (27,5 %) et Horizons (24,1 %).

##### Non désistement face au PS et aux écologistes
Dans quatre cas, les candidats Ensemble ont refusé de se retirer en faveur de candidat des Écologistes ou du Parti socialiste :
- dans la 14e des Bouches-du-Rhône, Anne-Laurence Petel, troisième derrière Gérault Verny (RN, 31,65 %) et Jean-David Ciot (PS-NFP, 29,48 %), s'est maintenue ;
- dans la huitième circonscription du Rhône, Nathalie Serre, arrivée en quatrième position derrière Jonathan Géry (RN, 33,46 %) et Anne Reymbaut (PS-NFP, 22,75 %), s'est maintenue alors même que le troisième, Dominique Despras, s'est désisté ;
- dans la première circonscription de la Vienne, Séverine Saint-Pé, du parti Horizons, troisième avec 28,85 %, a maintenu sa candidature face à la député écologiste sortante, Lisa Belluco (33,14 %) et la candidate du RN, Emmanuelle Darles, en tête de 43 voix[353] ;
- dans la 9e de la Haute-Garonne, le candidat Renaissance Florian Delrieu a maintenu sa candidature en estimant que la candidate Écologistes-NFP Christine Arrighi, largement en tête avec 47,5 % des voix ne risquait pas de perdre le 2e tour face au RN.

#### Chez LR et les divers droite
La synthèse dans Libération estime que chez LR « le choix de se maintenir face à tout candidat NFP, et en dépit du RN, a été assumé ». Les synthèses dans Libération et Le Monde notent que 4 candidats LR ne se désistent pas en faveur des candidats PS et PCF: 
- Romain Lefebvre, (19,67 %) refuse de se désister en faveur de Louise Héritier (LFI-NFP, 24,06 %) ;
- Maxime Minot (21,52 %) a refusé de se désister en faveur de Loïc Pen (PCF-NFP, 27,18 %) ;
- Emmanuelle Anthoine, face à la candidate PS NFP Isabelle Pagani[352] ;
- et Nathalie Serre face à la candidate PS  Anne Reymbaut.
- Dans la 1re circonscription de la Corrèze, le député LR sortant Francis Dubois a maintenu sa candidature au second tour face au RN à et au PS François Hollande;

Trois candidats divers droite se maintiennent face à des candidats LFI :
- Dans la 3e circonscription de l'Ardèche, Fabrice Brun se maintient après être arrivé 3e et l'emporte au 2e tour ;
- Dans l'unique circonscription de la Creuse, Valérie Simonet s'est maintenue en misant sur les reports de voix de Renaissance
- Dans la 5e circonscription de Saône-et-Loire, le troisième avec 28 %  Gilles Platret, derrière le RN et la LFI Fatima Kourriche (31,5%) se maintient;
- Dans la 6e circonscription de la Loire-Atlantique, le candidat divers droite Alain Hunault s'est lui maintenu face à l’écologiste Jean-Claude Raux et au RN pour faire barrage « aux blocs des extrêmes ».

#### Absence de désistement face à un candidat RN arrivé deuxième
La synthèse identifie par ailleurs 20 candidats qui se sont maintenus dans des circonscriptions où le RN (ou un candidat d’extrême droite) est arrivé deuxième. Douze de ces vingt candidats sont de la coalition Ensemble, 3 du Nouveau Front populaire, 2 LR et 2 divers droite.

## Couverture audiovisuelle et numérique

### Débats télévisés aux heures de grande écoute

#### Débats avant le premier tour
Deux débats télévisés sont organisés aux heures de grande écoute sur TF1 et France 2, les deux chaînes les plus regardées :
- entre Jordan Bardella (RN), Manuel Bompard (NFP-LFI) et Gabriel Attal (premier ministre) à 20 heures 50 sur TF1 le 25 juin 2024[354] ;
- entre Jordan Bardella (RN), Olivier Faure (NFP-PS) et Gabriel Attal (premier ministre)  à 20 heures 15 sur France 2 le 27 juin 2024[355].

Le premier a réuni 5,5 millions de téléspectateurs, avec une très forte audience de 27,6 %,. C'est 2 millions de téléspectateurs de plus que les 3,5 millions du débat des européennes sur France 2, entre les seuls Jordan Bardella et Gabriel Attal.
Organisé le surlendemain, le second a réuni 3,15 millions de téléspectateurs soit une audience proche de 18 %,. Dès les premières minutes, il voit Jordan Bardella et Gabriel Attal fréquemment « s'écharper »,, notamment sur l'investiture alléguée de « plus d’une centaine de candidats » ayant tenu « des propos racistes, antisémites et homophobes », puis sur les binationaux. Il est jugé par la presse « cacophonique »,,, ou « souvent inaudible » et « difficilement compréhensible », malgré des thématiques habituelles (immigration, pouvoir d'achat, défense et Ukraine). En fin de débat, Gabriel Attal annonce un simulateur de retraites, contesté en justice dès le lendemain matin et arrêté par un accord entre avocats des deux parties.
Les cinq moments forts du premier débat, moins tendu, avaient abordé les retraites, l'immigration, le pouvoir d'achat et l'école,,, Manuel Bompard parant aux inconvénients de sa moindre notoriété. Les trois participants au deuxième débat avaient auparavant réuni de fortes audiences sur TF1 lors d'entretiens d'une dizaine de minutes, au journal de 20 heures de Gilles Bouleau, 5,1 millions le 19 juin pour Gabriel Attal et 5,2 millions le lendemain pour Jordan Bardella, puis 4,3 millions pour Olivier Faure une semaine après.
Les Républicains ont saisi le Conseil d'État en référé pour être invité lors du premier, estimant que ce débat à trois participants porterait « inévitablement atteinte au respect du caractère pluraliste de l'expression des courants de pensée et d'opinion dans la mesure où toutes les formations politiques représentatives ne seront pas présentes à ce débat ». Mais cette requête est rejetée le 25 juin 2024 par le Conseil d'État.
En amont de ces débats, plusieurs systèmes d'aide au vote sont développés pour aider les électeurs à choisir un candidat. Le site VoteFinder.eu est un projet citoyen open-source qui permet de se positionner sur plus de 60 amendements et projets de loi votés à l'Assemblée. Il est possible de voir les votes de chaque parti sur chaque texte.

#### Annulation de débats et organisation d'entretiens télévisés pendant l'entre-deux-tours
Après ceux du premier tour, deux grands débats sur TF1 sont prévus, l'un entre Marine Tondelier et Jordan Bardella (RN) sur BFM TV et un autre sur TF1, qui doit opposer le même Jordan Bardella, Gabriel Attal (Ensemble), Xavier Bertrand (LR) et Raphaël Glucksmann (PP, proche du PS), prévu au soir du lundi 1er juillet, lendemain du premier tour. La chaîne décide en cours de journée de bouleverser sa grille de programmes mais en remplaçant ce débat par une série de quatre courtes interview avec chacune des quatre personnalités,. À l'annonce de ce dispositif exceptionnel, Marine Tondelier, cheffe des Écologistes du Nouveau Front populaire, connue pour son action contre l’extrême droite dans sa commune d'Hénin-Beaumont, interpelle TF1 en demandant « où sont les femmes ? », et réclame le maintien du débat d'entre-deux-tours qui devait la voir affronter Jordan Bardella. Le même soir, Manuel Bompard et Éric Ciotti sont les invités politiques du journal télévisée de France 2.
Le patron du Rassemblement national, Jordan Bardella s'était dit lui plus tôt dans la journée « prêt » à débattre « avec Jean-Luc Mélenchon », mais ce dernier a renvoyé vers Manuel Bompard, Mathilde Panot, présidente du groupe parlementaire LFI ou Clémence Guetté (LFI) car LFI est « le premier mouvement en nombre d'élus au premier tour ». La coalition du Nouveau Front populaire, incluant aussi le PS, le PCF et les écologistes s'était cependant entendue la semaine précédente sur le nom de Marine Tondelier, pour la représenter dans le grand débat du second tour à une heure de grande écoute,, Manuel Bompard (LFI) et Olivier Faure (PS) l'ayant fait aux deux débats aux heures de grande écoute avant le 1er tour.
Mais après le 1er tour, BFMTV écrit au PS et à LFI que finalement la participation de l'un ou l'autre parti, est « indispensable à la tenue de l’émission », revirement dénoncé par la société de journalistes (SDJ) de BFMTV. La direction lui répond que « les écologistes ont obtenu moins de circonscriptions que LFI et le PS dans l’accord du NFP ». Marc-Olivier Fogiel, directeur de BFM TV révèle ensuite à « Libération » que Gabriel Attal n'a pas refusé la participation de Marine Tondelier, « le blocage vient du RN ».
BFM change alors le format de son émission de 20 h 30, où Marine Tondelier, Jordan Bardella et Gabriel Attal répondront chacun à des interview distinctes et Marine Tondelier est aussi invitée au 20 heures de TF1 le lundi, l'audience dépassant légèrement celle de François Hollande sur France 2 à la même heure.
Les stations régionales de France Bleu, qui ont souhaité aussi organiser des débats lors de l'entre-deux-tours, ont indiqué « qu'au moins 21 candidats RN ont annulé ou refusé d'y participer au cours de l'entre-deux-tours », plusieurs évoquant du « jamais vu ». Les intéressés ont évoqué « des problèmes d'agenda, des empêchements de dernière minute », ou « des problèmes liés à leur adversaire politique ».
| Date                | Type d'émission     | Organisateurs       | Présentateurs                                                         | Audience (millions) | Présence des représentants des principaux blocs : P Présent NI Non invité | Présence des représentants des principaux blocs : P Présent NI Non invité | Présence des représentants des principaux blocs : P Présent NI Non invité | Présence des représentants des principaux blocs : P Présent NI Non invité | Présence des représentants des principaux blocs : P Présent NI Non invité | Réf.    |
| Date                | Type d'émission     | Organisateurs       | Présentateurs                                                         | Audience (millions) | Nouveau Front populaire (NFP)                                             | Nouveau Front populaire (NFP)                                             | Ensemble pour la République (ENS)                                         | Les Républicains (LR)                                                     | Rassemblement national (RN)                                               | Réf.    |
| ------------------- | ------------------- | ------------------- | --------------------------------------------------------------------- | ------------------- | ------------------------------------------------------------------------- | ------------------------------------------------------------------------- | ------------------------------------------------------------------------- | ------------------------------------------------------------------------- | ------------------------------------------------------------------------- | ------- |
| Date                | Type d'émission     | Organisateurs       | Présentateurs                                                         | Audience (millions) |                                                                           |                                                                           |                                                                           |                                                                           |                                                                           | Réf.    |
| Nombre de présences | Nombre de présences | Nombre de présences | Nombre de présences                                                   | Nombre de présences | 5                                                                         | 5                                                                         | 5                                                                         | 2                                                                         | 5                                                                         |         |
| 25 juin 2024        | Débat               | TF1                 | Anne-Claire Coudray et Gilles Bouleau                                 | 5,5                 | P Bompard (LFI)                                                           | P Bompard (LFI)                                                           | P Attal                                                                   | NI                                                                        | P Bardella                                                                | [ 384 ] |
| 27 juin 2024        | Débat               | France 2            | Caroline Roux                                                         | 3,15                | P Faure (PS)                                                              | P Faure (PS)                                                              | P Attal                                                                   | NI                                                                        | P Bardella                                                                | [ 385 ] |
| 1er juillet 2024    | Interviews séparés  | TF1                 | Gilles Bouleau                                                        |                     | P Glucksmann (PP)                                                         | P Glucksmann (PP)                                                         | P Attal                                                                   | P Bertrand                                                                | P Bardella                                                                | [ 375 ] |
| 3 juillet 2024      | Interviews séparés  | BFM TV              | Apolline de Malherbe, Maxime Switek, Benjamin Duhamel et Nicolas Doze | X                   | P Tondelier (EÉLV)                                                        | P Tondelier (EÉLV)                                                        | P Attal                                                                   | NI                                                                        | P Bardella                                                                | [ 386 ] |
| 4 juillet 2024      | Interviews séparés  | France 2            | Caroline Roux                                                         | 2,17                | P Glucksmann (PP)                                                         | P Guetté (LFI)                                                            | P Attal                                                                   | P Lisnard (NE)                                                            | P Bardella                                                                | [ 387 ] |

### Problèmes de pluralisme électoral dans les médias

#### Relevés de temps de parole deux fois par semaine
Les médias doivent communiquer deux fois par semaine, à partir du 17 juin pour le premier tour, des relevés de temps de parole à l'Arcom, qui dans sa recommandation du 10 juin, annonce décompter le temps de parole du 11 juin jusqu’au 28 juin 2024 pour le premier tour et du 1er juillet jusqu’au 5 juillet 2024 pour le second.
Certains ajustements traitent du décalage horaire en Guadeloupe, en Guyane, en Martinique, en Polynésie française, à Saint-Barthélemy, à Saint-Martin et à Saint-Pierre-et-Miquelon.

#### Décision du Conseil d'État sur le pluralisme en février 2024
À la suite d'une saisine par Reporters sans frontières, les règles de respect du pluralisme des idées et de l'indépendance de l'information que l'Arcom est chargée de faire appliquer ont été précisées et modifiées par une décision rendue par le Conseil d'État en février 2024.
L'institution estime que « pour apprécier le respect par une chaîne de télévision, quelle qu’elle soit, du pluralisme de l’information, l’Arcom doit prendre en compte la diversité des courants de pensée et d’opinions représentés par l’ensemble des participants aux programmes diffusés, y compris les chroniqueurs, animateurs et invités, et pas uniquement le temps d’intervention des personnalités politiques » contrairement à ce qui était le cas auparavant.
Le Conseil d'État estime également que « l’Arcom doit s’assurer de l’indépendance de l’information au sein de la chaîne en tenant compte de l’ensemble de ses conditions de fonctionnement et des caractéristiques de sa programmation, et pas seulement à partir de la séquence d’un extrait d’un programme particulier ».
Cette décision venait en réponse à une saisine du Conseil d'État par l'organisation non gouvernementale Reporters sans frontières, qui estimait que la chaîne CNews ne respectait pas les exigences légales en termes d’honnêteté, de pluralisme et d’indépendance de l’information, et qui avait demandé en vain à l'Arcom de mettre en demeure la chaîne de s'y conformer. Dans la même décision, le Conseil d'État enjoignait l'Arcom de réexaminer le bon respect de la loi par CNews sous six mois,.

#### Révélations de Médiapart sur les consignes à BFM d'inviter certains éditorialistes
Mediapart révèle le 19 juin que BFM TV a donné, depuis le début de la campagne électorale, des directives à ses journalistes d'inviter de nombreux éditorialistes de droite et d'extrême droite jusque-là absents de ses plateaux.
Ces consignes ont pris la forme de messages électroniques envoyés aux équipes par Marc-Olivier Fogiel, le PDG de la chaîne, et par une rédactrice en chef qui a envoyé aux programmateurs une liste « d’éditos droite et droite + ».
Plusieurs sont issus du journal d'extrême droite Valeurs actuelles comme Sébastien Lignier et Victor Eyraud, et le rédacteur en chef Tugdual Denis, qui devient beaucoup plus présent durant la campagne, ou encore Aziliz Le Corre du JDD, racheté par Vincent Bolloré.
Mediapart relaie les inquiétudes de journalistes de la chaîne quant aux biais du traitement de la campagne engendrés par ces directives, notamment pour un débat entre Victor Eyraud et le sénateur communiste Ian Brossat, où Victor Eyraud tenait un discours de campagne favorable au RN mais où ses propos n'étaient pas décomptés du temps de parole des partis, en raison de son statut de journaliste.

#### Atteintes à la pluralité et à l’honnêteté de l’actualité électorale
Le 19 juin, l'Arcom avertit Europe 1 sur la nécessaire pluralité des prises de parole, en réponse à une surreprésentation importante du parti de droite Les Républicains. Cet avertissement suit la création, juste après la dissolution de l'Assemblée nationale, d'une chronique quotidienne de deux heures, On marche sur la tête présentée par Cyril Hanouna. L'Arcom met en garde sur « la nécessité de veiller strictement [d'une part, à] traiter avec mesure et honnêteté l'actualité électorale [d'autre part] à assurer une pluralité de points de vue dans les émissions de débats réunissant journalistes et/ou chroniqueurs et/ou invités ».
L'exigence de pluralité est également rappelée aux chaînes de télévision C8 et CNews — qui appartiennent comme Europe 1 au groupe Canal+ détenu par Vincent Bolloré — ainsi qu'à France Télévisions.
Le 27 juin, l'Arcom met en demeure Europe 1 pour « un manque de mesure et d'honnêteté dans les commentaires de l'actualité électorale », constatant que « l’actualité électorale de La France insoumise et du Nouveau Front populaire, coalition des principales forces de gauche, a été traitée de manière systématiquement critique et virulente, en des termes souvent péjoratifs et outranciers » et que « le traitement de l’actualité électorale a été largement univoque, la plupart des invités, dont une grande majorité sont issus du même courant politique, ayant tenu des propos convergents »,.
Le 29 juin, Le Monde publie une enquête chiffrant la surreprésentation de l’extrême droite sur l'antenne d'Europe 1. Le journal soutient que la station a converti son programme On marche sur la tête présenté en une émission de propagande politique en pleine période électorale. En outre, les journalistes ont remarqué que de nombreuses minutes de diffusion en direct avaient été discrètement coupées sur son service de rattrapage de l'émission. Ces passages contiendraient des allégations politiques et personnelles susceptibles d'exposer Europe 1 et Cyril Hanouna à des poursuites judiciaires pour diffamation et atteinte à la présomption d'innocence.
Vendredi 5 juillet, peu de temps avant la fin de la campagne et le début de la période de réserve électorale, Le Journal du dimanche publie un article affirmant que le gouvernement s'apprêterait à suspendre la loi immigration du  26 janvier 2024. Le Premier ministre, Gabriel Attal, dément aussitôt cette affirmation, dénonce une fausse information et « des méthodes trumpistes ». Le Ministre de l'Intérieur, Gérald Darmanin, dénonce une « fake news et manipulation grossière à 24 heures du scrutin ». Le secrétaire général du parti Renaissance, Stéphane Séjourné, accuse Le JDD, CNews et Europe 1 de s'employer « dans une opération coordonnée avec un parti politique à tromper les électeurs » et annonce que son parti va saisir le tribunal judiciaire de Paris d'une action anti fake news,. Le Journal du dimanche met alors à jour son article pour indiquer que le gouvernement s'engage à mettre en œuvre la loi en question. Le parti Renaissance a porté plainte.

### Lutte contre la fraude et propagande russe

#### Prévention des fraudes
La Commission nationale de l'informatique et des libertés (CNIL) procède à un rappel des règles aux partis politiques, prévoit des contrôles accrus et met à disposition des internautes une plate-forme de signalement des pratiques contraires au règlement général sur la protection des données européen. Elle annonce qu'elle portera « une attention particulière à l’impact de l’intelligence artificielle sur les stratégies de communication politique ». Cette utilisation est également encadrée, depuis mai 2024, par la législation européenne sur l'intelligence artificielle.
En France, la loi contraint les opérateurs de plateforme en ligne à trois mois de transparence,. L'Arcom formule les recommandations aux plateformes de services numériques qu'elle a mises en place au mois de mars 2024 avant les élections européennes afin de lutter contre la manipulation et la désinformation sur les sites internet et les réseaux sociaux.
Ces plateformes doivent consacrer des équipes internes dédiées et compétentes à la mise en œuvre du respect du code électoral français et entretenir un dialogue avec les autorités chargées de l’organisation des élections, les équipes de campagne, le monde de la recherche et des fact-checkers. Elles doivent également répondre à des exigences en matière de transparence des décisions de modération et publier des informations permettant d'identifier la provenance et l'authenticité des contenus et des comptes ainsi que les publicités à caractère politique. Elles doivent enfin se doter de procédures permettant la détection « d’opérations de manipulation non authentique coordonnée », telles que des créations de faux comptes ou de fausses réactions, le ciblage volontaire de publics vulnérables, l'usage de deepfakes ou le « bourrage » de mots-clés.

#### Propagande russe sur les réseaux sociaux
Le 10 juin, Viginum, service gouvernemental rattaché au secrétariat général de la Défense et de la Sécurité nationale chargé de lutter contre les ingérences numériques étrangères, publie un rapport d'alerte concernant une opération de manipulation de l’information prorusse ciblant les médias et la communauté des fact-checkers depuis au moins septembre 2023 et toujours active durant la campagne des législatives. Cette opération est menée sous le nom de code Matriochka. Cette opération consiste à diffuser de « faux contenus [qui] usurpent généralement l’identité de personnalités et de médias nord-américains ou européens, dont français ». Parmi les médias dont l'identité est usurpée figurent par exemple les quotidiens Le Monde et Le Parisien ainsi que le magazine Le Point. ces informations s'ajoutent à celles de février quand Paris avait mis à jour et révélé un réseau de désinformation « structuré et coordonné » visant l’Occident.
Ces faux contenus sont élaborés sur des comptes russes sur le réseau sécurisé Telegram, puis diffusés sur les réseaux sociaux et postés de manière coordonnée « dans l’espace réponse des publications de comptes X de médias, de personnalités et de cellules de fact-checking de plus d’une soixantaine de pays » pour demander aux fact-checkers d'enquêter sur ces faux contenus. Les faux contenus sont en majorité à caractère anti-ukrainien, mais d'autres ciblent la politique française, soit en critiquant le soutien apporté par la France à l'Ukraine, soit en critiquant des personnalités politiques françaises. Enfin, d'autres ciblent les jeux olympiques et paralympiques de Paris 2024. Certains faux messages peuvent chercher à semer la panique au sein de la population.
L'entreprise française de cyber-intelligence Recorded Future remarque que la nouveauté de ces faux contenus est leur utilisation massive d'intelligences artificielles, probablement du type ChatGPT, pour créer du texte, y compris en partant de véritables articles afin d'en produire de faux. Elle a ainsi identifié une série de plus de 90 articles de propagande prorusse publiés en français sur la base d'un même prompt donné à ChatGPT.
L'opération Matriochka, active en France aussi depuis au moins septembre 2023, continue pendant les législatives. Le 30 juin 2024, David Chavalarias, directeur de recherche au CNRS publie une étude qui tend à montrer que la Russie a mis au point une stratégie d'ingérence depuis 2014, visant à affaiblir la démocratie française et à l'amener vers un délitement du front républicain contre l'extrême droite. Cette étude est effectuée en analysant plus de 700 millions de messages provenant de 17 millions de comptes sur Twitter. Chavalarias a identifié une communauté de bots pilotés par la Russie qui se positionne comme « anti-système ». Cet ensemble de bots amplifie la perception des contenus d'actualité à forte composante émotionnelle, tant à droite qu'à gauche, conduisant à la sur-réaction de chacun des deux camps. Selon David Chavalarias c'est une manière de « déstructurer la société française de manière systémique pour provoquer une transition vers une société fermée ou une démocratie illibérale »,,,.
Une semaine avant le premier tour, un réseau russe, CopyCop, a créé deux faux sites Internet qui emploient une intelligence artificielle générative pour rédiger rapidement une grande quantité de faux articles, qui usurpent parfois la charte graphique de médias français. Un autre faux site usurpe l'identité de la coalition présidentielle Ensemble pour la République, évoque une "prime Macron de 100 euros" pour les électrices et électeurs qui voteraient pour sa liste, et propose de faire des procurations. Ces opérations semblent n'avoir qu'un effet faible sur l'opinion publique, mais rendent nécessaire une surveillance attentive afin de les identifier et d'y réagir.
Le 3 juillet 2024, lors de l'entre-deux-tours des élections législatives, la Russie apporte son soutien au Rassemblement national,.

## Sondages

Diagramme lissé des sondages à partir du 10 juin en date du 27 juin 2024.

### Premier tour
| Sondeur | Date                | EXG    | NFP     | NFP     | NFP     | NFP     | DVG    | ECO    | DVC    | ENS     | ENS     | ENS     | ENS     | ENS     | DVD    | LR     | RN et alliés | RN et alliés | UPF (DLF-LP) | REC    | Autres |
| --- | ------------------- | ------ | ------- | ------- | ------- | ------- | ------ | ------ | ------ | ------- | ------- | ------- | ------- | ------- | ------ | ------ | ------------ | ------------ | ------------ | ------ | ------ |
| Sondeur | Date                | EXG    |         |         |         |         | DVG    | ECO    | DVC    |         |         |         |         |         | DVD    | LR     |              |              | UPF (DLF-LP) | REC    | Autres |
| Sondeur | Date                | EXG    | LFI     | PCF     | EÉLV    | PS      | DVG    | ECO    | DVC    | RE      | MoDem   | HOR     | PRV     | UDI     | DVD    | LR     | LR (Ciotti)  | RN           | UPF (DLF-LP) | REC    | Autres |
| Sondeur | Date                |        |         |         |         |         |        |        |        |         |         |         |         |         |        |        |              |              |              |        |        |
| Résultats | 30 juin 2024        | 1,14 % | 28,06 % | 28,06 % | 28,06 % | 28,06 % | 1,53 % | 0,57 % | 1,22 % | 20,04 % | 20,04 % | 20,04 % | 20,04 % | 20,04 % | 3,60 % | 6,57 % | 3,96 %       | 29,26 %      | —            | 0,75 % | 3,3 %  |
| Arrêt de publication des sondages pour le premier tour (29 juin 2024).                                                                                                 |                     |        |         |         |         |         |        |        |        |         |         |         |         |         |        |        |              |              |              |        |        |
| Ipsos | 27-28 juin 2024     | 1%     | 29 %    | 29 %    | 29 %    | 29 %    | 1%     | —      | 1,5%   | 20 %    | 20 %    | 20 %    | 20 %    | —       | 8 %    | 8 %    | 4 %          | 32 %         | —            | 1 %    | 2,5 %  |
| Harris Interactive | 27-28 juin 2024     | 0,5 %  | 28 %    | 28 %    | 28 %    | 28 %    | 1 %    | —      | 1 %    | 20 %    | 20 %    | 20 %    | 20 %    | 20 %    | 2 %    | 6 %    | 3 %          | 34 %         | —            | 2 %    | 2,5 %  |
| Ifop | 25-28 juin 2024     | 1 %    | 29 %    | 29 %    | 29 %    | 29 %    | 1 %    | —      | 0,5 %  | 20,5 %  | 20,5 %  | 20,5 %  | 20,5 %  | 20,5 %  | 7 %    | 7 %    | 36,5 %       | 36,5 %       | —            | 1,5 %  | 3 %    |
| Odoxa | 26-27 juin 2024     | 1 %    | 27,5 %  | 27,5 %  | 27,5 %  | 27,5 %  | 1,5 %  | 1 %    | —      | 21 %    | 21 %    | 21 %    | 21 %    | 21 %    | 2 %    | 7 %    | 35 %         | 35 %         | —            | 1,5 %  | 2,5 %  |
| Opinion Way | 26-27 juin 2024     | 1 %    | 28 %    | 28 %    | 28 %    | 28 %    | 1 %    | <1 %   | —      | 20 %    | 20 %    | 20 %    | 20 %    | 20 %    | 2 %    | 6 %    | 37 %         | 37 %         | —            | 1 %    | 4 %    |
| Elabe | 26-27 juin 2024     | 1 %    | 27,5 %  | 27,5 %  | 27,5 %  | 27,5 %  | 2 %    | —      | 0,5 %  | 20 %    | 20 %    | 20 %    | 20 %    | —       | 9 %    | 9 %    | 36 %         | 36 %         | —            | 1,5 %  | 2,5 %  |
| Cluster17 | 25-27 juin 2024     | 1,5 %  | 29,5 %  | 29,5 %  | 29,5 %  | 29,5 %  | 1 %    | —      | 1 %    | 20 %    | 20 %    | 20 %    | 20 %    | 20 %    | 1,5 %  | 7,5 %  | 4 %          | 31 %         | —            | 1,5 %  | 1,5 %  |
| Ifop | 24-27 juin 2024     | 0,5 %  | 29 %    | 29 %    | 29 %    | 29 %    | 1 %    | —      | 1 %    | 21 %    | 21 %    | 21 %    | 21 %    | 21 %    | 6,5 %  | 6,5 %  | 36 %         | 36 %         | —            | 1,5 %  | 3,5 %  |
| Opinion Way | 25-26 juin 2024     | 1 %    | 28 %    | 28 %    | 28 %    | 28 %    | 1 %    | 1 %    | —      | 20 %    | 20 %    | 20 %    | 20 %    | 20 %    | 2 %    | 7 %    | 36 %         | 36 %         | —            | 2 %    | 2 %    |
| Harris Interactive | 25-26 juin 2024     | 0,5 %  | 27 %    | 27 %    | 27 %    | 27 %    | 1 %    | —      | 0,5 %  | 21 %    | 21 %    | 21 %    | 21 %    | 21 %    | 2 %    | 6 %    | 3 %          | 34 %         | —            | 2 %    | 3 %    |
| Cluster17 | 22-24 juin 2024     | 1,5 %  | 30 %    | 30 %    | 30 %    | 30 %    | 1,5 %  | —      | 1 %    | 19,5 %  | 19,5 %  | 19,5 %  | 19,5 %  | 19,5 %  | 1,5 %  | 7,5 %  | 4 %          | 30,5 %       | —            | 1,5 %  | 1,5 %  |
| Ipsos | 21-24 juin 2024     | 1 %    | 29 %    | 29 %    | 29 %    | 29 %    | 1 %    | —      | 1,5 %  | 19,5 %  | 19,5 %  | 19,5 %  | 19,5 %  | —       | 8 %    | 8 %    | 4 %          | 32 %         | —            | 1,5 %  | 2,5 %  |
| Harris Interactive | 21-24 juin 2024     | 1 %    | 27 %    | 27 %    | 27 %    | 27 %    | 1 %    | —      | 1 %    | 20 %    | 20 %    | 20 %    | 20 %    | 20 %    | 2 %    | 7 %    | 4 %          | 33 %         | —            | 2 %    | 2 %    |
| Ifop | 20-24 juin 2024     | 1 %    | 29,5 %  | 29,5 %  | 29,5 %  | 29,5 %  | 1 %    | —      | 1 %    | 20,5 %  | 20,5 %  | 20,5 %  | 20,5 %  | 20,5 %  | 7 %    | 7 %    | 36 %         | 36 %         | —            | 1 %    | 3 %    |
| Elabe | 19-21 juin 2024     | 1 %    | 27 %    | 27 %    | 27 %    | 27 %    | 2 %    | —      | 0,5 %  | 20 %    | 20 %    | 20 %    | 20 %    | —       | 10 %   | 10 %   | 36 %         | 36 %         | —            | 1,5 %  | 2 %    |
| Ipsos | 19-20 juin 2024     | 1,5 %  | 29,5 %  | 29,5 %  | 29,5 %  | 29,5 %  | 1 %    | —      | 1 %    | 19,5 %  | 19,5 %  | 19,5 %  | 19,5 %  | 19,5 %  | 1,5 %  | 7 %    | 4 %          | 31,5 %       | —            | 2 %    | 1,5 %  |
| Opinion Way | 19-20 juin 2024     | 1 %    | 28 %    | 28 %    | 28 %    | 28 %    | 1 %    | <1 %   | —      | 22 %    | 22 %    | 22 %    | 22 %    | 22 %    | 3 %    | 6 %    | 35 %         | 35 %         | —            | 1 %    | 3 %    |
| Odoxa | 19-20 juin 2024     | 2 %    | 28 %    | 28 %    | 28 %    | 28 %    | 3 %    | 1,5 %  | —      | 19 %    | 19 %    | 19 %    | 19 %    | 19 %    | 1 %    | 7 %    | 33 %         | 33 %         | —            | 3,5 %  | 2 %    |
| Harris Interactive | 19-20 juin 2024     | 1 %    | 26 %    | 26 %    | 26 %    | 26 %    | 1 %    | —      | 1 %    | 21 %    | 21 %    | 21 %    | 21 %    | 21 %    | 2 %    | 6 %    | 2 %          | 33 %         | —            | 3 %    | 4 %    |
| Opinion Way | 18-20 juin 2024     | <1 %   | 27 %    | 27 %    | 27 %    | 27 %    | 2 %    | 1 %    | —      | 20 %    | 20 %    | 20 %    | 20 %    | —       | 2 %    | 7 %    | 35 %         | 35 %         | —            | 2 %    | 4 %    |
| Ifop | 18-20 juin 2024     | 1 %    | 29 %    | 29 %    | 29 %    | 29 %    | 1 %    | —      | 1 %    | 22 %    | 22 %    | 22 %    | 22 %    | 22 %    | 6 %    | 6 %    | 34 %         | 34 %         | —            | 2 %    | 4 %    |
| Cluster17 | 17-19 juin 2024     | 1 %    | 30 %    | 30 %    | 30 %    | 30 %    | 3 %    | —      | —      | 19 %    | 19 %    | 19 %    | 19 %    | 19 %    | 2,5 %  | 7 %    | 32 %         | 32 %         | —            | 2,5 %  | 3 %    |
| Ifop | 14-17 juin 2024     | 1,5 %  | 28 %    | 28 %    | 28 %    | 28 %    | 3 %    | —      | —      | 18 %    | 18 %    | 18 %    | 18 %    | 18 %    | 2 %    | 5 %    | 4 %          | 33 %         | 0,5 %        | 3 %    | 2 %    |
| Début de la campagne électorale officielle en vue du premier tour (17 juin 2024).                                                                                      |                     |        |         |         |         |         |        |        |        |         |         |         |         |         |        |        |              |              |              |        |        |
| Ifop | 13-14 juin 2024     | 1 %    | 26 %    | 26 %    | 26 %    | 26 %    | 3,5 %  | —      | —      | 19 %    | 19 %    | 19 %    | 19 %    | 19 %    | 1,5 %  | 7 %    | 7 %          | 35 %         | 1 %          | 3 %    | 3 %    |
| Debout la France soutient l'« union des droites » derrière le RN et renonce à présenter des candidats dans la majorité des circonscriptions (14 juin 2024).            |                     |        |         |         |         |         |        |        |        |         |         |         |         |         |        |        |              |              |              |        |        |
| Opinion Way | 12-13 juin 2024     | 1 %    | 25 %    | 25 %    | 25 %    | 25 %    | 2 %    | 2 %    | —      | 20 %    | 20 %    | 20 %    | 20 %    | [ i ]   | 2 %    | 7 %    | 7 %          | 33 %         | —            | 3 %    | 5 %    |
| Cluster17 | 11-13 juin 2024     | 1 %    | 28,5 %  | 28,5 %  | 28,5 %  | 28,5 %  | 3 %    | 1,5 %  | 1 %    | 18 %    | 18 %    | 18 %    | 18 %    | 18 %    | 2,5 %  | 7 %    | 7 %          | 29,5 %       | 1,5 %        | 3,5 %  | 3 %    |
| Opinion Way | 11-12 juin 2024     | 1 %    | 25 %    | 25 %    | 25 %    | 25 %    | 3 %    | 1 %    | —      | 19 %    | 19 %    | 19 %    | 19 %    | [ i ]   | 1 %    | 9 %    | 9 %          | 32 %         | —            | 4 %    | 5 %    |
| Elabe | 11-12 juin 2024     | 1 %    | 28 %    | 28 %    | 28 %    | 28 %    | 5 %    | —      | —      | 18 %    | 18 %    | 18 %    | 18 %    | 18 %    | 2 %    | 6,5 %  | 6,5 %        | 31 %         | —            | 4 %    | 4,5 %  |
| Le président LR, Éric Ciotti, annonce une alliance avec le Rassemblement national, rapidement contestée en interne (11 juin 2024).                                     |                     |        |         |         |         |         |        |        |        |         |         |         |         |         |        |        |              |              |              |        |        |
| Les principaux partis de gauche, regroupés en 2022 sous l'étiquette NUPES, annoncent la création d'un Nouveau Front populaire (nuit du 10 au 11 juin 2024).            |                     |        |         |         |         |         |        |        |        |         |         |         |         |         |        |        |              |              |              |        |        |
| Ifop | 10-11 juin 2024     | 1 %    | 25 %    | 25 %    | 25 %    | 25 %    | 5 %    | —      | —      | 18 %    | 18 %    | 18 %    | 18 %    | 18 %    | 1,5 %  | 9 %    | 9 %          | 35 %         | 0,5 %        | 4 %    | 1 %    |
| Ifop | 10-11 juin 2024     | 1 %    | 11 %    | 19 %    | 19 %    | 19 %    | 3 %    | —      | —      | 17 %    | 17 %    | 17 %    | 17 %    | 17 %    | 2 %    | 8 %    | 8 %          | 34 %         | <0,5 %       | 4 %    | 1 %    |
| Ifop | 10-11 juin 2024     | 1 %    | 11 %    | 2 %     | 6 %     | 13 %    | 2 %    | —      | —      | 16 %    | 16 %    | 16 %    | 16 %    | 16 %    | 1 %    | 8 %    | 8 %          | 35 %         | 0,5 %        | 3,5 %  | 1 %    |
| Opinion Way | 10 juin 2024        | 1 %    | 23 %    | 23 %    | 23 %    | 23 %    | 4 %    | 2 %    | —      | 18 %    | 18 %    | 18 %    | 18 %    | [ i ]   | 2 %    | 8 %    | 8 %          | 33 %         | —            | 5 %    | 4 %    |
| Harris Interactive | 9-10 juin 2024      | 3 %    | 22 %    | 22 %    | 22 %    | 22 %    | 9 %    | —      | —      | 19 %    | 19 %    | 19 %    | 19 %    | 19 %    | 9 %    | 9 %    | 9 %          | 34 %         | —            | 4 %    | —      |
| Le président de la République Emmanuel Macron dissout l'Assemblée nationale et convoque des élections législatives pour le 30 juin et le 7 juillet 2024 (9 juin 2024). |                     |        |         |         |         |         |        |        |        |         |         |         |         |         |        |        |              |              |              |        |        |
| Ifop | 12-13 décembre 2023 | 1,5 %  | 24 %    | 24 %    | 24 %    | 24 %    | 6 %    | —      | —      | 19 %    | 19 %    | 19 %    | 19 %    | 19 %    | 3 %    | 11 %   | 11 %         | 28 %         | 1 %          | 5 %    | 1,5 %  |
| Ifop | 12-13 décembre 2023 | 1 %    | 10 %    | 4 %     | 9 %     | 8 %     | 2 %    | —      | —      | 18 %    | 18 %    | 18 %    | 18 %    | 18 %    | 3 %    | 10 %   | 10 %         | 27 %         | 1 %          | 6 %    | 1 %    |
| Elabe | 3-5 avril 2023      | 1 %    | 25,5 %  | 25,5 %  | 25,5 %  | 25,5 %  | 3 %    | —      | —      | 21,5 %  | 21,5 %  | 21,5 %  | 21,5 %  | [ i ]   | 1 %    | 11,5 % | 11,5 %       | 24,5 %       | 1,5 %        | 4,5 %  | 6 %    |
| Ifop | 20-21 mars 2023     | 1 %    | 26 %    | 26 %    | 26 %    | 26 %    | 5 %    | —      | —      | 22 %    | 22 %    | 22 %    | 22 %    | 22 %    | 2 %    | 10 %   | 10 %         | 26 %         | 1 %          | 5 %    | 2 %    |
| Ifop | 20-21 mars 2023     | 1 %    | 11 %    | 3 %     | 9 %     | 7 %     | 3 %    | —      | —      | 21 %    | 21 %    | 21 %    | 21 %    | 21 %    | 1 %    | 10 %   | 10 %         | 26 %         | 1 %          | 5 %    | 2 %    |
| Harris Interactive | 3-7 mars 2023       | 1 %    | 24 %    | 24 %    | 24 %    | 24 %    | 6 %    | —      | 1 %    | 24 %    | 24 %    | 24 %    | 24 %    | [ i ]   | 3 %    | 10 %   | 10 %         | 22 %         | 1 %          | 4 %    | 4 %    |
| Cluster17 | 4-6 novembre 2022   | 1,5 %  | 24,5 %  | 24,5 %  | 24,5 %  | 24,5 %  | 3 %    | —      | 0,5 %  | 25 %    | 25 %    | 25 %    | 25 %    | [ i ]   | 2 %    | 10,5 % | 10,5 %       | 20 %         | 2 %          | 5 %    | 6 %    |
| Ifop | 2-4 novembre 2022   | 1,5 %  | 25 %    | 25 %    | 25 %    | 25 %    | 4 %    | —      | —      | 27 %    | 27 %    | 27 %    | 27 %    | 27 %    | 2 %    | 11 %   | 11 %         | 21 %         | 0,5 %        | 5,5 %  | 2,5 %  |
| Ifop | 2-4 novembre 2022   | 1,5 %  | 11 %    | 3 %     | 7 %     | 8 %     | 2 %    | —      | —      | 26 %    | 26 %    | 26 %    | 26 %    | 26 %    | 3 %    | 11 %   | 11 %         | 21 %         | 0 %          | 5 %    | 1,5 %  |
| Résultats | 12 juin 2022        | 1,2 %  | 25,7 %  | 25,7 %  | 25,7 %  | 25,7 %  | 3,7 %  | 2,7 %  | 1,3 %  | 25,8 %  | 25,8 %  | 25,8 %  | 25,8 %  | 25,8 %  | 2,3 %  | 11,3 % | 11,3 %       | 18,7 %       | 1,1 %        | 4,2 %  | 3,3 %  |

### Projections en sièges
Les projections en sièges sont beaucoup moins fiables et beaucoup plus fragiles que celles en pourcentage de voix, notamment à cause des triangulaires, qui ne sont pas connues avant le 2 juillet 2024.
Deux projections, par Mediapart et Le Figaro, menées à partir des résultats des récentes élections européennes du 9 juin 2024, montrent le RN en tête dans 457 d'entre elles (près de huit sur dix) et au second tour des duels dans 513 circonscriptions, dont 461 (90 % d’entre eux) entre RN et gauche,, mais aussi 52 duels incluant Renaissance, dont 41 contre le Nouveau Front populaire et 11 contre le RN.
| Sondeur | Date               | Panel      | NFP (LFI-PCF-EÉLV-PS) | DVG             | ENS (RE-MoDem-HOR-PRV-UDI) | DVD           | LR             | RN et alliés      | UPF (DLF-LP)   | Autres         |
| --- | ------------------ | ---------- | --------------------- | --------------- | -------------------------- | ------------- | -------------- | ----------------- | -------------- | -------------- |
| Sondeur | Date               | Panel      |                       |                 |                            |               |                |                   |                |                |
| Résultats (Composition des groupes à l'ouverture de l'Assemblée nationale) | 7 juillet 2024     | 32 908 657 | 178 30,84 % (193)     | 12 2,08 % (-)   | 150 26 % (166)             | 27 4,68 % (-) | 39 6,76 % (47) | 142 24,61 % (142) | — (-)          | 29 5,03 % (29) |
| Cluster 17 | 5 juillet 2024     | 1 401      | 165 - 195 29-34 %     | —               | 130 - 160 23-28 %          | —             | 30 - 50 5-9 %  | 170 - 210 29-36 % | —              | 15 - 30 3-5 %  |
| Ifop | 3-5 juillet 2024   | 2 859      | 155-185 27-32%        | 10-18 2-3%      | 120-150 21-26%             | 50-65 9-11%   | 50-65 9-11%    | 170-210 29-36%    | —              | 5-15 1-3%      |
| Harris Interactive | 4-5 juillet 2024   | 2 951      | 168-198 29-34 %       | —               | 115-145 20-25 %            | 32-63 6-11 %  | 32-63 6-11 %   | 185-215 32-37 %   | —              | 15-30 3-5 %    |
| Ipsos | 3-4 juillet 2024   | 10 101     | 145-175 25-30%        | 14-16 2-3%      | 126-156 22-27%             | 57-67 10-12%  | 57-67 10-12%   | 175-205 30-35 %   | —              | 8-12 1-2%      |
| Elabe | 3-4 juillet 2024   | 2 005      | 165-190 28-33%        | 165-190 28-33%  | 120-140 21-24%             | 35-50 6-9%    | 35-50 6-9%     | 200-230 35-40%    | —              | 10-12 1-2%     |
| OpinionWay | 3-4 juillet 2024   | 3 355      | 150-180 26-31 %       | 150-180 26-31 % | 125-155 21-27 %            | 38-50 6-9 %   | 38-50 6-9 %    | 205-230 34-39 %   | —              | 8-12 1-2 %     |
| Odoxa | 3-4 juillet 2024   | 1 005      | 140-180 24-31 %       | 140-180 24-31 % | 115-155 20-27 %            | 40-60 7-10 %  | 40-60 7-10 %   | 210-250 36-43 %   | —              | 10-20 1-3 %    |
| Ifop | 3-4 juillet 2024   | 1 916      | 170-200 29-35 %       | —               | 95-125 16-22 %             | 25-45 4-8 %   | 25-45 4-8 %    | 210-240 36-42 %   | —              | 15-27 3-5 %    |
| Harris Interactive | 2-3 juillet 2024   | 3 383      | 159-183 28-32 %       | —               | 110-135 19-23 %            | 30-50 5-9 %   | 30-50 5-9 %    | 190-220 33-38 %   | —              | 17-31 3-5 %    |
| Sondage après les désistements au nom du « Front républicain » pour empêcher l'extrême droite d'arriver au pouvoir.                                                                      |                    |            |                       |                 |                            |               |                |                   |                |                |
| Ifop | 25-28 juin 2024    | 2 884      | 170-200 29-35 %       | 10-18 2-3 %     | 70-100 12-17 %             | 30-60 5-10 %  | 30-60 5-10 %   | 225-265 38-46 %   | —              | 1-5 <1 %       |
| Harris Interactive | 27-28 juin 2024    | 2 182      | 120-150 21-26 %       | —               | 80-130 14-23 %             | 30-50 5-9 %   | 30-50 5-9 %    | 240-295 42-51 %   | 0-2 <1 %       | 10-20 1-3 %    |
| Ifop | 25-28 juin 2024    | 2 884      | 170-200 29-35 %       | 10-18 2-3 %     | 70-100 12-17 %             | 30-60 5-10 %  | 30-60 5-10 %   | 225-265 38-46 %   | —              | 1-5 <1 %       |
| Odoxa | 26-27 juin 2024    | 1 896      | 150-190 26-33%        | 150-190 26-33%  | 70-110 12-19%              | 15-45 3-8%    | 15-45 3-8%     | 265-305 46-53 %   | —              | —              |
| Elabe | 26-27 juin 2024    | 1 871      | 155-175 27-30%        | 155-175 27-30%  | 85-105 15-18%              | 30-40 5-7%    | 30-40 5-7%     | 260-295 45-51%    | —              | 8-10 1-2%      |
| Ifop | 24-27 juin 2024    | 2 823      | 180-210 31-36 %       | 5-9 1-2 %       | 75-110 13-19 %             | 25-50 4-9 %   | 25-50 4-9 %    | 220-260 38-45 %   | —              | 6-10 1–2 %     |
| Harris Interactive | 25-26 juin 2024    | 2 014      | 125-155 22-27 %       | —               | 75-125 13-22 %             | 30-50 5-9 %   | 30-50 5-9 %    | 250-305 43-53 %   | 0–2 <1 %       | 10–20 1–3 %    |
| Cluster 17 | 22-24 juin 2024    | 1 681      | 180-230 31-40%        | —               | 65-100 11-17%              | 25-40 4-7%    | 25-40 4-7%     | 210-250 36-43 %   | —              | 20-30 3-5%     |
| Harris Interactive | 21-24 juin 2024    | 2 325      | 150-180 26-31 %       | —               | 85-130 15-23 %             | 30-50 5-9 %   | 30-50 5-9 %    | 230-275 40-48 %   | 0–2 <1 %       | 10–20 1–3 %    |
| Ifop | 21-24 juin 2024    | 1 843      | 185-215 32-37%        | 6-10 1-2%       | 70-100 12-17%              | 30-50 5-9%    | 30-50 5-9%     | 220-260 38-45 %   | —              | 3-7 1%         |
| Elabe | 19-21 juin 2024    | 2 002      | 150-170 26-29%        | 150-170 26-29%  | 90-110 16-19%              | 35-45 6-8%    | 35-45 6-8%     | 250-280 43-49%    | —              | 10-12 2%       |
| Ifop | 18-20 juin 2024    | 2 317      | 180-210 31-36%        | 8-12 1-2%       | 80-110 14-19%              | 40-60 7-10%   | 40-60 7-10%    | 200-240 35-42 %   | —              | 5-10 1-2%      |
| Odoxa | 19-20 juin 2024    | 1 861      | 160-210 28-36%        | 160-210 28-36%  | 70-120 12-21%              | 10-50 2-9%    | 10-50 2-9%     | 250-300 43-52 %   | —              | —              |
| Harris Interactive | 19-20 juin 2024    | 2 004      | 135-165 23-29 %       | —               | 95-130 16-23 %             | 30-50 5-9 %   | 30-50 5-9 %    | 235-280 41-48 %   | 0–2 <1 %       | 10–20 1–3 %    |
| Cluster 17 | 17-19 juin 2024    | 2 699      | 190-240 33-42%        | —               | 70-100 12-17%              | 20-30 3-5%    | 20-30 3-5%     | 200-250 35-43 %   | —              | 20-30 3-5%     |
| Début de la campagne électorale officielle en vue du premier tour (17 juin 2024). |                    |            |                       |                 |                            |               |                |                   |                |                |
| Debout la France soutient l'« union des droites » derrière le RN et renonce à présenter des candidats dans la majorité des circonscriptions (14 juin 2024).                              |                    |            |                       |                 |                            |               |                |                   |                |                |
| Cluster 17 | 11-12 juin 2024    | 2 764      | 190–235 33–41 %       | 10–14 2 %       | 70–100 12–17 %             | 25–35 4–6 %   | 25–35 4–6 %    | 195–245 34–42 %   | —              | 10–16 2–3 %    |
| Elabe | 11-12 juin 2024    | 1 502      | 150–190 26–33 %       | 150–190 26–33 % | 90–130 16–23 %             | 30–40 5–7 %   | 30–40 5–7 %    | 220–270 38–47 %   | —              | 10–20 2–3 %    |
| Le président de Les Républicains, Éric Ciotti, annonce une alliance avec le Rassemblement national, rapidement contestée en interne (11 juin 2024).                                      |                    |            |                       |                 |                            |               |                |                   |                |                |
| Les principaux partis de gauche, regroupés en 2022 sous l'étiquette NUPES, annoncent la création d'un Nouveau Front populaire (nuit du 10 au 11 juin 2024).                              |                    |            |                       |                 |                            |               |                |                   |                |                |
| Harris Interactive | 9-10 juin 2024     | 2 340      | 115–145 20–25 %       | —               | 125–155 22–27 %            | 40–55 7–10 %  | 40–55 7–10 %   | 235–265 41–46 %   | 0–2 <1 %       | 5–20 1–3 %     |
| Le président de la République Emmanuel Macron déclare la dissolution de l'Assemblée nationale et convoque des élections législatives pour le 30 juin et le 7 juillet 2024 (9 juin 2024). |                    |            |                       |                 |                            |               |                |                   |                |                |
| Ipsos | 8-13 décembre 2023 | 4 000      | 55–79 10–14 %         | 20–22 3–4 %     | 117–165 (+3 DVC) 21–29 %   | 7–8 1 %       | 44–60 8–10 %   | 243–305 42–53 %   | —              | 10–11 2 %      |
| Elabe | 3-5 avril 2023     | 1 808      | 150–180 26–31 %       | 15–20 2–3 %     | 130–155 23–27 %            | 60–75 10–13 % | 60–75 10–13 %  | 150–175 26–30 %   | 1–2 <1 %       | 12–15 2–3 %    |
| Harris Interactive | 3-7 mars 2023      | 2 108      | 158–168 27–29 %       | 158–168 27–29 % | 234–244 41–42 %            | 69–79 12–14 % | 69–79 12–14 %  | 91–100 16–17 %    | 91–100 16–17 % | 8–14 1–2 %     |
| Résultats de 2022 | 12 juin 2022       | 22 745 492 | 131 23 %              | 22 4 %          | 249 43 %                   | 74 13 %       | 74 13 %        | 89 15 %           | 1 <1 %         | 11 2 %         |

### Répartition des sièges par parti au sein des alliances
Un sondage sur la répartition des sièges par parti au sein des alliances réalisé par Ipsos les 3 et 4 juillet 2024 donne les résultats suivants:
| Alliance                | Parti ou groupe                      | Parti ou groupe             | Sièges projetés |
| ----------------------- | ------------------------------------ | --------------------------- | --------------- |
| Nouveau Front populaire |                                      | La France insoumise         | 58 à 68         |
| Nouveau Front populaire |                                      | Parti communiste français   | 7 à 9           |
| Nouveau Front populaire |                                      | Les Écologistes             | 29 à 37         |
| Nouveau Front populaire |                                      | Parti socialiste            | 51 à 61         |
| Ensemble                |                                      | Mouvement démocrate         | 23 à 31         |
| Ensemble                |                                      | Renaissance                 | 78 à 94         |
| Ensemble                |                                      | Horizons                    | 17 à 23         |
| Droite                  |                                      |                             |                 |
|                         | Divers centre                        | 6 à 8                       |                 |
|                         | Union des démocrates et indépendants | 6 à 8                       |                 |
|                         | Les Républicains                     | 57 à 67                     |                 |
| RN et alliés            |                                      | Républicains à droite (RAD) | 18 à 24         |
| RN et alliés            |                                      | Rassemblement national      | 157 à 181       |
| Divers                  |                                      | Divers                      | 8 à 12          |

## Résultats

### Participation
| Taux de participation | 1er tour | 1er tour | 1er tour   | 2d tour | 2d tour | 2d tour    | Différence entre les deux tours |
| Taux de participation | En 2022  | En 2024  | Différence | En 2022 | En 2024 | Différence | Différence entre les deux tours |
| --------------------- | -------- | -------- | ---------- | ------- | ------- | ---------- | ------------------------------- |
| À midi                | 18,43 %  | 25,90 %  | 7,47       | 18,99 % | 26,63 % | 7,64       | 0,73                            |
| À 17 heures           | 39,42 %  | 59,39 %  | 19,97      | 38,11 % | 59,71 % | 21,60      | 0,32                            |
| Final                 | 47,51 %  | 66,71 %  | 19,20      | 46,23 % | 66,63 % | 20,40      | 0,08                            |

### Partis et nuances

#### Nuances utilisées
Les résultats des élections sont publiés en France par le ministère de l'Intérieur, qui classe les partis en leur attribuant des nuances politiques. Ces dernières sont décidées par les préfets, qui les attribuent indifféremment de l'étiquette politique déclarée par les candidats, qui peut être celle d'un parti ou une candidature sans étiquette.
Seuls le Parti communiste français (COM), La France insoumise (FI), le Parti socialiste (SOC), le Parti radical de gauche (RDG), Les Écologistes (VEC), Renaissance (REN), le Mouvement démocrate (MDM), Horizons (HOR), l'Union des démocrates et indépendants (UDI), Les Républicains (LR), le Rassemblement national (RN) et Reconquête (REC) se voient attribuer en 2024 des nuances propres. Les coalitions Ensemble et Nouveau front populaire, ainsi que les candidats de l'alliance LR-Ciotti-RN, bénéficient également de nuances respectives : Ensemble ! (Majorité présidentielle) (ENS), Union de la gauche (UG) et Union de l'extrême-droite (UXD). Ces trois nuances sont attribuables aux candidats bénéficiant respectivement du soutien de deux partis du centre, de deux partis de gauche ou de deux partis d'extrême-droite,.
Tous les autres partis se voient attribuer l'une ou l'autre des nuances suivantes : EXG (extrême gauche), DVG (divers gauche), ECO (écologistes), REG (régionaliste), DVC (divers centre), DVD (divers droite), DSV (droite souverainiste) et EXD (extrême droite). Des partis comme Debout la France ou Lutte ouvrière ne disposent ainsi pas de nuances propres, et leurs résultats nationaux ne sont pas publiés séparément par le ministère, car mélangés avec d'autres partis (respectivement dans les nuances DSV et EXG). Lors des précédentes élections, certains partis avaient même vu leurs résultats divisés entre plusieurs nuances, tel le Parti pirate dont les candidats avaient été essentiellement répartis entre nuances DIV (divers) et REG (régionaliste).

#### Polémiques
Objet de critiques depuis son introduction en 1970, cette classification unique en Europe avait été à nouveau critiquée et contestée en 2022, en faisant l'objet d'une vive polémique. Initialement, la Nouvelle Union populaire écologique et sociale (NUPES) ne disposait en effet pas d'une nuance contrairement à la coalition présidentielle Ensemble,, ce qui avait valu au ministère des accusations de favoritisme envers la coalition présidentielle de la part de dirigeants de la NUPES, susceptible de « minorer » une éventuelle percée de la gauche,. Saisi par la NUPES, le Conseil d'État avait fini par juger dans un référé  la suspension en sa faveur, et enjoint le ministère de l'Intérieur de lui attribuer une nuance. Le décompte officiel par le ministère des résultats des élections de 2022 avait tout de même été contesté, conduisant notamment plusieurs médias dont Le Monde à procéder à leurs propres décomptes,. Lors des élections sénatoriales de septembre 2023, le Rassemblement national avait à son tour tenté sans succès de ne pas être classifié avec l’extrême droite, avant que le Conseil d'État ne donne raison au ministère.
L'attribution des nuances par le ministère de l'intérieur et la publication des résultats des élections sous ces seules appellations et non celles des partis provoque à nouveau la polémique en amont du scrutin de 2024. Les candidats issus du parti Les Républicains soutenus par Éric Ciotti dans le cadre de la crise interne de juin, et soutenus par l'extrême droite, se voient en effet attribuer la nuance « Union de l’extrême droite » (UXD). L'étiquette est jugée « infamante » par Éric Ciotti, qui la qualifie de « scandale démocratique d’une gravité inédite » et de « basse manœuvre » du gouvernement « visant à déstabiliser nos candidats et nos électeurs ». Le rejet de cette étiquette est par ailleurs alimenté par la comparaison avec l'étiquette « Union de la gauche » dont bénéficient les candidats du Nouveau front populaire, y compris celui d'une partie du Nouveau Parti anticapitaliste, habituellement classé à l’extrême gauche,,.

### Résultats nationaux

#### Résultats par nuance
|                        |                                      |                        |              |              |              |             |             |             |              |               |  |
| Nuance                 | Nuance                               | Nuance                 | Premier tour | Premier tour | Premier tour | Second tour | Second tour | Second tour | Total Sièges | +/-           |  |
| Nuance                 | Nuance                               | Nuance                 | Voix         | %            | Sièges       | Voix        | %           | Sièges      | Total Sièges | +/-           |  |
|                        | Rassemblement national               | RN                     | 9 379 092    | 29,26        | 37           | 8 744 080   | 32,05       | 88          | 125          | 36            |  |
|                        | Union de la gauche                   | UG                     | 8 995 228    | 28,06        | 32           | 7 004 724   | 25,68       | 146         | 178          | 47            |  |
|                        | Ensemble                             | ENS                    | 6 425 707    | 20,04        | 2            | 6 313 808   | 23,14       | 148         | 150          | 95            |  |
|                        | Les Républicains                     | LR                     | 2 106 166    | 6,57         | 1            | 1 474 650   | 5,41        | 38          | 39           | 22            |  |
|                        | Union de l'extrême droite            | UXD                    | 1 268 822    | 3,96         | 1            | 1 364 964   | 5,00        | 16          | 17           | Nv            |  |
|                        | Divers droite                        | DVD                    | 1 154 785    | 3,60         | 2            | 980 818     | 3,60        | 25          | 27           | 17            |  |
|                        | Divers gauche                        | DVG                    | 490 898      | 1,53         | 0            | 401 063     | 1,47        | 12          | 12           | 10            |  |
|                        | Divers centre                        | DVC                    | 391 423      | 1,22         | 0            | 177 167     | 0,65        | 6           | 6            | 2             |  |
|                        | Extrême gauche                       | EXG                    | 366 594      | 1,14         | 0            |             |             |             | 0            | en stagnation |  |
|                        | Régionaliste                         | REG                    | 310 727      | 0,97         | 0            | 288 202     | 1,06        | 9           | 9            | 1             |  |
|                        | Reconquête                           | REC                    | 238 934      | 0,75         | 0            |             |             |             | 0            | en stagnation |  |
|                        | Horizons                             | HOR                    | 231 667      | 0,72         | 0            | 258 139     | 0,95        | 6           | 6            | Nv            |  |
|                        | Écologistes                          | ECO                    | 182 478      | 0,57         | 0            | 37 808      | 0,14        | 1           | 1            | 1             |  |
|                        | Union des démocrates et indépendants | UDI                    | 163 072      | 0,51         | 0            | 119 672     | 0,44        | 3           | 3            | en stagnation |  |
|                        | Divers                               | DIV                    | 142 871      | 0,45         | 0            | 38 025      | 0,14        | 1           | 1            | en stagnation |  |
|                        | Droite souverainiste                 | DSV                    | 90 110       | 0,28         | 0            | 18 672      | 0,07        | 0           | 0            | 1             |  |
|                        | Extrême droite                       | EXD                    | 59 679       | 0,19         | 1            | 23 217      | 0,09        | 0           | 1            | 1             |  |
|                        | Parti socialiste hors UG             | SOC                    | 29 242       | 0,09         | 0            | 26 343      | 0,10        | 2           | 2            | Nv            |  |
|                        | Parti radical de gauche              | RDG                    | 12 434       | 0,04         | 0            |             |             |             | 0            | en stagnation |  |
|                        | La France insoumise hors UG          | FI                     | 12 224       | 0,04         | 0            | 8 361       | 0,03        | 0           | 0            | Nv            |  |
|                        | Parti communiste français hors UG    | COM                    | 3 125        | 0,01         | 0            |             |             |             | 0            | Nv            |  |
|                        | Les Écologistes hors UG              | VEC                    | 2 668        | 0,01         | 0            | 0           | Nv          |             |              |               |  |
|                        |                                      |                        |              |              |              |             |             |             |              |               |  |
| Suffrages exprimés     | Suffrages exprimés                   | Suffrages exprimés     | 32 057 944   | 97,41        |              | 27 279 713  | 94,50       |             |              |               |  |
| Votes blancs           | Votes blancs                         | Votes blancs           | 582 905      | 1,77         | 1 195 089    | 4,14        |             |             |              |               |  |
| Votes nuls             | Votes nuls                           | Votes nuls             | 267 808      | 0,81         | 392 957      | 1,36        |             |             |              |               |  |
| Total                  | Total                                | Total                  | 32 908 657   | 100          | 76           | 28 867 759  | 100         | 501         | 577          | en stagnation |  |
| Abstentions            | Abstentions                          | Abstentions            | 16 424 052   | 33,29        |              | 14 460 749  | 33,37       |             |              |               |  |
| Inscrits/Participation | Inscrits/Participation               | Inscrits/Participation | 49 332 709   | 66,71        | 43 328 508   | 66,63       |             |             |              |               |  |

#### Résultats par coalition
|                                                 |                                                                         |                                                                |              |              |              |               |               |             |               |               |
| Parti                                           | Parti                                                                   | Parti                                                          | Premier tour | Premier tour | Premier tour | Second tour   | Second tour   | Second tour | Total S.      | +/-           |
| Parti                                           | Parti                                                                   | Parti                                                          | Voix         | %            | S.           | Voix          | %             | S.          | Total S.      | +/-           |
|                                                 |                                                                         | Rassemblement national (RN),                                   | 8 992 223    | 28,05        | 35           | 8 377 643     | 30,71         | 84          | 119           | 37            |
|                                                 | Républicains à droite (RAD)                                             | 1 285 583                                                      | 4,01         | 1            | 1 365 568    | 5,01          | 17            | 18          | Nv            |               |
|                                                 | L'Avenir français (LAF)                                                 | 301 475                                                        | 0,94         | 2            | 275 178      | 1,01          | 3             | 5           | 1             |               |
|                                                 | Centre national des indépendants et paysans allié au RN (CNIP)          | 42 805                                                         | 0,13         | 0            | 46 130       | 0,17          | 0             | 0           | en stagnation |               |
|                                                 | Mouvement conservateur (MC)                                             | 31 101                                                         | 0,10         | 0            | 35 032       | 0,13          | 0             | 0           | en stagnation |               |
|                                                 | Sans étiquette allié au RN (SE)                                         | 26 807                                                         | 0,08         | 1            |              |               |               | 1           | en stagnation |               |
|                                                 | Reprenons le contrôle ! (d) (RLC)                                       | 18 870                                                         | 0,06         | 0            | 21 256       | 0,07          | 0             | 0           | en stagnation |               |
| Total Rassemblement national et alliés (RN)     | Total Rassemblement national et alliés (RN)                             | 10 698 864                                                     | 33,37        | 39           | 10 120 807   | 37,10         | 104           | 143         | 53            |               |
|                                                 |                                                                         | La France insoumise (LFI)                                      | 3 364 445    | 10,49        | 18           | 2 332 736     | 8,55          | 46          | 64            | 4             |
|                                                 | Parti socialiste (PS)                                                   | 2 749 903                                                      | 8,58         | 5            | 2 603 264    | 9,54          | 58            | 63          | 35            |               |
|                                                 | Les Écologistes (LÉ)                                                    | 1 432 644                                                      | 4,47         | 4            | 1 105 201    | 4,05          | 22            | 26          | 11            |               |
|                                                 | Parti communiste français (PCF)                                         | 753 992                                                        | 2,35         | 2            | 356 027      | 1,31          | 6             | 8           | 4             |               |
|                                                 | Génération.s (G.s)                                                      | 238 881                                                        | 0,75         | 1            | 215 890      | 0,79          | 5             | 6           | 2             |               |
|                                                 | Place publique (PP)                                                     | 106 259                                                        | 0,33         | 0            | 65 086       | 0,24          | 1             | 1           | 1             |               |
|                                                 | Révolution écologique pour le vivant (REV)                              | 90 214                                                         | 0,28         | 1            | 26 794       | 0,10          | 0             | 1           | en stagnation |               |
|                                                 | Parti ouvrier indépendant (POI)                                         | 67 623                                                         | 0,21         | 0            | 37 811       | 0,14          | 1             | 1           | en stagnation |               |
|                                                 | Péyi-AMTQ[›]                                                            | 41 527                                                         | 0,13         | 0            | 57 402       | 0,21          | 3             | 3           | 1             |               |
|                                                 | Pour La Réunion (PLR)REU[›]                                             | 39 962                                                         | 0,12         | 0            | 72 033       | 0,26          | 2             | 2           | en stagnation |               |
|                                                 | Sans étiquette allié au NFP (SE)                                        | 35 961                                                         | 0,11         | 0            | 28 554       | 0,10          | 1             | 1           | 3             |               |
|                                                 | Tavini huira'atira (Tavini)PYF[›]                                       | 35 888                                                         | 0,11         | 0            | 31 394       | 0,12          | 1             | 1           | 2             |               |
|                                                 | La France insoumise - Pour une écologie populaire et sociale (LFI-PEPS) | 34 341                                                         | 0,11         | 1            |              |               |               | 1           | en stagnation |               |
|                                                 | Rézistan's Égalité 974 (RÉ974)REU[›]                                    | 26 387                                                         | 0,08         | 0            | 49 475       | 0,18          | 2             | 2           | en stagnation |               |
|                                                 | Génération écologie (GÉ)                                                | 25 435                                                         | 0,08         | 0            | 37 808       | 0,14          | 1             | 1           | 1             |               |
|                                                 | Nouveau Parti anticapitaliste – L'Anticapitaliste (NPA-A)               | 23 630                                                         | 0,07         | 0            | 46 134       | 0,17          | 1             | 1           | 1             |               |
|                                                 | Gauche républicaine et socialiste (GRS)                                 | 22 742                                                         | 0,07         | 0            | 36 489       | 0,13          | 1             | 1           | 1             |               |
|                                                 | Le Progrès (P974)REU[›]                                                 | 22 696                                                         | 0,07         | 0            | 32 405       | 0,12          | 1             | 1           | en stagnation |               |
|                                                 | Euskal Herria Bai (EH Bai)                                              | 21 650                                                         | 0,07         | 0            | 27 117       | 0,10          | 1             | 1           | 1             |               |
|                                                 | Nouvelle Donne (ND)                                                     | 19 107                                                         | 0,06         | 0            | 21 683       | 0,08          | 0             | 0           | Nv            |               |
|                                                 | Picardie debout ! (PD!)                                                 | 17 850                                                         | 0,06         | 0            | 27 108       | 0,10          | 1             | 1           | en stagnation |               |
|                                                 | Mouvement de décolonisation et d'émancipation sociale (MDES)GUF[›]      | 12 895                                                         | 0,04         | 0            | 14 302       | 0,05          | 1             | 1           | en stagnation |               |
|                                                 | La Seine-Saint-Denis au cœur (SSDAC)                                    | 12 141                                                         | 0,04         | 0            | 20 511       | 0,08          | 1             | 1           | 1             |               |
|                                                 | Parti progressiste démocratique guadeloupéen (PPDG)GLP[›]               | 10 903                                                         | 0,03         | 0            | 19 801       | 0,07          | 1             | 1           | en stagnation |               |
|                                                 | Parti Croire et Oser (PCO)REU[›]                                        | 9 083                                                          | 0,03         | 0            |              |               |               | 0           | en stagnation |               |
|                                                 | Agir pour le bien commun – Convergences citoyennes (ABC)                | 7 283                                                          | 0,02         | 0            | 0            | Nv            |               |             |               |               |
|                                                 | BanianREU[›]                                                            | 5 757                                                          | 0,02         | 0            | 0            | en stagnation |               |             |               |               |
| Total Nouveau Front populaire (NFP)             | Total Nouveau Front populaire (NFP)                                     | 9 229 199                                                      | 28,79        | 32           | 7 265 025    | 26,63         | 158           | 190         | 39            |               |
|                                                 |                                                                         | Renaissance (RE)                                               | 3 949 583    | 12,32        | 2            | 3 737 288     | 13,70         | 90          | 92            | 58            |
|                                                 | Mouvement démocrate (MoDem)                                             | 1 218 722                                                      | 3,80         | 0            | 1 379 294    | 5,06          | 33            | 33          | 14            |               |
|                                                 | Horizons (HOR)                                                          | 1 169 852                                                      | 3,65         | 0            | 1 270 368    | 4,66          | 27            | 27          | en stagnation |               |
|                                                 | Parti radical (PRV)                                                     | 174 504                                                        | 0,54         | 0            | 72 892       | 0,27          | 2             | 2           | 2             |               |
|                                                 | Sans étiquette allié à ENS (SE)                                         | 146 883                                                        | 0,46         | 0            | 208 611      | 0,76          | 5             | 5           | 4             |               |
|                                                 | Union des démocrates et indépendants allié à ENS (UDI)                  | 86 233                                                         | 0,27         | 0            | 54 478       | 0,20          | 1             | 1           | Nv            |               |
|                                                 | Agir                                                                    | 72 123                                                         | 0,22         | 0            | 98 323       | 0,36          | 2             | 2           | 4             |               |
|                                                 | Territoires de progrès (TdP)                                            | 68 053                                                         | 0,18         | 0            | 62 902       | 0,23          | 1             | 1           | 4             |               |
|                                                 | En commun (EC)                                                          | 63 871                                                         | 0,21         | 0            | 30 214       | 0,11          | 1             | 1           | 3             |               |
|                                                 | Fédération progressiste (FP)                                            | 12 225                                                         | 0,04         | 0            | Retrait      | Retrait       | Retrait       | 0           | 1             |               |
|                                                 | Calédonie ensemble (CE)NCL[›]                                           | 9 737                                                          | 0,03         | 0            |              |               |               | 0           | 1             |               |
|                                                 | Rassemblement saint-martinois (RSM)SAF[›]                               | 2 867                                                          | 0,01         | 0            | 3 942        | 0,01          | 1             | 1           | en stagnation |               |
| Total Ensemble pour la République (ENS)         | Total Ensemble pour la République (ENS)                                 | 6 974 653                                                      | 21,76        | 2            | 6 918 312    | 25,36         | 163           | 165         | 83            |               |
|                                                 |                                                                         | Les Républicains (LR)                                          | 2 419 848    | 7,55         | 1            | 1 792 327     | 6,57          | 47          | 48            | 13            |
|                                                 | Sans étiquette allié à l’UDC (SE)                                       | 162 597                                                        | 0,51         | 0            | 131 667      | 0,48          | 4             | 4           | 2             |               |
|                                                 | Les Centristes - Le Nouveau Centre allié à l’UDC (LC)                   | 105 179                                                        | 0,33         | 0            | 56 050       | 0,21          | 2             | 2           | 1             |               |
|                                                 | Union des démocrates et indépendants allié à l’UDC (UDI)                | 83 717                                                         | 0,26         | 0            | 82 384       | 0,30          | 3             | 3           | 3             |               |
|                                                 | Nouvelle Énergie (NÉ)                                                   | 63 296                                                         | 0,20         | 0            | 21 757       | 0,08          | 0             | 0           | Nv            |               |
|                                                 | Du courage (DC)                                                         | 61 640                                                         | 0,19         | 0            | 85 001       | 0,31          | 3             | 3           | Nv            |               |
|                                                 | Nous France (NF)                                                        | 21 635                                                         | 0,07         | 0            | 16 821       | 0,06          | 0             | 0           | Nv            |               |
|                                                 | Soyons libres (SL)                                                      | 5 532                                                          | 0,02         | 0            |              |               |               | 0           | Nv            |               |
|                                                 | Dissident Horizons allié à l’UDC (HOR diss.)                            | 5 405                                                          | 0,02         | 0            | 0            | Nv            |               |             |               |               |
|                                                 | Parti démocrate de la Martinique (PADEMA)MTQ[›]                         | 599                                                            | 0,00         | 0            | 0            | Nv            |               |             |               |               |
| Total Union de la droite et du centre (UDC)     | Total Union de la droite et du centre (UDC)                             | 2 929 448                                                      | 9,14         | 1            | 2 186 007    | 8,01          | 59            | 60          | 10            |               |
|                                                 | Lutte ouvrière (LO),                                                    | Lutte ouvrière (LO),                                           | 352 352      | 1,10         | 0            |               |               |             | 0             | en stagnation |
|                                                 |                                                                         | Reconquête (REC)                                               | 235 764      | 0,74         | 0            | 0             | en stagnation |             |               |               |
|                                                 | Ligue du Sud (LS)                                                       | 2 125                                                          | 0,01         | 0            | 0            | 1             |               |             |               |               |
|                                                 | Centre national des indépendants et paysans allié à Reconquête (CNIP)   | 1 131                                                          | 0,00         | 0            | 0            | en stagnation |               |             |               |               |
|                                                 | Parti de la France (PdF)                                                | 837                                                            | 0,00         | 0            | 0            | en stagnation |               |             |               |               |
| Total Reconquête et alliés (REC)                | Total Reconquête et alliés (REC)                                        | 239 857                                                        | 0,75         | 0            | 0            | en stagnation |               |             |               |               |
|                                                 | Dissidents Nouveau Front populaire                                      | Dissidents Nouveau Front populaire                             | 132 877      | 0,41         | 0            | 105 443       | 0,39          | 3           | 3             | 1             |
|                                                 |                                                                         | Femu a Corsica (FaC)                                           | 30 263       | 0,09         | 0            | 45 104        | 0,17          | 1           | 1             | 1             |
|                                                 | Sans étiquette allié à R&PS (SE)                                        | 28 912                                                         | 0,09         | 0            | 51 799       | 0,19          | 1             | 1           | en stagnation |               |
|                                                 | Unser Land (UL)                                                         | 22 786                                                         | 0,07         | 0            |              |               |               | 0           | en stagnation |               |
|                                                 | Partitu di a Nazione Corsa (PNC)                                        | 11 344                                                         | 0,04         | 0            | 23 969       | 0,09          | 1             | 1           | en stagnation |               |
|                                                 | Oui au Pays Catalan (OPCat)                                             | 5 844                                                          | 0,02         | 0            |              |               |               | 0           | en stagnation |               |
|                                                 | Sabaudia - Mouvement Région Savoie (S-MRS)                              | 5 572                                                          | 0,02         | 0            | 0            | en stagnation |               |             |               |               |
|                                                 | Partit occitan (POC)                                                    | 4 421                                                          | 0,01         | 0            | 0            | en stagnation |               |             |               |               |
|                                                 | Oui la Provence (OP)                                                    | 3 619                                                          | 0,01         | 0            | 0            | en stagnation |               |             |               |               |
|                                                 | Unitat Catalana (UC)                                                    | 2 328                                                          | 0,01         | 0            | 0            | en stagnation |               |             |               |               |
|                                                 | Pour la Bretagne ! (PLB)                                                | 1 807                                                          | 0,01         | 0            | 0            | Nv            |               |             |               |               |
|                                                 | 57 - Le Parti des Mosellans (57-PDM)                                    | 1 145                                                          | 0,00         | 0            | 0            | en stagnation |               |             |               |               |
|                                                 | Union démocratique bretonne (UDB)                                       | 0                                                              | 0,00         | 0            | 0            | en stagnation |               |             |               |               |
| Total Régions et peuples solidaires (R&PS)      | Total Régions et peuples solidaires (R&PS)                              | 118 041                                                        | 0,37         | 0            | 120 872      | 0,44          | 3             | 3           | 1             |               |
|                                                 | Debout la France (DLF)                                                  | Debout la France (DLF)                                         | 88 432       | 0,28         | 0            | 18 672        | 0,07          | 0           | 0             | 1             |
|                                                 |                                                                         | Alliance centriste (AC)                                        | 36 816       | 0,11         | 0            | 19 239        | 0,07          | 0           | 0             | 1             |
|                                                 | Europe Égalité Écologie (EÉÉ)                                           | 27 126                                                         | 0,08         | 0            |              |               |               | 0           | Nv            |               |
|                                                 | Rester libre ! (RL)                                                     | 3 810                                                          | 0,01         | 0            | 0            | Nv            |               |             |               |               |
|                                                 | La Démocratie ensemble (LDE)                                            | 1 236                                                          | 0,00         | 0            | 0            | Nv            |               |             |               |               |
|                                                 | Union de la gauche populaire, progressiste et écologiste (UGPPE)        | 1 102                                                          | 0,00         | 0            | 0            | en stagnation |               |             |               |               |
|                                                 | Initiative citoyenne (IC)                                               | 870                                                            | 0,00         | 0            | 0            | Nv            |               |             |               |               |
|                                                 | Territoires en mouvement (TEM)                                          | 720                                                            | 0,00         | 0            | 0            | Nv            |               |             |               |               |
| Total Le Centre (LC)                            | Total Le Centre (LC)                                                    | 71 680                                                         | 0,22         | 0            | 19 239       | 0,07          | 0             | 0           | 1             |               |
|                                                 | Écologie au centre (ÉAC)                                                | Écologie au centre (ÉAC)                                       | 64 208       | 0,20         | 0            |               |               |             | 0             | en stagnation |
|                                                 | Dissidents Ensemble pour la République                                  | Dissidents Ensemble pour la République                         | 62 896       | 0,20         | 0            | Retrait       | Retrait       | Retrait     | 0             | 2             |
|                                                 | La Convention (C)                                                       | La Convention (C)                                              | 62 254       | 0,19         | 0            | 37 303        | 0,14          | 1           | 1             | Nv            |
|                                                 | Union calédonienne (UC)NCL[›]                                           | Union calédonienne (UC)NCL[›]                                  | 53 296       | 0,17         | 0            | 83 123        | 0,30          | 1           | 1             | 1             |
|                                                 |                                                                         | Le Rassemblement - Les Républicains (R-LR)NCL[›]               | 27 038       | 0,08         | 0            | 38 320        | 0,14          | 0           | 0             | en stagnation |
|                                                 | Générations NC (GNC)NCL[›]                                              | 22 316                                                         | 0,07         | 0            | 34 577       | 0,13          | 1             | 1           | en stagnation |               |
| Total Les Loyalistes - Les Républicains (LL-LR) | Total Les Loyalistes - Les Républicains (LL-LR)                         | 49 354                                                         | 0,15         | 0            | 72 897       | 0,27          | 1             | 1           | en stagnation |               |
|                                                 |                                                                         | Tapura huiraatira (Tapura)PYF[›]                               | 18 456       | 0,06         | 1            |               |               |             | 1             | 1             |
|                                                 | A here ia Porinetia (AHIP)PYF[›]                                        | 12 986                                                         | 0,04         | 0            | 17 838       | 0,07          | 1             | 1           | 1             |               |
|                                                 | Amuitahiraa o te nuna'a Maohi (Amuitahiraa)PYF[›]                       | 12 006                                                         | 0,04         | 0            | 16 716       | 0,06          | 0             | 0           | en stagnation |               |
| Total Alliance autonomiste Amui Tatou (AT)      | Total Alliance autonomiste Amui Tatou (AT)                              | 43 448                                                         | 0,14         | 1            | 34 554       | 0,13          | 1             | 2           | 2             |               |
|                                                 |                                                                         | Le Mouvement pour les animaux (LMPA)                           | 13 818       | 0,04         | 0            |               |               |             | 0             | en stagnation |
|                                                 | Les Universalistes (UNIV)                                               | 12 162                                                         | 0,04         | 0            | 0            | en stagnation |               |             |               |               |
|                                                 | Cap21                                                                   | 3 629                                                          | 0,01         | 0            | 0            | en stagnation |               |             |               |               |
|                                                 | France écologie (FÉ)                                                    | 3 575                                                          | 0,01         | 0            | 0            | en stagnation |               |             |               |               |
|                                                 | Écologie positive (ÉP)                                                  | 3 251                                                          | 0,01         | 0            | 0            | Nv            |               |             |               |               |
|                                                 | 100 % Citoyens (100 % C)                                                | 2 595                                                          | 0,01         | 0            | 0            | Nv            |               |             |               |               |
| Total Tous unis pour le vivant (TUPV)           | Total Tous unis pour le vivant (TUPV)                                   | 39 030                                                         | 0,12         | 0            | 0            | en stagnation |               |             |               |               |
|                                                 |                                                                         | Mouvement écologiste indépendant (MEI)                         | 20 096       | 0,06         | 0            | 0             | en stagnation |             |               |               |
|                                                 | L'Écologie autrement (LÉA)                                              | 14 259                                                         | 0,04         | 0            | 0            | en stagnation |               |             |               |               |
|                                                 | Parti des citoyens européens (PACE)                                     | 941                                                            | 0,00         | 0            | 0            | en stagnation |               |             |               |               |
|                                                 | La Ruche citoyenne (LRC)                                                | 2 086                                                          | 0,01         | 0            | 0            | Nv            |               |             |               |               |
| Total Le Rassemblement (RAS)                    | Total Le Rassemblement (RAS)                                            | 37 382                                                         | 0,12         | 0            | 0            | en stagnation |               |             |               |               |
|                                                 | Verts démocrates (VD)                                                   | Verts démocrates (VD)                                          | 31 814       | 0,10         | 0            | 0             | Nv            |             |               |               |
|                                                 | Utiles                                                                  | Utiles                                                         | 30 860       | 0,10         | 0            | 42 961        | 0,16          | 1           | 1             | Nv            |
|                                                 |                                                                         | Parti Breton (en) (PB)                                         | 12 809       | 0,04         | 0            |               |               |             | 0             | en stagnation |
|                                                 | Bastir Occitanie (BO)                                                   | 6 813                                                          | 0,02         | 0            | 0            | en stagnation |               |             |               |               |
|                                                 | Parti nationaliste basque (EAJ-PNB)                                     | 6 254                                                          | 0,02         | 0            | 0            | Nv            |               |             |               |               |
|                                                 | Parti lorrain (d) (PL)                                                  | 1 666                                                          | 0,01         | 0            | 0            | en stagnation |               |             |               |               |
| Total Pays Unis (d) (PU)                        | Total Pays Unis (d) (PU)                                                | 27 542                                                         | 0,09         | 0            | 0            | en stagnation |               |             |               |               |
|                                                 | Résistons (RES)                                                         | Résistons (RES)                                                | 26 978       | 0,08         | 0            | 13 419        | 0,05          | 0           | 0             | en stagnation |
|                                                 | Équinoxe (en)                                                           | Équinoxe (en)                                                  | 25 625       | 0,08         | 0            |               |               |             | 0             | en stagnation |
|                                                 | Parti socialiste (PS) hors accord NFP                                   | Parti socialiste (PS) hors accord NFP                          | 24 185       | 0,08         | 0            | 30 912        | 0,11          | 1           | 1             | 1             |
|                                                 | Parti radical de gauche (PRG)                                           | Parti radical de gauche (PRG)                                  | 21 522       | 0,07         | 0            |               |               |             | 0             | 1             |
|                                                 | Union des démocrates et indépendants (UDI) hors coalitions              | Union des démocrates et indépendants (UDI) hors coalitions     | 20 204       | 0,06         | 1            | 1             | 1             |             |               |               |
|                                                 | Gauche démocratique et sociale (GDS)                                    | Gauche démocratique et sociale (GDS)                           | 17 854       | 0,06         | 0            | Retrait       | Retrait       | Retrait     | 0             | en stagnation |
|                                                 | Gauche écosocialiste (GES)                                              | Gauche écosocialiste (GES)                                     | 12 271       | 0,04         | 0            | 30 287        | 0,11          | 1           | 1             | Nv            |
|                                                 | L'Éveil océanien (L'EO)NCL[›]                                           | L'Éveil océanien (L'EO)NCL[›]                                  | 11 637       | 0,04         | 0            |               |               |             | 0             | Nv            |
|                                                 | Réunion libre (REULI)REU[›]                                             | Réunion libre (REULI)REU[›]                                    | 11 312       | 0,04         | 0            | 0             | 1             |             |               |               |
|                                                 | Le Peuple aux Commandes du Territoire (PACT)REU[›]                      | Le Peuple aux Commandes du Territoire (PACT)REU[›]             | 11 083       | 0,03         | 0            | 0             | en stagnation |             |               |               |
|                                                 | Volt Europa (en) (Volt)                                                 | Volt Europa (en) (Volt)                                        | 10 388       | 0,03         | 0            | 0             | en stagnation |             |               |               |
|                                                 | La France insoumise (LFI) hors accord NFP                               | La France insoumise (LFI) hors accord NFP                      | 10 013       | 0,03         | 0            | 8 361         | 0,03          | 0           | 0             | Nv            |
|                                                 | Guadeloupe unie, solidaire et responsable (GUSR)GLP[›]                  | Guadeloupe unie, solidaire et responsable (GUSR)GLP[›]         | 8 842        | 0,03         | 0            | 6 127         | 0,02          | 0           | 0             | en stagnation |
|                                                 |                                                                         | Parti progressiste martiniquais (PPM)MTQ[›]                    | 6 626        | 0,02         | 0            | 8 541         | 0,03          | 0           | 0             | 1             |
|                                                 | Bâtir le pays Martinique (BPM)MTQ[›]                                    | 1 626                                                          | 0,01         | 0            |              |               |               | 0           | en stagnation |               |
| Total Alians Matinik (AS)                       | Total Alians Matinik (AS)                                               | 8 252                                                          | 0,03         | 0            | 6 127        | 0,02          | 0             | 0           | 1             |               |
|                                                 | Core in Fronte (CIF)                                                    | Core in Fronte (CIF)                                           | 7 829        | 0,02         | 0            |               |               |             | 0             | Nv            |
|                                                 | Les Centristes - Le Nouveau Centre (LC) hors accord UDC                 | Les Centristes - Le Nouveau Centre (LC) hors accord UDC        | 7 341        | 0,02         | 0            | 0             | en stagnation |             |               |               |
|                                                 | Nouvelle Énergie (NÉ) hors accord UDC                                   | Nouvelle Énergie (NÉ) hors accord UDC                          | 6 561        | 0,02         | 0            | 0             | Nv            |             |               |               |
|                                                 | Nouveau Parti anticapitaliste - Révolutionnaires (NPA-R)                | Nouveau Parti anticapitaliste - Révolutionnaires (NPA-R)       | 5 964        | 0,02         | 0            | 0             | en stagnation |             |               |               |
|                                                 | Parti des travailleurs (PT)                                             | Parti des travailleurs (PT)                                    | 5 876        | 0,02         | 0            | 0             | en stagnation |             |               |               |
|                                                 |                                                                         | Mouvement indépendantiste martiniquais (MIM)MTQ[›]             | 3 106        | 0,01         | 0            | 4 081         | 0,01          | 0           | 0             | en stagnation |
|                                                 | Parti pour la libération de la Martinique (PALIMA)MTQ[›]                | 2 617                                                          | 0,01         | 0            |              |               |               | 0           | en stagnation |               |
| Total Gran sanblé pou Matinik (GSPM)            | Total Gran sanblé pou Matinik (GSPM)                                    | 5 723                                                          | 0,02         | 0            | 4 081        | 0,01          | 0             | 0           | en stagnation |               |
|                                                 | Parti de la France (PdF) hors accord avec Reconquête                    | Parti de la France (PdF) hors accord avec Reconquête           | 5 190        | 0,02         | 0            |               |               |             | 0             | Nv            |
|                                                 | Via, la voie du peuple (VIA)                                            | Via, la voie du peuple (VIA)                                   | 5 016        | 0,02         | 0            | 0             | en stagnation |             |               |               |
|                                                 | Dissidents Rassemblement national                                       | Dissidents Rassemblement national                              | 4 348        | 0,01         | 0            | 0             | en stagnation |             |               |               |
|                                                 | Décidons nous-mêmes ! (DNM)                                             | Décidons nous-mêmes ! (DNM)                                    | 4 317        | 0,01         | 0            | 0             | en stagnation |             |               |               |
|                                                 | Les Radicaux de gauche (LRDG)                                           | Les Radicaux de gauche (LRDG)                                  | 3 999        | 0,01         | 0            | 0             | en stagnation |             |               |               |
|                                                 | Heiura - Les Verts (Heiura)PYF[›]                                       | Heiura - Les Verts (Heiura)PYF[›]                              | 3 958        | 0,01         | 0            | 0             | en stagnation |             |               |               |
|                                                 | Dissidents Les Républicains                                             | Dissidents Les Républicains                                    | 3 888        | 0,01         | 0            | 0             | en stagnation |             |               |               |
|                                                 | Mossa Palatina (MP)                                                     | Mossa Palatina (MP)                                            | 3 860        | 0,01         | 0            | 0             | Nv            |             |               |               |
|                                                 | Mouvement républicain et citoyen (MRC)                                  | Mouvement républicain et citoyen (MRC)                         | 3 758        | 0,01         | 0            | 0             | en stagnation |             |               |               |
|                                                 | Forces réunionnaises (FR)REU[›]                                         | Forces réunionnaises (FR)REU[›]                                | 3 754        | 0,01         | 0            | 0             | Nv            |             |               |               |
|                                                 | Mouvement pour le développement de Mayotte (MDM)MYT[›]                  | Mouvement pour le développement de Mayotte (MDM)MYT[›]         | 3 560        | 0,01         | 0            | 0             | en stagnation |             |               |               |
|                                                 | Guyane rassemblement (GR)GUF[›]                                         | Guyane rassemblement (GR)GUF[›]                                | 3 308        | 0,01         | 0            | 4 490         | 0,02          | 0           | 0             | en stagnation |
|                                                 | Alyans Nasyonal Gwadloup (ANG)GLP[›]                                    | Alyans Nasyonal Gwadloup (ANG)GLP[›]                           | 3 268        | 0,01         | 0            |               |               |             | 0             | Nv            |
|                                                 | Force de rassemblement abymien pour le progrès (FRAPP)GLP[›]            | Force de rassemblement abymien pour le progrès (FRAPP)GLP[›]   | 2 965        | 0,01         | 0            | 5 211         | 0,02          | 0           | 0             | en stagnation |
|                                                 | Forces franciscaines (FF)MTQ[›]                                         | Forces franciscaines (FF)MTQ[›]                                | 2 690        | 0,01         | 0            |               |               |             | 0             | Nv            |
|                                                 | Vivre la Réunion (VLR)REU[›]                                            | Vivre la Réunion (VLR)REU[›]                                   | 2 651        | 0,01         | 0            | 0             | Nv            |             |               |               |
|                                                 | En commun (EC) hors accord ENS                                          | En commun (EC) hors accord ENS                                 | 1 589        | 0,00         | 0            | 0             | Nv            |             |               |               |
|                                                 | Du courage (DC) hors accord UDC                                         | Du courage (DC) hors accord UDC                                | 1 329        | 0,00         | 0            | 0             | Nv            |             |               |               |
|                                                 | Archipel demain (AD)SPM[›]                                              | Archipel demain (AD)SPM[›]                                     | 1 184        | 0,00         | 0            | 1 665         | 0,01          | 1           | 1             | en stagnation |
|                                                 | Dissident Force de rassemblement abymien pour le progrèsGLP[›]          | Dissident Force de rassemblement abymien pour le progrèsGLP[›] | 1 102        | 0,00         | 0            |               |               |             | 0             | en stagnation |
|                                                 | Europe Égalité Écologie (EÉÉ) hors accord LC                            | Europe Égalité Écologie (EÉÉ) hors accord LC                   | 693          | 0,00         | 0            | 0             | Nv            |             |               |               |
|                                                 | Dissidents Union des démocrates et indépendants                         | Dissidents Union des démocrates et indépendants                | 117          | 0,00         | 0            | 0             | en stagnation |             |               |               |
|                                                 | Parti communiste français (PCF) hors accord NFP                         | Parti communiste français (PCF) hors accord NFP                | 84           | 0,00         | 0            | 0             | Nv            |             |               |               |
|                                                 | Gauche républicaine et socialiste (GRS) hors accord NFP                 | Gauche républicaine et socialiste (GRS) hors accord NFP        | 21           | 0,00         | 0            | 0             | Nv            |             |               |               |
|                                                 | Les Écologistes (LÉ) hors accord NFP                                    | Les Écologistes (LÉ) hors accord NFP                           | 1            | 0,00         | 0            | 0             | Nv            |             |               |               |
|                                                 | Dissident Républicains à droite                                         | Dissident Républicains à droite                                | 1            | 0,00         | 0            | 0             | Nv            |             |               |               |
|                                                 | Autres partis                                                           | Autres partis                                                  | 45 614       | 0,14         | 0            | 0             | en stagnation |             |               |               |
|                                                 | Sans étiquette (SE)                                                     | Sans étiquette (SE)                                            | 348 734      | 1,09         | 0            | 141 404       | 0,52          | 3           | 3             | en stagnation |
|                                                 |                                                                         |                                                                |              |              |              |               |               |             |               |               |
| Suffrages exprimés                              | Suffrages exprimés                                                      | Suffrages exprimés                                             | 32 057 944   | 97,41        |              | 27 279 713    | 94,50         |             |               |               |
| Votes blancs                                    | Votes blancs                                                            | Votes blancs                                                   | 582 905      | 1,77         | 1 195 089    | 4,14          |               |             |               |               |
| Votes nuls                                      | Votes nuls                                                              | Votes nuls                                                     | 267 808      | 0,81         | 392 957      | 1,36          |               |             |               |               |
| Total                                           | Total                                                                   | Total                                                          | 32 908 657   | 100          | 76           | 28 867 759    | 100           | 501         | 577           | en stagnation |
| Abstentions                                     | Abstentions                                                             | Abstentions                                                    | 16 424 052   | 33,29        |              | 14 460 749    | 33,37         |             |               |               |
| Inscrits/Participation                          | Inscrits/Participation                                                  | Inscrits/Participation                                         | 49 332 709   | 66,71        | 43 328 508   | 66,63         |               |             |               |               |

^ GLP: Parti présent uniquement en Guadeloupe

^ GUF: Parti présent uniquement en Guyane

^ MTQ: Parti présent uniquement en Martinique

^ MYT: Parti présent uniquement à Mayotte

^ NCL: Parti présent uniquement en Nouvelle-Calédonie

^ PYF: Parti présent uniquement en Polynésie française

^ REU: Parti présent uniquement à La Réunion

^ SAF: Parti présent uniquement à Saint-Barthélémy et Saint-Martin

^ SPM: Parti présent uniquement à Saint-Pierre-et-Miquelon

### Élus au premier tour
Au soir des résultats du premier tour, 76 députés sont élus dès le 1er tour, dont 39 pour le RN, 32 pour le NFP, deux du parti présidentiel, deux divers droite et un LR,.
| Parti               | Parti                           | Circonscription | Liste des députés                                                                         |
| ------------------- | ------------------------------- | --- | ----------------------------------------------------------------------------------------- |
|                     | Rassemblement national          | Aisne | - Nicolas Dragon (1re) - Eddy Casterman (3e) - José Beaurain (4e) - Jocelyn Dessigny (5e) |
| Alpes-Maritimes     | Rassemblement national          | - Alexandra Masson (4e) - Bryan Masson (6e) |                                                                                           |
| Aube                | Rassemblement national          | - Jordan Guitton (1re) |                                                                                           |
| Bouches-du-Rhône    | Rassemblement national          | - Franck Allisio (12e) |                                                                                           |
| Gard                | Rassemblement national          | - Nicolas Meizonnet (2e). |                                                                                           |
| Gironde             | Rassemblement national          | - Edwige Diaz (11e) |                                                                                           |
| Hérault             | Rassemblement national          | - Aurélien Lopez-Liguori (7e) |                                                                                           |
| Haute-Marne         | Rassemblement national          | - Laurence Robert-Dehault (2e) |                                                                                           |
| Meuse               | Rassemblement national          | - Florence Goulet (2e) |                                                                                           |
| Moselle             | Rassemblement national          | - Kévin Pfeffer (6e) - Alexandre Loubet (7e) |                                                                                           |
| Nord                | Rassemblement national          | - Sandra Delannoy (3e) - Michaël Taverne (12e) - Matthieu Marchio (16e) - Alexandre Dufosset (18e) - Sébastien Chenu (19e) - Guillaume Florquin (20e) |                                                                                           |
| Oise                | Rassemblement national          | - Philippe Ballard (2e) |                                                                                           |
| Pas-de-Calais       | Rassemblement national          | - Emmanuel Blairy (1re) - Bruno Clavet (3e) - Christine Engrand (6e) - Thierry Frappé (10e) - Marine Le Pen (11e) - Bruno Bilde (12e)                 |                                                                                           |
| Pyrénées-Orientales | Rassemblement national          | - Anaïs Sabatini (2e) |                                                                                           |
| Haute-Saône         | Rassemblement national          | - Émeric Salmon (2e) |                                                                                           |
| Somme               | Rassemblement national          | - Yaël Menache (5e) |                                                                                           |
| Var                 | Rassemblement national          | - Laure Lavalette (2e) - Philippe Lottiaux (4e) - Julie Lechanteux (5e) - Frank Giletti (6e) - Philippe Schreck (8e)                                  |                                                                                           |
| Vaucluse            | Rassemblement national          | - Hervé de Lépinau (3e) |                                                                                           |
| Yonne               | Rassemblement national          | - Julien Odoul (3e) |                                                                                           |
|                     | La France insoumise (NFP)       | Bouches-du-Rhône | - Manuel Bompard (4e) - Sébastien Delogu (7e)                                             |
| Haute-Garonne       | La France insoumise (NFP)       | - François Piquemal (4e) |                                                                                           |
| Hérault             | La France insoumise (NFP)       | - Nathalie Oziol (2e) |                                                                                           |
| Loire-Atlantique    | La France insoumise (NFP)       | - Andy Kerbrat (2e) |                                                                                           |
| Paris               | La France insoumise (NFP)       | - Sophia Chikirou (6e) - Rodrigo Arenas (10e) - Sarah Legrain (16e) - Danièle Obono (17e) - Aymeric Caron (18e)                                       |                                                                                           |
| Hauts-de-Seine      | La France insoumise (NFP)       | - Aurélien Saintoul (11e) |                                                                                           |
| Seine-Saint-Denis   | La France insoumise (NFP)       | - Éric Coquerel (1re) - Aurélie Trouvé (9e) - Bastien Lachaud (6e) - Nadège Abomangoli (10e) - Clémentine Autain (11e)                                |                                                                                           |
| Val-de-Marne        | La France insoumise (NFP)       | - Clémence Guetté (2e) - Mathilde Panot (10e) |                                                                                           |
| Val-d'Oise          | La France insoumise (NFP)       | - Paul Vannier (5e) - Carlos Martens Bilongo (8e) |                                                                                           |
|                     | Parti socialiste (NFP)          | Ariège | - Martine Froger (1re)                                                                    |
| Ille-et-Vilaine     | Parti socialiste (NFP)          | - Mickaël Bouloux (8e) |                                                                                           |
| Paris               | Parti socialiste (NFP)          | - Emmanuel Grégoire (7e) |                                                                                           |
| Seine-et-Marne      | Parti socialiste (NFP)          | - Olivier Faure (11e) |                                                                                           |
| Val-de-Marne        | Parti socialiste (NFP)          | - Isabelle Santiago (9e) |                                                                                           |
|                     | Les Écologistes (NFP)           | Rhône | - Marie-Charlotte Garin (3e)                                                              |
| Paris               | Les Écologistes (NFP)           | - Pouria Amirshahi (5e) - Sandrine Rousseau (9e) - Éva Sas (8e)                                                                                       |                                                                                           |
|                     | Parti communiste français (NFP) | Hauts-de-Seine | - Elsa Faucillon (1re)                                                                    |
| Seine-Saint-Denis   | Parti communiste français (NFP) | - Stéphane Peu (2e) |                                                                                           |
|                     | Renaissance (ENS)               | Hauts-de-Seine | - Pierre Cazeneuve (7e)                                                                   |
| Wallis-et-Futuna    | Renaissance (ENS)               | - Mikaele Seo (Unique) |                                                                                           |
|                     | Génération.s (NFP)              | Val-de-Marne | - Sophie Taillé-Polian (11e)                                                              |
|                     | Divers droite                   | Mayotte | - Estelle Youssouffa (1re)                                                                |
|                     | Tapura huiraatira               | Polynésie française | - Moerani Frébault (1re)                                                                  |
|                     | Les Républicains                | Hauts-de-Seine | - Philippe Juvin (3e)                                                                     |
|                     | Républicains à droite (RN)      | Alpes-Maritimes | - Christelle D'Intorni (5e)                                                               |

### Candidats qualifiés pour le second tour
Parmi les 501 circonscriptions qui n’ont pas été attribuées au premier tour, 409 ont un second tour opposant deux candidats, 89 trois candidats, deux élections quadrangulaires opposant quatre candidats et une circonscription où un candidat divers gauche est seul au second tour à la suite d'un désistement de la candidate divers. Avant les différents désistements, la répartition était de 190 duels, 306 triangulaires et 5 quadrangulaires.
Répartition des 409 duels après les désistements :
- 150 duels NFP - RN[au] ;
- 134 duels Ensemble - RN ;
- 45 duels LR - RN ;
- 30 duels Ensemble - NFP ;
- 17 duels impliquent un candidat divers gauche : 9 duels sont contre le RN, 5 contre le NFP, 2 contre un candidat divers droite et 1 contre un candidat divers centre ;
- 16 duels impliquent un candidat divers droite : 9 duels sont contre le RN, 3 contre un parti régionaliste, 2 contre le NFP et 2 contre un candidat divers gauche ;
- 8 duels impliquent un parti régionaliste : 3 duels sont contre le RN, 3 contre la droite, 1 contre le NFP et 1 contre un candidat divers ;
- 7 duels impliquent un candidat divers centre : 2 duels sont contre le RN, 2 contre le NFP, 1 contre un candidat Ensemble, 1 contre un candidat divers gauche et 1 duel oppose deux candidats centristes ;
- 2 duels impliquent un candidat divers : 1 contre le RN et 1 contre un parti régionaliste ;

Répartition des 89 triangulaires après les désistements :
- 70 triangulaires Ensemble - NFP - RN ;
- 10 triangulaires impliquent le RN et le NFP : 6 contre un candidat divers droite, 2 contre un candidat divers centre, 1 contre un candidat divers extrême droite et 1 contre un candidat divers ;
- 7 triangulaires LR - NFP - RN ;
- 1 triangulaire Ensemble - LR - NFP dans la 6e des Hauts-de-Seine ;
- 1 triangulaire DLF - LR - NFP dans la 8e de l'Essonne.

Deux quadrangulaires opposent un candidat Ensemble, un candidat LR, un candidat NFP et un candidat RN, : dans la 4e circonscription de Vendée et dans la 8e du Rhône.

## Analyses

### Premier tour

#### Forte hausse de la participation

Candidats élus dès le 1er tour, par parti.

Le premier tour est marqué par une forte hausse de la participation, qui atteint 66,71 % des inscrits, contre 47,51 % en 2022, soit une hausse de 19,20 points. Attendue par les sondages, il s'agit de la participation la plus élevée depuis les élections législatives de 1997 — elles aussi décorrélées d'une récente élection présidentielle,. Pour le  politiste et constitutionnaliste Benjamin Morel cette participation exceptionnelle peut s'expliquer par l'enjeu de ce cette élection qui apparait comme étant "limpide, clair, en tout cas les Français le croient. Ce faisant, même s'ils en ont marre, ils iront aux urnes".
Le nombre de procuration atteint 3,4 millions, soit une multiplication par 3,6 par rapport aux élections législatives de 2022. Selon un sondage Ifop, 9 % de Français ont déplacé leur départ en vacances pour voter, et la proportion atteint même 19 % des 18-24 ans,. Depuis 1997, l'inscription sur les listes électorales est automatique à 18 ans mais près de 2 millions de jeunes restaient inscrits en 2022 dans la commune de leurs parents après déménagement, soit « 39 % de mal-inscrits chez les 18-25 ans ». Le montant des procurations atteint ensuite plus de 3,2 millions à trois jours du second tour, soit 3,8 fois plus qu'en 2022. Pour les trois quarts d'entre elles, la démarche a été faite en ligne. Le ministère de l'intérieur précise par la suite que sur ce chiffre, 2,3 millions ont été établies pour être valables pour les deux tours de scrutins.
Conjugué à un faible nombre de candidats, le taux de participation élevé a plusieurs conséquences directes sur les résultats en raison du mode de scrutin, qui impose des seuils en pourcentages des inscrits pour l'emporter dès le premier tour (25 %) ou se qualifier pour le second (12,5 %). Se retrouvent ainsi élus dès le premier tour 76 députés, contre seulement 5 en 2022, tandis qu'un total de 306 triangulaires et 5 quadrangulaires sont rendues possibles par ces résultats. Les précédentes élections n'avaient quant à elle connues que 7 triangulaires, et aucune quadrangulaire. Le total de ces seconds tours à trois ou quatre candidats est quatre fois plus élevé que le précédent record établi lors des élections législatives de 1997.

#### Arrivée en tête du Rassemblement national

Nuance politique en tête au 1er tour par circonscription.
Rassemblement national et alliés
Union de la gauche
Ensemble
Union de l'extrême droite
Les Républicains
Divers droite
Divers gauche
Divers centre
Régionaliste
Horizons hors Ensemble
Écologistes
Parti Socialiste hors Union de la gauche

Le premier tour voit le Rassemblement national (RN) arriver en première place, répétant ainsi la bonne performance obtenue aux élections européennes dont il était sorti « grand vainqueur ». C'est alors la première fois que le RN arrive en tête d'un premier tour d'élections législatives. Mené par Jordan Bardella, il cumule avec ses alliés des Républicains d'Éric Ciotti un total de 33 % des suffrages exprimés. Bien qu'en deçà des 37 % des plus hautes intentions de vote prévues par plusieurs sondages, ces résultats leur assurent la victoire dans 38 circonscriptions dès le premier tour et la qualification dans 451 autres.
L'obtention de la majorité absolue des sièges voulue par le parti est cependant peu probable selon les estimations, ce qui conduit son vice-président, Sébastien Chenu, a estimer envisageable de gouverner avec une simple majorité relative. Jordan Bardella avait répété à de nombreuses reprises au cours de la campagne qu'il n'envisageait pas de devenir Premier ministre sans une majorité absolue. S'il continue à demander aux électeurs la majorité absolue, le dirigeant du RN ainsi que Marine Le Pen laisse finalement entendre qu'il pourrait être atteint via des stratégies d'alliances avec des députés d'autres partis,.
Selon les projections présentées par des chaînes de télévision au soir du premier tour, où apparaissent plus de 300 triangulaires avant les 224 désistements des deux jours suivants, le RN est initialement jugé en mesure d'obtenir une large majorité relative, voire une majorité absolue. Les résultats du parti sont ainsi estimés entre 230 à 280 sièges selon Ipsos, 240 à 270 sièges d'après l'Ifop, 260 à 310 députés selon Elabe et entre 250 à 300 élus selon OpinionWay, soit une possible majorité absolue selon les deux derniers instituts.

#### Nouveau Front populaire en deuxième place
Arrivé deuxième avec 28 % des suffrages exprimés selon les résultats publiés par le Ministère de l'Intérieur, le Nouveau Front populaire progresse de trois points par rapports aux 25 % obtenus au premier tour par la Nouvelle Union populaire écologique et sociale en 2022, et voit ses candidats se qualifier dans 411 circonscriptions ainsi que 32 élus dès le premier tour. Portée par ses résultats à Paris, en Petite couronne et dans le Sud-Ouest, la coalition recule dans le milieu rural, plus particulièrement dans le quart Nord-est et le Sud de la France, mais se retrouve en position d'obtenir davantage de sièges qu'aux précédentes élections. Après le désistement de 126 de ses candidats arrivés troisièmes là où le RN était en position de force, le NFP conserve un peu plus de 300 candidats qualifiés au 2e tour.
À l'issue du premier tour, les non-LFI obtiennent 246 candidats qualifiés contre 163 pour LFI, soit une proportion de 61 % des 409 qualifiés du NFP hors-outre-mer, inverse de celle de 2022 :
- les candidats socialistes se qualifient dans 78 % des cas (136 qualifiés, près de trois fois plus que les 54 en 2022)[554] ;
- les candidats écologistes se qualifient dans 84 % des cas contre 61 % en 2022, avec 77 qualifiés quinze de plus que les 62 en 2022 ;
- les candidats LFI se qualifient dans 71 % des cas, soit 163 contre 219 en 2022 ;
- les candidats communistes se qualifient dans 66 % des cas (33 candidats qualifiés contre 34 en 2022).

Au soir du 1er tour, avant les nombreux désistements, les estimations de l'institut Elabe pour BFMTV — qui donnent alors le plus grand nombre de sièges au RN —, accordent 11 à 12 sièges aux candidats de gauche dissidents et 120 à 140 au NFP, parmi lesquels une proportion de non-LFI plus forte qu'en 2022, allant de 67 à 93 sièges, soit nettement plus que la moitié du total des NFP prévus par Elabde :
- 33 à 43 sièges au parti socialiste[555] ;
- 28 à 38 sièges aux écologistes[555] ;
- 6 à 12 au Parti communiste[555].

Le directeur d'Elabe précise le lendemain, en plein débat sur les désistements, qu'il faut aussi désormais tenir compte d'une « différence dans le report des électeurs de Renaissance vers la gauche » encore plus marquée, qui favoriserait particulièrement les non-LFI, ainsi que les désistements, plus fréquents vers les non-LFI.
La dernière projection en sièges de la campagne, publiée par Ipsos  le 5 juillet 2024, au dernier jour de la campagne, accorde 145 à 175 députés au NFP.
Parmi eux :
- LFI obtiendrait 58 à 68 sièges, soit 38 % à 40 % ;
- le PS obtiendrait 51 à 61 sièges, soit 31 % à 35 % ;
- Les Écologistes obtiendraient 29 à 37 sièges, soit 20 % à 21 % ;
- le PCF obtiendrait 7 à 9 sièges, soit 4 % à 5 % ;

Selon des universitaires, le NFP peut bénéficier en 2024 du choix d'investir des socialistes dans de nombreuses circonscriptions gagnables mais perdues en 2022, afin de viser un meilleur report de voix au second tour qu’avec l'étiquette LFI. Lors du scrutin précédent, 92 circonscriptions-clés s'étaient jouées à moins de 1 000 votes, et 13 par moins de 100 voix. Les socialistes obtiennent cette fois « la parité hors sortants » avec LFI — qui domine dans « les plus simples à gagner », car les plus à gauche, avec ses 75 sortants —. Le nombre de circonscriptions-clés très incertaines augmente cette fois ci encore dans l'entre-deux-tours, passant de 150 à 160. Face à la gauche, une victoire du RN dans les trois quarts des circonscriptions-clés lui donnerait 250 à 260 circonscriptions, en dessous des 289 de la majorité absolue.
En termes de total de sièges, le NFP n'est donné en hausse que par les projections de l'Ifop, avec 180 à 200 sièges contre 150 en 2022. Les autres projections lui prédisent 125 à 165 députés (Ipsos), entre 130 et 170 (Opinion Way) et 115 à 145 élus à l’Assemblée (Elabe). Ces 4 projections sont réalisées au soir du 1er tour, où apparaissent plus de 300 triangulaires avant les 224 désistements des deux jours suivants.

#### Recul de la coalition présidentielle
La coalition présidentielle Ensemble pour la République accuse quant à elle un recul de cinq points par rapport à 2022, qui la fait passer de la première à la troisième place et perd surtout ses chances de conserver une majorité relative selon toutes les projections. Elle est ainsi créditée au mieux de 90 à 120 sièges par Elabe, contre environ 245 sortants. La débâcle serait même pire à en croire Ipsos (70 à 100), OpinionWay (65 à 105) et Ifop (60 à 90).
Le camp présidentiel tente alors de sortir d'un « piège tactique » après avoir diabolisé la gauche tout au long de la campagne européenne puis celle des législatives, selon Arnaud Mercier, professeur de communication politique, d'autant que la forte hausse de la participation a élargi son électorat par rapport à celui des européennes. L’idée d'une « grande coalition » allant de certains LR aux socialistes et aux écologistes fait son chemin dans l'entre-deux-tours. Mettant de coté ses critiques du NFP lors de la campagne pour le premier tour — qui l'avait vu rejeter dos-à-dos des blocs de l'extrême-gauche et de l'extrême-droite — le Premier ministre Gabriel Attal appelle ainsi à former une nouvelle majorité alliant gauche, centre et droite en opposition au Rassemblement national, dont il confie que la possibilité d'une victoire lui « fait froid dans le dos »,.
Anticipant une cohabitation avec le Rassemblement national, Emmanuel Macron procède à une série de nominations de hauts fonctionnaires dont notamment la reconduction du Commissaire européen au Marché intérieur Thierry Breton. Ces nominations sont dénoncées par Marine Le Pen, qui les qualifient de « manœuvre » et déclare qu'un gouvernement mené par Jordan Bardella reviendrait dessus.

#### Affaiblissement des Républicains
À nouveau quatrième, Les Républicains (LR) accuse une forte baisse de ses résultats, passant de 10,42 % à 6,57 % des voix,. Affaibli par la décision d'Éric Ciotti de s'allier au RN et les échecs répétés à l'exclure de la présidence, le parti souffre de n'avoir pas réussi à « exister » dans la campagne de premier tour face aux trois grands blocs RN-NFP-Ensemble. Le LR n'avait ainsi pas été invité lors de plusieurs grands débats entre dirigeants des principales formations en lice, tandis que nombre de ses candidats avaient fait campagne « en catimini », le parti cherchant principalement à « limiter la casse » en gardant le plus possible de ses députés sortants. Mis en difficulté par les candidats du RN dans des circonscriptions pourtant considérées comme leur « fiefs historiques » tels la Moselle, Les Républicains ne parviennent à faire élire qu'un seul de leurs candidats dès le premier tour, avec la victoire de Philipe Juvin dans la troisième circonscription des Hauts-de-Seine. Malgré cet affaiblissement, LR poursuit dans l'entre-deux-tours une position d'indépendance face aux autres formations, rejetant aussi bien le RN que le NFP et refusant de donner des consignes de vote à ses électeurs,.
Les LR sont cependant présents dans 51 duels de second tour en plus de 14 « autre droite » et dans 8 triangulaires comme aussi 6 « autre droite », ce courant d'idées étant ainsi présent dans 77 cas. Cependant, ils ne sont en tête que dans vingt circonscriptions métropolitaines, bien que ce soit le cas dans toutes celles du Cantal et de la Haute-Loire.
Ils sont estimés à entre 30 et 50 sièges pour IFOP, comme pour Toluna Harris, et Opinionway,, le 4e institut de sondages l'IFOP, lui donnant un peu plus, entre 41 à 61 sièges,, lors des projections présentées par des télévisions au soir du premier tour, où apparaissent plus de 300 triangulaires avant les 224 désistements des deux jours suivants.
Après ces 224 désistements, la dernière projection publiée le dernier jour de campagne par Ipsos leur donne une fourchette nettement plus élevée, de 57 à 61 sièges, près de trois fois plus que les 18 à 24 sièges annoncés pour les candidats présentés par Éric Ciotti via son alliance avec le RN.

#### Alliance d'Éric Ciotti avec le RN
Le premier tour semble s’avérer profitable aux candidats de l'alliance d'Éric Ciotti avec le RN. Sur ses 63 candidats, 60 se qualifient, dont 38 qui arrivent en tête dans leurs circonscriptions, soit quatre de moins que les candidats présentés par le LR, qui sont en revanche 20 seulement à arriver en tête. Éric Ciotti arrive lui-même en tête avec 40 % des voix dans la 1re circonscription des Alpes-Maritimes. Proche alliée de ce dernier, Christelle D'Intorni est quant à elle la seule candidate du groupe à faire partie des 76 candidats élus dès le premier tour, dans la 5e circonscription des Alpes-Maritimes. Ce bon résultat des « Républicains à droite » ou  au premier tour est cependant grévé par un manque de réserve de voix, laissant planer le doute sur leur capacité à atteindre le seuil de quinze élus nécessaire pour former un groupe à l'assemblée, bien que l'obtention d'une vingtaine de sièges soit envisagée.
Une cinquantaine de candidats se qualifient pour le second et 25 peuvent espérer être élus, selon le journal conservateur L'Opinion. Plus prudente, notamment en raison du grand nombre de circonscriptions clés, une projection Ipsos publiée le 5 juillet 2024, au dernier jour de la campagne et après les 224 désistements, leur accorde 18 à 24 députés, près de trois fois moins que les 57 à 61 sièges qu'elle prévoit pour LR et ses alliés.

#### Sociologie de l'électorat
D'après une enquête Ipsos-Talan, le RN consolide son soutien parmi ses bastions traditionnels, enregistrant des gains significatifs chez les ouvriers, les employés et les non-bacheliers, tout en élargissant son influence auprès des retraités, des femmes, des jeunes de moins de 35 ans, ainsi que dans les catégories à revenu supérieur et dans les grandes villes.
En comparaison, le NFP capte un électorat plus jeune, diplômé et urbain, avec des performances marquées chez les cadres et les plus éduqués.
Pendant ce temps, la majorité présidentielle subit un recul généralisé, maintenant ses meilleurs scores parmi les électeurs plus âgés et aisés.

#### Projections de sièges
Plusieurs issues ont semblé rester possibles jusqu'au dernier jour de campagne, selon les experts, dans un contexte général de « beaucoup de circonscriptions » encore « très indécises, à 2 ou 3 points d'écart, selon Jean-Yves Dormagen, professeur en sciences politiques à l'Université de Montpellier. Brice Teinturier, professeur à l'Université Paris 1 et directeur d’Ipsos, l'a rejoint le dernier jour, en rappelant que 127 s'étaient jouées aux législatives 2022 à deux points et 62 autres à un point, écart qui au niveau national suffit à "bouger de quarante sièges" le résultat final. Dans une centaine, « il est très difficile d’anticiper l’issue du scrutin » en 2024, le niveau de participation, toujours attendu au second tour au plus haut depuis un quart de siècle, y constituant la variable décisive, selon Erwan Lestrohan, directeur du Master Affaires Publiques de l’IEP Saint-Germain-en-Laye. Cette participation restait soutenue par 2,5 millions de procurations encore actives contre 2,1 millions au premier tour. Selon une autre analyse, d'Hervé Le Bras, chercheur à l'Ined, la future Assemblée dépend en grande partie des 128 duels RN-Ensemble. Les universitaires rappellent que  toutes les projections ont donné le RN devant le NFP, mais les trois dernières, effectuées en partie ou entièrement le dernier jour de campagne, placent la borne basse du RN sous la borne haute du NFP, de 13 sièges pour Harris Toluna-RTL, de 15 sièges pour Ipsos, rendant possible « une surprise de taille » et de 25 sièges pour Cluster17-Le Point qui a sondé au dernier jour de campagne. Brice Teinturier souligne que la majorité relative de 245 sièges seulement d'Emmanuel Macron en 2022 n'avait pas été prévue par la plupart des instituts de sondage, leurs estimations allant de 270 à 320 sièges, pas plus que les 89 sièges du RN, donné par tous les sondeurs sauf un à 50 sièges ou moins.

### Désistements d'entre-deux-tours et qualifiés en lice

#### Triangulaires potentielles et désistements

##### Nombre record de triangulaires potentielles au soir du 1er tour
Une élection triangulaire est un cas où trois candidats peuvent se maintenir (obtention d'au moins 12,5 % des voix des inscrits) et le font. Les sondeurs en ont d'abord prévu une centaine puis dû tenir compte dans les deux derniers jours de la campagne électorale d'une participation s'annonçant bien plus forte qu'ils ne le croyaient et qui accroît « mécaniquement » leur nombre L'avant-veille du 1er tour, Odoxa estime qu'il il y aura en fait 120 à 170 triangulaires, tandis qu'Ipsos le lendemain évoque « jusqu'à environ 250 triangulaires », rendant les projections périlleuses et permettant au RN de « bénéficier de la division des électeurs qui ne veulent pas » de l'extrême droite au pouvoir.

##### Nombre record de désistements
Le nombre record de désistements après le 1er tour atteint très vite plus de 200 en un peu plus de 24 heures, puis plus de 220 dont 131 candidats de la gauche, conformément aux appels de ses quatre partis, mais aussi 82 du camp présidentiel, sur ses 91 candidats en positions de troisièmes places, malgré des positions plus divergentes des leaders. La presse décompte 3 désistements de LR, la gauche se retirant dans une vingtaine de circonscriptions où ce parti affronte le RN. Dans d'autres où le RN est qualifié, cependant, une minorité de candidats Ensemble arrivés troisième refusent de se désister aussi bien en faveur de LFI que du PS, du PCF et des écologistes.
Ce nombre record de désistements est dû aux 306 triangulaires, quatre fois plus que le précédent record historique de 76 en 1997, qui a obligé les instituts de sondage à rapidement les intégrer dans les projections en siège publiées le 30 juin, au soir du 1er tour. Ces projections réalisées dans l'urgence doivent être prises « avec extrêmement de prudence » car « elles ont été faites avant les désistements » prévisibles, ont alors averti Brice Teinturier, directeur d'Ipsos-Talances et François Kraus, directeur à l'Ifop, ces désistements pouvant ensuite par la suite avoir « un effet qui jouera plutôt en défaveur du RN ». Ces projections en siège sont à prendre « avec des pincettes » car « elles excluent certaines variables » et « plaquent un scénario national » sur 577 circonscriptions, sans prendre en compte « une série de variables déterminantes » comme « le fait qu’un électeur puisse changer d’avis entre deux tours » et « réalisées sans avoir pris en compte » les choix globaux de « désistements dévoilés au cours de la soirée électorale »,.
Une centaine de candidats arrivés troisième se sont déjà désistés dès le lendemain matin du vote selon Le Monde, et le total atteint en fin d'après-midi 173 dont 50 du camp présidentiel et un des LR. La liste des députés sortants arrivés troisième se retirant s'allonge au matin du surlendemain du 1er tour. Finalement, 224 candidats se sont désistés, ramenant les configurations au second tour à 409 duels, 88 triangulaires, une quadrangulaire où le troisième a finalement annoncé se désister (en n'imprimant pas de bulletins votes, créant de facto respectivement un duel et une triangulaire[Quoi ?]), tandis que Davy Rimane est seul au second tour dans la 2e circonscription de la Guyane.
Les candidats du RN y sont les plus souvent présents, avec 147 duels contre le NFP, 124 contre la majorité présidentielle et 39 contre LR, soit 310 duels au total face à l'un ou l'autre de ces trois partis. La première projection effectuée après ces désistements, par Harris Interactive, ne donne plus au RN qu'entre 190 et 220 sièges, soit à 69 à 99 de moins que la majorité absolue évoquée jusque-là.

##### Position du Nouveau Front populaire
Trois des quatre principaux partis du Nouveau Front populaire ont appelé à des désistements une semaine avant le 1er tour, via une tribune de 220 personnalités dont Marine Tondelier (Écologistes), Olivier Faure (PS), Raphaël Glucksmann et Fabien Roussel (PCF). Ils sont  rejoints le 30 juin par Jean-Luc Mélenchon, qui appelle au retrait tous les candidats arrivés troisième. La gauche retire au total 126 candidats, au bénéfice du parti du président mais aussi des Républicains dans la vingtaine de circonscriptions où ils font face au RN.

##### Position d'Ensemble pour la République
Malgré une campagne ayant vu plusieurs figures de la coalition présidentielle mettre dos à dos LFI et le RN, la semaine suivant le premier tour voit nombre de ses candidats faciliter l'élection du candidat de gauche en se retirant. Une partie d'entre eux déclare cependant analyser le profil des candidats LFI « au cas par cas » ou refusent de se désister aussi bien en faveur de LFI que du PS, du PCF et des écologistes.
Ces « atermoiements » valent à Ensemble les critiques du NFP, la secrétaire nationale des Écologistes, Marine Tondelier, qualifiant notamment de « comportement de lâche » les refus de se désister en faveur de LFI.
Les désistements individuels se multiplient dans toutes les régions dès le lendemain du 1er tour, avec dès le mardi midi 70 retraits parmi les 91 candidats arrivés troisièmes face au RN. Dans un premier temps, les « figures » peinent d'abord à s'exprimer d'une seule voix : Agnès Pannier-Runacher a également signé la tribune de 200 personnalités ; certains font « du cas par cas », comme la présidente sortante de l'Assemblée, Yaël Braun-Pivet ; d'autres ne veulent « ni du RN, ni de LFI », comme Bruno Le Maire, Édouard Philippe ou François Bayrou,.
Le Premier ministre, Gabriel Attal appelle explicitement au désistement, en soulignant que cela ne veut pas dire soutien, mais entretient une ambiguité concernant le désistement en faveur de candidats LFI. Clément Beaune (ex-ministre des transports), Hervé Berville (mer), Patrice Vergriete (transports) ou Fadila Khattabi (personnes handicapées), plaident eux pour un « désistement inconditionnel » au second tour, alors que le ministre de l'industrie Roland Lescure prône le « cas par cas » à l'égard des candidats insoumis en fonction de leur profil. Dans cet esprit, Loïc Signor, porte-parole de Renaissance, annonce son maintien au second tour dans la troisième circonscription du Val-de-Marne face à Louis Boyard (LFI) et Arnaud Barbotin (RN). Le dissident Gilles Le Gendre, député sortant de Paris, a même appelé à voter pour une candidate PS contre celui investi par Renaissance.

##### Position des Républicains
Les Républicains, qui n'avaient présenté que 400 candidats ne donnent aucune consigne générale de vote au second tour, préférant les expressions au cas par cas, alors que la gauche s'est retirée dans une vingtaine de circonscriptions où il affronte le RN. Le président du Sénat Gérard Larcher soutient Aurore Bergé, figure macroniste, dans les Yvelines, face au candidat RN et l’eurodéputée LR Nadine Morano votera à gauche, contre Louis-Joseph Pecher, à qui le RN et Éric Ciotti ont retiré leur soutien à la suite de propos antisémites sur les réseaux sociaux. Marc-Philippe Daubresse, sénateur LR du Nord, voterait lui blanc en « cas de duel entre un candidat LFI et un RN » tandis que François-Xavier Bellamy, vice-président du parti, refuse de rejoindre un front républicain contre le RN, jugeant que le danger « c’est l’extrême gauche ». Jacques Toubon, ex-figure des gouvernements de droite des années 1980 et des années 1990 puis Défenseur des droits (2014-2020), regrette lui « les nuances » qui peuvent exister dans le camp Macron et estime qu'il « faut ériger un front républicain global, y compris avec La France insoumise ».

#### Composition des seconds tours après désistements

##### Duels
Parmi les 409 duels de second tour après désistements, les 4 plus grands partis sont présents dans des proportions différentes, en raison de leurs scores du 1er tour mais aussi des très nombreux désistements : 353 pour le RN et alliés en plus d'un autre extrême droite, 194 pour le NFP en plus d'une vingtaine « autre gauche » et régionalistes, 167 pour Ensemble et 6 « autres centre », 51 pour LR en plus de 14 « autre droite ».
Le RN (avec les candidats Ciotti) est en tête dans 214 de ces 353 duels avec une avance de 10 à 20 % dans 90 d'entre elles. Pour 21 autres, l’écart est de moins de 1 %. La plupart des 89 triangulaires après ont un écart de moins de 10 % entre les deux premiers candidats.
En 2022, dans 92 circonscriptions-clé, l'élection s'était jouée à moins de 1 000 votes d’écart et dans 13 avec moins de 100 voix. Selon L'Obs, il y a presque deux fois plus de circonscriptions-clé en 2024, environ 160 dont 155 avec le RN. Selon les universitaires, les désistements au profit du NFP même « beaucoup plus sélectifs » que ceux dans l'autre sens, modifient la donne, car « même si le RN emportait les trois quarts des swing circos, il se situerait alors autour de 250-260 circonscriptions remportées, au-dessous des 289 ».
Une fois la liste officielle exhaustive des désistements connus, les 347 principaux sont, selon le quotidien Le Monde, qui les recense avec le score du 1er tour pour chacun :
- 150 duels NFP - RN ;
- 134 duels Ensemble - RN ;
- 45 duels LR - RN ;
- 30 duels Ensemble - NFP ;
- 9 duels « autre droite » - RN ;
- 9 duels « autre gauche » - RN.

En moins grand nombre, Le Monde recense aussi :
- 5 duels « autre gauche »- NFP ;
- 4 duels LR - NFP ;
- 3 duels RN - Régionalistes ;
- 3 duels « autre droite » - Régionalistes ;
- 2 duels « autre droite » - NFP ;
- 2 duels Ensemble - LR ;
- 2 duels Centre - RN ;
- 2 duels Centre - NFP ;
- 2 duels « autre droite » - « autre gauche » ;
- 1 duel Divers - RN ;
- 1 duel Ensemble - « autre extrême droite » ;
- 1 duel Centre - Centre ;
- 1 duel NFP - Régionalistes ;
- 1 duel Divers - Régionalistes ;
- 1 duel Centre - « autres gauche » ;
- 1 duel  Centre - Ensemble[568].

##### Triangulaires
Parmi les 89 triangulaires après désistements, le RN avec alliés est présent dans 87 d'entre elles en plus de 2 « autre extrême droite », dont 1 contre lui, le NFP dans 89, Ensemble dans 79 en plus de 2 « autre centre », LR dans 8 en plus de 6 « autres droite » et les divers extrême droite dans 2.
Les 89 triangulaires, selon le quotidien Le Monde, qui les recense avec le score du 1er tour pour chacune, ont pour déclinaisons :  
- 70 triangulaires Ensemble - NFP - RN ;
- 7 triangulaires LR - NFP - RN ;
- 6 triangulaires « autre droite » - NFP - RN ;
- 2 triangulaires « autre centre » - NFP - RN ;
- 1 triangulaire « autre extrême droite » - NFP - RN ;
- 1 triangulaire Divers - NFP - RN ;
- 1 triangulaire « autre extrême droite » - LR - NFP ;
- 1 triangulaire Ensemble - LR - NFP[568].

##### Quadrangulaires
Dans les 2 quadrangulaires restantes après désistements, il s'agit d'un second tour entre le RN, le NFP, Ensemble et LR.

### Second tour
Le second tour voit la victoire surprise du Nouveau Front populaire, qui arrive en tête en nombre de sièges, suivi d'Ensemble pour la République et du Rassemblement national. Bien qu'en tête en nombre de suffrages, du fait notamment des nombreux retraits d'autres candidats, ce dernier réalise en sièges une contre-performance par rapport aux projections de l'entre-deux-tours. Les législatives se concluent ainsi par la réussite de la stratégie de Front républicain, plus performante que ce que laissaient prévoir les sondages,.
Comme attendu, en revanche, aucune formation ne parvient à atteindre seule la majorité absolue, rendant ainsi nécessaire la formation d'un gouvernement de coalition, ou un nouveau gouvernement minoritaire.
Bien qu'étant parvenue à limiter le nombre de sièges perdu initialement attendu, la coalition présidentielle accuse un important recul, qui amène le Premier ministre Gabriel Attal à présenter sa démission au Président au lendemain du second tour. Emmanuel Macron lui demande cependant de rester en poste dans l'attente de la nomination d'un successeur, afin d'« assurer la stabilité du pays ».
À l'issue du scrutin les catégories socio-professionnelles supérieures restent surreprésentées dans l’Hémicycle. Quelque 347 députés, soit 74 % des députés actifs (hors retraité et personnes sans activité professionnelle) sont classés « cadres et profession intellectuelles supérieures ». Au contraire, seuls quatre députés sont ouvriers (dont trois sont du Nouveau Front populaire), alors que les ouvriers « représentent 19,1 % de la population française en emploi ». Il n'y a que 36 % de femmes parmi les députés ; au sein de l'Assemblée, c'est le Nouveau Front populaire qui « est le bloc le plus féminisé » avec 40,4 % devant le camp présidentiel avec 40,2 %, suivi par le RN à 32,2 % et les Républicains à 26,1 %,. Au niveau des partis, « Les Écologistes sont la seule force politique à compter plus de femmes que d'hommes siégeant à l'Assemblée ».
Le résultat de certaines circonscriptions s'est joué à quelques pourcentages ; dans 65 circonscriptions, l’écart entre les deux premiers candidats ne dépasse pas 3 %, avec un nombre de voix allant de quelques dizaines à 1 750 voix. On peut notamment citer l'élection du divers droite Fabrice Brun dans la 3e circonscription de l'Ardèche avec une avance de trente-cinq voix sur le candidat du Rassemblement national (RN), Cyrille Grangier (soit un écart de 0,06 % des voix exprimées). Dans la 5e circonscription de la Côte-d'Or, le candidat du RN René Lioret est élu avec 42 voix de plus (0,07 % des exprimées) que son adversaire Didier Paris du parti Renaissance.

## Recours
Le Conseil constitutionnel a été saisi de 84 recours déposés par des candidats ou des électeurs contre 99 en 2022,, dont 3 ont été retirés par leurs requérantes,,. Les premières décisions ont été rendues dès septembre 2024 et les dernières en mars 2025. Le 13 décembre 2024, à la suite de la tenue d'une élection législative partielle, le recours portant sur cette circonscription est déclaré sans objet. Au total deux élections ont été annulées, donnant lieu à deux élections partielles, :
- Marie-Christine Dalloz (Les Républicains, Deuxième circonscription du Jura), réélue le 6 avril 2025 ;

- Arnaud Sanvert (Rassemblement national, Cinquième circonscription de Saône-et-Loire), défait le 25 mai 2025 par Sébastien Martin (Nous France, soutenu par Les Républicains).

En juillet 2025, trois députés ont également vu leurs élections invalidées par le Conseil Constitutionnel suites à des saisines de la Commission nationale des comptes de campagne et des financements politiques qui avait rejeté leurs comptes de campagnes, donnant lieu à trois nouvelles élections partielles : 
- Brigitte Barèges (Union des droites pour la République, Première circonscription de Tarn-et-Garonne) ;

- Jean Laussucq (Renaissance, Deuxième circonscription de Paris) ;

- Stéphane Vojetta (Apparenté au groupe EPR, Cinquième circonscription des Français établis hors de France).

## Suites

### Élection du président de l'assemblée
L'élection de la présidence de l'Assemblée nationale a lieu dès la première séance de la nouvelle législature, le 18 juillet. La nouvelle Assemblée étant dépourvue temporairement de présidence, le doyen d'âge, José Gonsalez, préside la séance. Les candidats à la présidence se doivent de réunir, aux deux premiers tours, la majorité absolue des suffrages exprimés ; sinon, un troisième tour à la majorité simple est requis. Fait exceptionnel, 17 membres d'un gouvernement démissionnaire et élus députés prennent part au vote.
Six candidats présentent une candidature au Perchoir : André Chassaigne (NFP), Yaël Braun-Pivet (EPR, sortante), Naïma Moutchou (Horizons), Charles de Courson (LIOT), Philippe Juvin (LR) et Sébastien Chenu (RN). Au premier tour, André Chassaigne arrive en tête avec 200 voix, suivi par Sébastien Chenu avec 142 voix, puis Yaël Braun-Pivet avec 124 voix, Philippe Juvin avec 48 voix, Naïma Moutchou avec 38 voix et enfin Charles de Courson avec 18 voix. Aucun candidat n'ayant recueilli la majorité absolue, un deuxième tour est organisé, Philippe Juvin et Naïma Moutchou retirant leurs candidatures. Le deuxième tour voit arriver en tête Yaël Braun-Pivet avec 210 voix, suivie par André Chassaigne avec 202 voix, puis Sébastien Chenu avec 148 voix et Charles de Courson avec 12 voix ; s'ajoutent 2 voix à d'autres députés non-candidats. À nouveau, aucun candidat ne parvient à atteindre la majorité absolue. Ainsi, un troisième tour est organisé, et Charles de Courson retire sa candidature. Enfin, Yaël Braun-Pivet est réélue présidente de l'Assemblée nationale, avec 220 voix, suivie par André Chassaigne avec 207 voix et Sébastien Chenu avec 141 voix ; s'ajoutent une voix à un autre député non-candidat.
La réélection de Yaël Braun-Pivet provoque la colère de la gauche, qui dénonce la participation des 17 ministres démissionnaires à cette élection, et notamment, le Premier ministre et le ministre de l'Intérieur. Le groupe Écologiste et Social nouvellement constitué annonce déposer une question prioritaire de constitutionnalité (QPC) auprès du Conseil d'État pour interroger ce cas, se basant notamment sur l'article 23 de la Constitution et l'article 16 de la déclaration des droits de l'homme et du citoyen de 1789, faisant partie du bloc de constitutionnalité. Mathilde Panot, présidente du groupe LFI-NFP, dépose un recours devant le Conseil constitutionnel, sans passer par une QPC devant le conseil d'État. Le Conseil rend sa décision le 31 juillet, restant sur la jurisprudence de 1986 en se déclarant incompétent,.

### Formation du gouvernement
Le camp présidentiel sort affaibli de ces élections législatives, représentant moins d'un tiers des sièges à l'Assemblée. Gabriel Attal présente une première fois sa démission à Emmanuel Macron à l'issue du second tour et la refuse, mais qui l'accepte finalement le 16 juillet. La veille de l'ouverture des Jeux olympiques, le Nouveau Front populaire, arrivé premier en termes de sièges, s'est accordé sur un nom à proposer au chef de l'État pour Matignon, Lucie Castets. Il la refuse le soir même, arguant que « personne n'a remporté [les élections] ». Après une « trêve olympique », plusieurs noms circulent pour le futur locataire de Matignon, dont Bernard Cazeneuve, Xavier Bertrand ou encore Valérie Pécresse. Lucie Castets étant toujours une option crédible pour la gauche unie, continue de faire campagne pour sa nomination à la direction du gouvernement.
Le 16 août, Emmanuel Macron convie les chefs de partis et présidents de groupes parlementaires des deux chambres à l'Élysée le 23 août pour tenter de trouver une issue à ce blocage de fait.
Le 18 août, dans le journal La Tribune, Manuel Bompard, Mathilde Panot et Jean-Luc Mélenchon, au nom de La France insoumise, publient une tribune menaçant le Président de la République de destitution pour manquement à ses devoirs en vertu de l'article 68 de la Constitution s'il ne nomme pas Lucie Castets Première ministre.
Après que le chef de l'État a reçu les chefs de partis et les présidents de groupes parlementaires, les services de l'Élysée font savoir par communiqué de presse du 26 août que Lucie Castets ne serait pas nommée à Matignon. Cette nouvelle attire les foudres du NFP, et le groupe La France insoumise annonce déposer une motion de destitution à l'encontre du président de la République.
Le 2 septembre, Emmanuel Macron reçoit Bernard Cazeneuve et Xavier Bertrand, alors pressentis pour le poste de Premier ministre. Face au risque de motion de censure, la candidature de Michel Barnier est envisagée le 4 septembre. Le 5 septembre soit quasiment deux mois jours pour jours après le second tour des élections législatives, Emmanuel Macron nomme celui-ci à la tête du gouvernement. Alors que le NFP a annoncé censurer tout gouvernement qui n'est pas issu de ses rangs, le Rassemblement national annonce attendre la déclaration de politique générale du nouveau gouvernement avant de se décider à censurer ou non.

### Chute du gouvernement Barnier
Le gouvernement de Michel Barnier est renversé le 4 décembre 2024 à 20 heures par une motion de censure votée par le NFP et le RN, à la suite de sa tentative de faire adopter la loi de financement de la Sécurité sociale avec l'article 49 alinéa 3 de la Constitution. C'est la première fois qu'un gouvernement tombe de cette manière depuis 1962, faisant par ailleurs du gouvernement Barnier, avec 99 jours, le deuxième gouvernement le plus éphémère de la Ve République, derrière le troisième gouvernement Messmer (89 jours).